# Personaggi di Un posto al sole
Questa voce contiene un elenco dei personaggi della soap opera Un posto al sole.

## Cast attuale
Sono elencati i personaggi principali della ventottesima stagione (2023/2024), in ordine di accreditamento nella sigla iniziale, con volto, nome del personaggio e con nome e cognome dell'attore che lo interpreta. In taluni casi, i personaggi principali, prima di essere tali, sono stati per un periodo guest star o guest.
| Personaggio                                               | Interprete | Periodo                                                                                         | Puntate |
| --------------------------------------------------------- | --- | ----------------------------------------------------------------------------------------------- | --- |
| Silvia Graziani                                           | Luisa Amatucci | 1996–                                                                                           | 1–855, 964–1707, 1838– (accreditata 1–) |
| Michele Saviani                                           | Alberto Rossi | 1996–                                                                                           | 1–5845, 5914– (accreditato 1–) |
| Rossella Graziani                                         | Giorgia Gianetiempo Giovanna e Jessica Iennaco (2001–2004) Marina Giulia Burattini (2004–2010)                                                                | 2011– (guest 2001–2011)                                                                         | 965–????, 3089– (accreditata 3321–) |
| Guido Del Bue                                             | Germano Bellavia | 1996–                                                                                           | 4–1175, 1195– (accreditato 1–) |
| Mariella Altieri                                          | Antonella Prisco | 2021– (guest 2012–2021)                                                                         | 3625-3635, 3798–3829, 3892– (accreditata 5756–)                                                                                            |
| Diego Giordano                                            | Francesco Vitiello | 1996–2002, 2006–2009, 2022– (guest star 2017–2022)                                              | 1–1254, 1311–1320, 2085–2777, 3519, 4902–4960, 5053– (accreditato 1–1260, 2086–2780, 5871–)                                                |
| Viola Bruni                                               | Ilenia Lazzarin | 2001–2021, 2022– (guest 2021, 2022)                                                             | 1103–4535, 4864–4901, 5361–5401, 5464–5520, 5545, 5600, 5843–5845, 5907– (accreditata 1151–5755, 5916–)                                    |
| Ornella Prati Bruni                                       | Marina Giulia Cavalli | 2001–                                                                                           | 1090– (accreditata 1151–) |
| Raffaele Giordano                                         | Patrizio Rispo | 1996–                                                                                           | 1– (accreditato 1–) |
| Renato Poggi                                              | Marzio Honorato | 1996–                                                                                           | 1– (accreditato 1–) |
| Nikolin "Niko" Reka Poggi                                 | Luca Turco | 2000– (guest 1999)                                                                              | 720– (accreditato 936–) |
| Giulia Cozzolino Poggi                                    | Marina Tagliaferri | 1996–2008, 2011–                                                                                | 1–2275, 2372–2663, 3267– (accreditata 1–2845, 3268–)                                                                                       |
| Antonio Nicotera Manuel Renda Irene Sartori Jimmy Cirillo | Eduardo Scafora (in precedenza Andrea Angelillo; Lino Polare; Manuel D'Angelo) Manuel D'Angelo Greta Putaturo Gennaro De Simone (in precedenza Carlo Coppola) | 2024– (guest 2017–2023) 2024– (guest 2022–2023) 2021– (guest 2015–2021) 2021– (guest 2013–2021) | 4870– (Antonio) (accreditato 6351–) 6060– (Manuel) (accreditato 6351–) 4261– (Irene) (accreditata 5756–) 3773– (Jimmy) (accreditato 5756–) |
| Rosa Picariello                                           | Daniela Ioia | 2024– (guest star 2022–2023)                                                                    | 6060– (accreditata 6351–) |
| Damiano Renda                                             | Luigi Miele | 2025– (guest 2022–2025)                                                                         | 5985– (accreditato 6606–) |
| Nunzio Cammarota Boschi                                   | Vincenzo Messina (2007–2017), Vladimir Randazzo (2021–) | 2009–2012, 2023– (guest 2007–2009; guest star 2015–2017, 2021–2023)                             | 2418–3586, 4400–4475, 4564–4673, 5620–5644, 5819– (accreditato 2846–3605, 6121–)                                                           |
| Alberto Palladini                                         | Maurizio Aiello | 1996–2002, 2011, 2019– (guest star 2012, 2014, 2016–2017, 2018–2019)                            | 1–1188, 3159–3260, 3425–3441, 3554–3596, 4040–4092, 4630–4700, 4939– (accreditato 1–1190, 3186–3301, 5361–)                                |
| Micaela e Manuela Cirillo                                 | Cristiana Dell'Anna (2012–2016), Gina Amarante (2022–) | 2015–2016, 2024– (guest 2012–2015, 2016, 2022; guest star 2023)                                 | 3431–3641, 3773–????, 3895–4249, 4276–4371, 4445–4448, 4592–4597, 5890– (accreditata 4251–4515, 6351–)                                     |
| Serena Cirillo                                            | Miriam Candurro | 2015– (guest star 2012–2015)                                                                    | 3451– (accreditata 4251–) |
| Filippo Sartori                                           | Michelangelo Tommaso | 2003–2009, 2010– (super guest star 2002)                                                        | 1217–2490, 2674–2751, 2957– (accreditato 1456–2775, 2978–; super guest star 1346–1455)                                                     |
| Marina Addezio Giordano                                   | Nina Soldano | 2003–                                                                                           | 1412–5604, 5702– (accreditata 1536–) |
| Roberto Ferri                                             | Riccardo Polizzy Carbonelli | 2002– (guest 2001; super guest star 2002)                                                       | 1059– (accreditato 1346–; super guest star 1202–1345)                                                                                      |

### Silvia Graziani
Silvia (Luisa Amatucci) è la proprietaria di Caffè Vulcano che ha acquistato da Alberto. Scopre di essere stata adottata dai Graziani e che i suoi genitori naturali sono una governante, Teresa Diacono e un prete, Don Salvatore. Anni dopo, riesce a conquistare Michele, di cui è sempre stata innamorata, e lo sposa, ma scopre che la figlia che aspetta è stata concepita in una notte di desolante ubriacatura con Luciano, prima che si fidanzasse con Michele, e glielo nasconde. Scopertolo, Michele la lascia e lei si trasferisce a Milano con Luciano, che chiude con Oscar. Nata Rossella, torna a Napoli e ritorna con Michele, che la tradisce con Elena; quando Silvia lo scopre schiaffeggia Elena davanti a tutti, accoltella Michele e diventa un'alcolista. Tempo dopo risposa Michele, con cui cresce Rossella, perdonandogli l'ennesimo tradimento con Maddalena. Dopo un tentativo di rapina e stupro, il loro matrimonio entra in crisi: Silvia s'infatua di Giancarlo, bancario e cliente del Vulcano, e lascia Michele, che si trasferisce per un po' a Milano, ma soffre per l'ostilità di Rossella. Tornato Michele a Napoli, lui e Silvia restano un paio di anni separati, seppur in rapporti amichevoli, mentre lei porta avanti la sua relazione con Giancarlo, per poi capire di amare ancora Michele e quindi ricongiungersi con lui.

### Michele Saviani
Michele (Alberto Rossi) è figlio di Marisa, psicanalista, e di Ettore Martini, ucciso dalla camorra quando lui era un adolescente. Giornalista con gran senso di giustizia, deve molto all'incontro professionale con il caporedattore Aldo De Filippo, secondo marito della madre. Si è sposato due volte con Silvia, con cui si lascia una prima volta quando scopre che Silvia gli ha mentito sulla paternità di Rossella e una seconda quando Silvia scopre il suo tradimento con Elena. Tornato definitivamente insieme a Silvia, cresce serenamente Rossella, facendole da padre. È stato reporter, insegnante di giornalismo, direttore di un giornale e infine conduttore radiofonico a Radio Golfo99, che lascia nel 2021 per divergenze con la nuova direttrice Chiara, per poi ritornarci qualche anno dopo. È anche uno scrittore, la sua ultima pubblicazione è un libro "Inchiesta sulle lotte sindacali di Napoli". Dopo una rapina con tentativo di stupro ai danni di Silvia, entra in crisi con la moglie. Ritornato apparentemente in sintonia con la moglie, nell'ottobre 2021 scopre che lei in realtà lo tradisce con il bancario Giancarlo Todisco. A novembre 2021 Silvia decide di restare con Michele e di provare ad iniziare una nuova fase di vita insieme. Successivamente però Silvia rivede Giancarlo, cosa che le fa rimettere in discussione i propri sentimenti nei confronti suoi e di Michele. Scopertolo, Michele decide di lasciarla e si trasferisce per un po' a Milano cogliendo una promettente opportunità professionale. Ritornato a Napoli, lui e Silvia passano un paio di anni separati, seppur in rapporti amichevoli, per poi capire di amarsi ancora e quindi ricongiungersi. Nel marzo 2025, per difendere Rossella dal primario del Policlinico San Filippo, Daniele Fusco, che vuole ucciderla dopo essere stato denunciato da lei per molestie, rimane gravemente ferito nella colluttazione con quest'ultimo, ma, dopo aver lottato tra la vita e la morte, le sue condizioni migliorano e viene dichiarato fuori pericolo. Si accorge però di aver perso sensibilità ad una gamba, motivo per cui inizia a sottoporsi a sedute di fisioterapia. 

### Rossella Graziani
Rossella (Giorgia Gianetiempo) nasce nel 2001, frutto di una notte di alcol e sesso fra Silvia Graziani e Luciano Simioli. Successivamente Silvia torna con Michele ed è lui che fa da padre a Rossella. Ha avuto un'infanzia serena, nonostante i periodi bui della sua famiglia, come la dipendenza dall'alcool di sua madre e la relazione di quest'ultima con il violento Achille. Da piccola è una bambina vispa e solare. Crescendo diventa più seria e riflessiva: è spesso in crisi con sé stessa, entrando in conflitto con i parenti, a causa del suo desiderio di indipendenza. I suoi migliori amici sono Vittorio e Patrizio. Ha avuto legami sentimentali con Niko, Gianluca e Genny. Si fidanza in seguito con Patrizio, con il quale avrà una storia  lunga e tormentata: i due si lasciano definitivamente dopo diversi anni di alti e bassi, sebbene riescano poi a recuperare il forte rapporto di amicizia che li lega fin dall'infanzia. Il 14 luglio 2021 si laurea in medicina con il massimo dei voti e, qualche mese dopo, comincia la specializzazione in medicina interna. Nello stesso periodo conosce il dottor Riccardo Crovi, collega con cui inizia una relazione altalenante e instabile per via di diverse incompatibilità caratteriali unite a problemi comportamentali di lui: nonostante questo, i due sembrano riuscire a trovare un equilibrio e nel settembre 2023 Rossella accetta la sua proposta di matrimonio. Lei, però, ha intanto iniziato a provare dei sentimenti via via sempre più forti per Nunzio e, a causa della sua confusione sentimentale, si rende conto di non poter sposare Riccardo e quindi decide di lasciarlo il giorno del matrimonio. Si prende poi un po' di tempo per fare chiarezza, capendo che è Nunzio colui che ama davvero e chiudendo definitivamente con Riccardo, con cui però cerca di mantenere un buon rapporto in quanto colleghi in reparto. In seguito, dopo alcune vicende, lei e Nunzio diventano definitivamente una coppia. Nello stesso periodo, però, Rossella inizia a subire molestie sessuali da parte del nuovo primario del suo reparto, Daniele Fusco, divenute poi, a seguito del suo rifiuto, condotte persecutorie volte a minare la sua autostima e le sue capacità lavorative. A causa di questa situazione, inizia per lei un periodo di  difficoltà che la porta a stare molto male sia psicologicamente che fisicamente e a rifiutare il cibo. Tuttavia, grazie al supporto e al sostegno di Silvia, Michele, Nunzio e Ornella, alla quale Silvia ha chiesto aiuto notando l'aggravamento delle condizioni di salute della figlia, Rossella, che intanto ha scoperto di non essere stata l'unica vittima di Fusco, riesce a reagire, denunciando il primario insieme alle altre donne che hanno subito le sue ingerenze. Dopo aver ricevuto un avviso di garanzia, però, Fusco perde la testa e tenta di ucciderla, ma quando sta per spararle viene sorpreso alle spalle da Michele che cerca di disarmarlo, venendo però ferito gravemente. Dopo aver lottato tra la vita e la morte, Michele viene dichiarato fuori pericolo, mentre il primario viene finalmente arrestato.

### Guido Del Bue
Guido (Germano Bellavia), di carattere buono e fin troppo tollerante, è tra i personaggi più comici della soap. Figlio di Donna Lucia, ha tre fratelli e un fratellastro camorrista (assassino del padre di Michele Saviani), ucciso in carcere, ed è il cugino di Silvia. Fallito come stilista per taglie forti, è per anni taxista, per poi diventare vigile urbano. Ha una relazione con Roberta, per poi sposare Assunta con la quale, dopo vari problemi ha un figlio, Vittorio. Ha vissuto per anni alla Terrazza, prima di trasferirsi nella vecchia casa del portiere. Tradito da Assunta, la lascia e intraprende varie storie d'amore con Cinzia, Loredana e poi Mariella, che sposa e con la quale ha un figlio, Lorenzo. Attualmente il suo matrimonio è in crisi a causa di un flirt avuto con Claudia, tornata a Napoli. I due trascorrono una notte di passione prima della partenza di lei, che lo getta nello sconforto. Decide così di andare via di casa per un pò.  La sua relazione con Claudia termina nel 2025 e attualmente è single nonostante si sia molto ravvicinato a Mariella.

### Mariella Altieri
Mariella (Antonella Prisco) è la seconda moglie di Guido e mamma di Lorenzo. Vigilessa, lavora al comando con Guido. Dopo varie peripezie,  a carattere comico, riesce a coronare il suo sogno d'amore con Guido, ma nel 2018, a causa del tradimento di Guido con Cinzia, lo lascia e va a vivere con l'amico e collega Salvatore Cerruti. Scopre di essere incinta e nella notte del 31 dicembre 2018 nasce Lorenzo. Per vendicarsi dell'ex, Mariella gli fa credere che il padre è Salvatore ma una volta che Guido scopre di essere il padre, i due ritornano assieme e pochi mesi dopo coronano il loro amore convolando a nozze. È molto amica anche di Bice Cerruti, la sorella di Salvatore Cerruti, nonché di Silvia e Michele. Attualmente il suo matrimonio è in crisi poiché Guido si è innamorato di Claudia, tornata a Napoli. In seguito alla sua separazione con Guido avrà un flirt con Mimmo, un amico di Bice. 

### Diego Giordano
Diego (Francesco Vitiello) è il figlio di Raffaele e di Rita; inizialmente solare e divertente, la tragica morte della madre e un lungo trasferimento all'estero contrassegnato dalla tossicodipendenza lo portano a cambiare caratterialmente, diventando irascibile e rissoso. Tempo dopo Diego deciderà di lottare contro la sua dipendenza dalle droghe, aiutato e supportato da Viola, con la quale instaura un profondo legame fraterno. Vive una relazione turbolenta con l'avvocata Beatrice Lucenti, al punto da compiere contro di lei ripetuti atti di stalking. Nel 2023 intraprende una breve relazione con la nuova domestica di casa Ferri Lia Longhi; Diego, però, scopre che la donna lo ha solo usato per impossessarsi di alcuni gioielli nascosti in un'intercapedine del muro delle vecchie cantine di Palazzo Palladini da una famiglia ebrea deportata e uccisa nei Campi di sterminio, i cui membri vi avevano momentaneamente trovato rifugio per sfuggire alle Leggi Razziali emanate dal Fascismo. L'unica superstite era un'anziana della quale la stessa Lia si occupava come badante. L'anno successivo si fidanza con Ida Kovalenko, una ragazza di nazionalità polacca, contadina, che vende il figlio appena partorito per curare il padre gravemente malato. Nei mesi successivi un inaspettato ripensamento la porta però in Italia, intenzionata a riavere con sé suo figlio, il quale dopo essere stato comprato da Lara Martinelli, è stato riconosciuto da Roberto Ferri, convinto che fosse realmente suo figlio. Raggiunto un accordo con  l'imprenditore che le permette di stare con il bambino fingendo di essere la sua babysitter in cambio di vitto, alloggio e mantenimento economico, passano i mesi, fino alla morte dell'anziano padre. È a questo punto che convince Diego a sostenerla in una dura battaglia legale, al termine della quale riesce finalmente a ricongiungersi con suo figlio Józef. Attualmente convive con Ida ed è socio di minoranza del Caffè Vulcano, mentre nel periodo natalizio si occupa di un laboratorio di presepi in Via San Gregorio Armeno.

### Viola Bruni
Viola (Ilenia Lazzarin), figlia di Ornella, è una ragazza sensibile, altruista ed empatica. Da giovane stringe amicizia con Davide, sarcedote e amico del suo ragazzo Andrea, al quale offre il suo aiuto in oratorio impartendo corsi di doposcuola ai ragazzi dal passato difficile, mostrando sin da subito tutto il suo impegno e la sua dedizione verso gli altri. Studia danza classica prima alla Scala di Milano e poi al San Carlo di Napoli. Il suo sogno di diventare ballerina professionista però s'infrange per un infortunio al ginocchio. Intellettuale ed appassionata d'arte, dopo la laurea in lettere moderne, svolge vari lavori: è docente di lettere, guida turistica presso la cooperativa da lei fondata con altre colleghe e conduttrice radiofonica di programmi culturali a Radio Golfo 99. Come insegnante cerca di trasmettere valori importanti ai suoi studenti, sensibilizzandoli sull'importanza dell'inclusione e l'accettazione delle diversità e sovente si rende disponibile ad aiutare i suoi alunni ad uscire da situazioni pericolose: nel 2014 aiuta Daniela Barletta, sua allieva e baby squillo, ad uscire dal giro di prostituzione, incoraggiando quest'ultima a denunciare i suoi clienti e nel 2022 il suo intervento è stato decisivo affinché Bianca Boschi si affrancasse da una pericolosa web challenge in cui era caduta. Soffre per la separazione dei genitori, la scoperta della doppia vita dell'amato padre Giorgio Bruni che nasconde una seconda famiglia e per il suicidio di lui. Socievole e affettuosa, instaura importanti legami come quello con la sorellastra da parte di padre, Sarah Ferreira; con il nuovo compagno della madre, Raffaele Giordano, che lei considera come un padre; con Diego, figlio di Raffaele, con il quale ha un profondo legame fraterno e con i suoi più cari amici: Angela, Elena e Filippo con cui condivide gioie e dolori. Sempre alla ricerca del vero amore, soffre numerose delusioni sentimentali, spesso a causa di uomini problematici e in un momento difficile considera l'idea di diventare suora. Nel 2012 trova la stabilità sentimentale con il magistrato anti-camorra Eugenio Nicotera, che sposa nel 2016 dopo molte difficoltà e vicissitudini, soprattutto causate dalla complicata e rischiosa professione dell'uomo di legge sottoposto a misure di protezione, in particolare il grave attentato quasi mortale subito da Eugenio. Nel 2017 nasce il loro primogenito, Antonio. Nel 2022 Viola rimane ferita gravemente a seguito di un nuovo attentato diretto ad Eugenio, in cui perde la vita Susanna Picardi; Viola sopravvive ma attraversa un difficile e lungo periodo di crisi personale e matrimoniale. Nello stesso periodo il magistrato assegna l'agente Damiano Renda alla sua famiglia come scorta per garantirne la sicurezza. Durante il servizio Damiano si innamora di Viola e inizia a corteggiarla. Col tempo i due iniziano una relazione extraconiugale che porta alla separazione dei coniugi Nicotera. Il personaggio di Viola compare anche nella prima stagione di Un posto al sole d'estate.

### Ornella Prati
Ornella Prati ex coniugata Bruni (Marina Giulia Cavalli) è la dottoressa di Palazzo Palladini, dopo l'uscita di scena di Luca De Santis. Ha una figlia, Viola, avuta dal primo marito Giorgio, con la quale ha un legame molto forte. Dopo la scoperta della doppia vita del marito che nasconde una seconda famiglia, Ornella decide di chiedere il divorzio. E successivamente sposa in seconde nozze Raffaele dal quale ha avuto un altro figlio, Patrizio. Ha un carattere forte e deciso ed è un medico molto attento e scrupoloso. La sua migliore amica è Giulia Poggi. È stata primario ad Interim del reparto di Chirurgia interna dell'ospedale San Filippo di Napoli, ed è proprio la sua rinuncia al ruolo che ha reso possibile il rientro di Luca De Santis. Adesso è in pensione.

### Raffaele Giordano
Raffaele (Patrizio Rispo) è il portiere di Palazzo Palladini, cognato di Giulia e Renato e cugino dell'ex marito di Marina, Rocco Giordano. È stato sposato per vent'anni con Rita con cui ha avuto il figlio Diego e dopo la sua morte si è legato ad Ornella, dalla quale ha avuto un altro figlio, Patrizio. È un ottimo chef e per un breve periodo ha gestito un ristorante. È una persona solare e dal carattere profondo, sempre disponibile a dispensare buoni consigli a chi ne ha bisogno. Il suo migliore amico è il cognato Renato a cui sovente si diverte a fare scherzi. Ha un grande senso della famiglia, che ama più di ogni altra cosa.

### Renato Poggi
Renato (Marzio Honorato) è il figlio del colonnello Costantino ed ex marito di Giulia, con la quale ha avuto una figlia, Angela, e adotta un bambino di origini albanesi, Niko. Ha tradito la moglie con Claudia e, dopo il divorzio, si è legato a varie donne: Annalisa, Adriana e Nadia. È tirchio e invadente, ma divertente: memorabili i suoi continui punzecchiamenti ironici con il cognato Raffaele e l'amico Otello, sui quali può sempre contare. Con gli anni si è addolcito, vestendo anche i panni di nonno, dopo essere andato in pensione come commercialista dei cantieri Flegrei-Palladini.

### Nikolin Reka Poggi
Nikolin, detto "Niko" (Luca Turco) è il figlio adottivo di Giulia e Renato e fratello di Angela. Il suo padre biologico è Petrit. Amico d'infanzia di Azzurra, ha avuto storie d'amore importanti con Giada, Valeria, la svampita Benedetta, Rossella e Manuela. Un giorno la gemella di Manuela, Micaela, inganna Niko fingendosi sua sorella e da una notte di sesso tra i due nasce un figlio, Jimmy, che verrà affidato in via esclusiva a Niko, in quanto Micaela non è una madre affidabile. Inizialmente studente di economia, impreparato e svogliato, passa a giurisprudenza, disciplina in cui si laurea faticosamente e intraprende il praticantato; è in questo periodo che conosce le colleghe Beatrice Lucenti, con la quale ha un'intensa relazione, e Susanna Picardi, che diventa la sua compagna dopo la fine della sua relazione con Beatrice. Niko e Susanna vanno a vivere in un modesto appartamentino ricavato dalla casa di Renato e si fidanzano ufficialmente. La coppia lavora nello studio Navarra insieme al compagno di Università di Niko, Ugo De Carolis. Niko lascia Susanna all'altare e rompe con lei quando scopre che, a poche settimane dal matrimonio, ha dichiarato i propri sentimenti al magistrato Eugenio Nicotera, marito di Viola Bruni, per cui si era presa una sbandata non ricambiata. Superata la forte crisi esistenziale a causa della rottura con Susanna, Niko rileva il fatiscente studio Navarra che gestisce in autonomia in quanto Ugo si trasferisce a Milano e Susanna lascia per il concorso di magistrato. In seguito, Niko perdona Susanna e i due riallacciano un rapporto di amicizia, anche se diventa poi chiaro che i due si amano ancora: Niko le dichiara nuovamente il suo amore quando lei è in ospedale, in fase di ripresa dopo aver subito un'aggressione. I due tornano a vivere insieme a Jimmy e presto lui le fa nuovamente la proposta di matrimonio, che lei accetta felice. Alcuni mesi dopo, però, Susanna muore, vittima innocente di un agguato di camorra il cui bersaglio erano il PM Nicotera e sua moglie Viola. Niko, che l'aveva sposata sul letto d'ospedale, entra in un profondo stato depressivo a causa del lutto: il dolore indurisce il suo carattere, lo porta a bere continuamente, a provare delle pasticche pericolose e a mettersi in rotta di collisione con Micaela, la madre di Jimmy e con Manuela, sorella di Micaela, che, innamorata di lui, insiste per riconquistarlo senza risultati. In seguito, passato del tempo dalla morte di Susanna e dopo aver iniziato a riprendersi, torna insieme alla sua ex Valeria, che rincontra per caso durante una vacanza sulla neve. Tempo dopo Niko capisce di amare ancora Manuela, così dopo aver lasciato Valeria, raggiunge Manuela a Torino, dove si era trasferita temporaneamente con Micaela, e le dichiara tutto il suo amore. I due tornano ufficialmente insieme e attualmente convivono a Palazzo Palladini insieme a Jimmy.

### Giulia Cozzolino Poggi
Giulia Cozzolino (Marina Tagliaferri), è un'assistente sociale, lavora in un centro d'accoglienza. Ex moglie di Renato, sorella di Rita, madre di Angela e Niko. Un giorno viene portato al suo centro d'ascolto un bambino, trovato abbandonato in un parco. Desiderosa di avere un altro figlio, decide di tenere il bambino con sé e fa carte false facendolo diventare Valentino Poggi, ignorando che si tratta di Gianluca Palladini. Scopertolo, continua a tenere il bimbo per due anni, fuggendo per due volte poiché teme di essere smascherata. Alberto riesce a rintracciarla in tempo e a riprendersi il figlio. Anni dopo, assieme a Renato, adotta Nikolin Reka, un bambino di origini albanesi. Ha varie storie extraconiugali: Luca, Marcello, Arturo. Subisce un intervento per un tumore al seno, e viene stuprata da Faiello. Dopo il divorzio da Renato, si lega a Petrit, padre naturale di Niko, e con lui si trasferisce in Albania fino al 2011, quando fa ritorno a Napoli e si trasferisce alla Terrazza con la figlia. Dopo una relazione con Dennis, cade vittima di un raggiro da parte di un impostore, conosciuto in chat, poi denunciato. Si riavvicina poi a Luca. I due ora hanno una relazione stabile e vivono insieme alla Terrazza.

### Antonio Nicotera, Manuel Renda, Irene Sartori, Jimmy Cirillo
Antonio (Eduardo Scafora) è il figlio di Eugenio e Viola e nipote di Raffaele e Ornella. È un bambino sportivo e studioso, sensibile e determinato. Gli piace la natura e nonno Raffaele gli ha trasmesso la passione per il giardinaggio. 

Manuel Renda (Manuel D'Angelo) è il figlio di Rosa e Damiano. È un bambino  cresciuto molto in fretta e gioca spesso a fare l'adulto. Nel luglio 2023 rischia la vita quando lo zio Eduardo lascia delle pistole a casa sua; gli piacciono i videogiochi, ma anche giocare all'aperto. 

Irene Sartori, (Greta Putaturo) è la figlia di Serena e Filippo. Vive con i genitori e la sorellina Elisabetta. Con il padre condivide la passione per gli scacchi. 

Jimmy Cirillo, (Gennaro De Simone, in precedenza Carlo Coppola) è il figlio di Micaela e Niko. Vive col padre, mentre sua madre Micaela non l'ha praticamente mai considerato portandolo così a soffrire per la mancanza della figura materna e dunque a legarsi a Susanna e dopo la sua tragica morte, alla zia Manuela. Ama la tecnologia e l'informatica; il suo migliore amico è un ragazzino di nome Camillo; non ama studiare e si prende una cotta (soltanto in seguito ricambiata) per Cristina Ferri, ma legando anche poi con Mina (la nipote di Valeria).

### Rosa Picariello
Rosa (Daniela Ioia) è una donna non istruita, diffidente e scontrosa. È la sorellastra del pentito di camorra Eduardo Sabbiese, con cui ha un profondo legame d'affetto. Malgrado sia cresciuta nel degrado e nell'indigenza, ha sempre cercato di condurre una vita onesta, accettando lavori umili. É l'apprezzata domestica di Giulia e Niko Poggi. Da ragazza si innamora del migliore amico di Eduardo, Damiano Renda, che cerca di conquistare. Malgrado Damiano non ricambi i suoi sentimenti, Rosa si ostina a volerlo ad ogni costo, così dopo una breve frequentazione Rosa rimane incinta e decide di tenere il bambino, Manuel, che crescerà prevalentemente da sola. Poco dopo il rapporto con Damiano naufraga perché lui non l'ha mai amata. Rosa non si è mai rassegnata alla fine della loro relazione e spera sempre in un ritorno di Damiano. Le sue migliori amiche sono Marika e Clara; quest'ultima è diventata anche sua cognata e madre di sua nipote, sposando Eduardo.

### Damiano Renda
Damiano (Luigi Miele) è un agente semplice della squadra falchi di Napoli che, inizialmente, è impiegato come agente di scorta del magistrato Eugenio Nicotera. Cresciuto in un quartiere popolare, stringe amicizia fraterna con Eduardo Sabbiese, il quale diventa successivamente un boss di camorra, ma grazie all'amore per Clara e all'aiuto di Damiano decide di cambiare vita e collaborare con la giustizia. È così che Damiano conosce Rosa, sorellastra di Eduardo, ragazza semplice e popolana che si innamora di lui. Sebbene Damiano non ricambi i suoi sentimenti, Rosa si ostina a volerlo ad ogni costo, così dopo una breve frequentazione Rosa rimane incinta e decide di tenere il bambino, Manuel, che crescerà prevalentemente da sola. Poco dopo il rapporto con Damiano naufraga perché lui non l'ha mai amata, ma Rosa non si rassegna e spera sempre di riallacciare il rapporto. Dopo l'attentato in cui è rimasta coinvolta sua moglie Viola, il magistrato Eugenio Nicotera assegna Damiano alla sua famiglia come scorta per garantirne la sicurezza. Durante il servizio Damiano si innamora di Viola e inizia a corteggiarla. Col tempo i due iniziano una relazione extraconiugale che porta alla separazione dei coniugi Nicotera. Come poliziotto Damiano si distingue per il suo coraggio, ma anche per la sua irruenza e ciò lo porta spesso a mettersi nei guai e a commettere errori di valutazione. Ha dato anche prova delle sue fragilità caratteriali; ad esempio si è abbandonato allo sconforto e al pianto dopo la morte di un suo collega poliziotto per mano del boss Angelo Torrente.    

### Nunzio Cammarota Boschi
Nunzio (Vincenzo Messina dal 2007 al 2017 e Vladimir Randazzo dal 2021) è un bambino problematico con una situazione familiare non facile e un'adolescenza turbolenta e caratterizzata da ripetuti furti e comportamenti che lo porteranno anche in riformatorio. Dopo essere stato il testimone di un omicidio, si lega a Franco che successivamente ne sposa la madre Katia e lo adotta, diventando a tutti gli effetti il padre del bambino. La sua prima storia d'amore importante è stata quella con Chiara Petrone, figlia dell'imprenditore Giancarlo Petrone. Si affeziona al nonno Nunzio Vintariello, boss di camorra. In seguito si trasferisce in Sicilia con la madre e alcuni anni dopo torna a Napoli affermando di sentire la mancanza di suo padre Franco; in realtà sta fuggendo da alcuni delinquenti che aveva truffato giocando a poker. Franco lo aiuterà a trovare lavoro ai cantieri Palladini ma per poco tempo a causa di gravi incomprensioni che si creano con Roberto Ferri. Inizia quindi a lavorare come chef al Caffè Vulcano, di cui in seguito diverrà anche socio insieme a Silvia e Diego, e ritorna per un breve periodo con Chiara, ma la loro storia non decolla mai davvero a causa di problemi giudiziari e di droga di lei che impediscono ai due di trovare equilibrio e stabilità. Nonostante l'impegno per cercare di far funzionare le cose ed emotivamente provato dall'incertezza della relazione, finisce per tradire Chiara con Alice, la quale lo denuncia ingiustamente per tentata violenza sessuale, salvo ritrattare una volta emerso che le accuse erano false, mentre nel frattempo la storia con la problematica Chiara termina definitivamente. Dopo aver elaborato la rottura con Chiara, ha un flirt con l'architetto Diana Della Valle e intanto capisce di essersi innamorato di Rossella, con la quale, dopo alcune vicende, diventa una coppia.

### Alberto Palladini
Alberto (Maurizio Aiello) è il maggiore dei tre fratelli Palladini, figlio di Federica e Tancredi. È un avvocato di successo e un uomo senza scrupoli, caratterialmente simile alla madre. Ha un figlio, Gianluca, avuto da Sonia Campo. Inizialmente Alberto si rifiuta di riconoscere il bambino. Quando poi, a causa di un incidente in moto, Alberto diventa sterile, cambia idea e stringe un accordo con Sonia che accetta di vendergli il bambino. Ma durante lo scambio nel parco, il piccolo viene trovato da Adelaide che lo porta al Centro d'ascolto di Giulia. Quest'ultima decide di tenere con sé il bambino e gli dà il nome di Valentino Poggi. Alla fine i Poggi sono costretti a restituire il bambino ad Alberto. Ha sposato Anna Boschi, per poi divorziare e trasferirsi nel 2002 in Argentina con Claudia Costa, dopo che Roberto è riuscito ad impossessarsi delle imprese Palladini. Torna a Napoli nel 2011 dichiarando che con Claudia é finita e riprende il comando dei cantieri e stipula un accordo con un clan malavitoso per smaltire rifiuti tossici in un terreno di proprietà dei Cantieri Palladini, di cui è amministratore delegato. Alberto chiede al figlio Gianluca di distruggere le prove che lo collegano al reato. Gianluca in un primo momento cede al ricatto del padre, ma, in seguito, si pente e decide di denunciarlo alle autorità. Alla fine, dopo molte vicissitudini, Alberto che, nel frattempo era finito in carcere, decide di collaborare con la magistratura. Con il figlio Gianluca ha un rapporto molto difficile, costellato di contrasti e incomprensioni, e nel 2012 il ragazzo decide di tagliare per sempre i ponti con suo padre, lasciando definitivamente Napoli. Nel 2018 inizia una relazione con la sua cameriera Clara, contrassegnata da maltrattamenti e ricatti emotivi. Alberto non ama davvero Clara e la usa solo per i suoi scopi, inducendola in più di un'occasione ad andare a letto con un suo cliente per stipulare un importante contratto di lavoro. Nel 2020 Clara rimane incinta e nasce un maschietto, Federico. La relazione con Clara procede tra alti e bassi e i due si lasciano più volte. Nel 2021 viene assunto da Niko Poggi come collaboratore del suo studio e nel 2022 torna con Clara, andando a convivere con lei e Federico. Nel 2023, in cerca di riscatto personale, tenta, senza successo, di acquistare il Caffè Vulcano, che si trova sull'orlo del fallimento per via di molteplici recensioni diffamanti scritte da profili falsi creati da Alberto stesso. Nello stesso periodo, si incrina nuovamente anche il suo rapporto con Clara e la tradisce con l'architetto Diana Della Valle, motivo per cui i due si separano definitivamente. Successivamente Clara inizia una relazione con il boss di camorra, Eduardo Sabbiese, che in seguito diventa collaboratore di giustizia e, dopo il loro matrimonio, i due vengono inseriti in un programma di protezione, tuttavia Alberto fa di tutto per impedire a Clara di portare il figlio con sé: inizialmente lo rapisce, per poi riportarlo dalla madre. Poi si allea con la camorra per far uccidere Sabbiese, ma fallisce, perché alla fine lo salva dell'agguato del clan di Torrente. Il boss decide così di vendicarsi dell'avvocato e il Palladini fa di tutto per farlo arrestare. Quando Torrente viene finalmente arrestato, il Palladini può rivedere suo figlio, ma quando Clara torna gli dà una terribile notizia: ha deciso di rimanere dove era nascosta con Eduardo e non tornerà a Napoli.

### Manuela e Micaela Cirillo
Manuela e Micaela (Cristiana Dell'Anna dal 2012 al 2016 e Gina Amarante dal 2022) sono le sorelle gemelle di Serena. Manuela si innamora subito di Niko con cui ha una relazione travagliata durata circa quattro anni. Un giorno Micaela inganna Niko, fingendosi sua sorella Manuela, e da una notte di sesso tra i due nasce un figlio, Jimmy, che verrà affidato in via esclusiva al padre in quanto Micaela, donna e musicista indipendente, libertina e anticonformista, si trasferisce a Berlino. In questi anni la figura di Manuela è più centrale e presente rispetto a quella di Micaela, che vive all'estero. In questo periodo Manuela aiuta Niko a crescere il piccolo Jimmy, data l'assenza della madre, che viene a trovarlo saltuariamente. Manuela, divisa tra l'amore per Niko e la difficoltà ad accettare una vita regolare, decide alla fine, complice la partecipazione ad un reality show in India, di seguire la gemella. Successivamente le due si trasferiscono stabilmente a Berlino nel 2016. Tornano entrambe a Napoli nei primi mesi del 2022 dopo che Micaela è guarita da un tumore e ha deciso che vuole riavvicinarsi al figlio Jimmy: la passione per la musica e la relazione che instaura col cuoco del Vulcano Samuel però rendono difficile il suo ruolo di madre. Comincia anche a collaborare a Radio Golfo 99 al fianco di Michele nel ruolo di esperta di gossip. Manuela, invece, capisce di essere ancora innamorata di Niko, ma deve presto realizzare che la vita del ragazzo è andata avanti: cerca quindi di pensare a se stessa badando al nipote, iscrivendosi alla facoltà di archeologia con il sogno di aprire un parco archeologico ed instaurando una relazione con il contadino Costabile, affetto da ludopatia. Dopo aver scoperto che Costabile ha utilizzato i soldi della ristrutturazione del suo parco per estinguere dei debiti, lo lascia, e viene aiutata da Filippo e Serena, grazie ai quali riesce faticosamente a costruirlo. Stanca di vedere Niko insieme a Valeria e della prepotenza di quest'ultima, decide di intraprendere un viaggio insieme a Micaela, la quale a sua volta è gelosa della nuova relazione che il suo ex Samuel ha intrapreso con una ragazza dominicana, ed entrambe convengono che sia meglio cambiare aria. Partono alla volta della loro prima destinazione, Torino. Nel frattempo Niko capisce di amare ancora Manuela e la raggiunge a Torino. I due tornano ufficialmente insieme e attualmente vivono nell'appartamento di Niko con Jimmy.  

### Serena Cirillo
Serena (Miriam Candurro) è la sorella maggiore delle gemelle Manuela e Micaela. Moglie di Filippo, a cui si è ricongiunta dopo un tradimento da parte di lui, e madre di Irene e Elisabetta. Ha avuto una breve relazione con il fratellastro di Filippo, Tommaso e con Leonardo Arena, un vecchio amico di Tommaso. Scopre di essere la figlia del noto attore Gigi Del Colle, alla cui morte eredita astutamente parte della sua fortuna, con la quale apre un suo B&B, che tuttavia non gestisce direttamente. Ha un legame molto forte con le sue sorelle ed è la loro più saggia confidente, ma talvolta, a causa della loro immaturità, finisce per ritrovarsi in mezzo ai guai, da cui però riesce sempre ad uscirne grazie alla sua immensa pazienza.

### Filippo Sartori
Filippo (Michelangelo Tommaso) è figlio di Roberto e Irene ed è il fratello di Tommaso, Sandro e Cristina. È un ragazzo buono e dall'animo nobile. Roberto inizialmente si rifiuta di riconoscerlo come suo figlio e lascia morire sua madre Irene di infarto, solo tempo dopo Roberto e Filippo troveranno un equilibrio e rinsalderanno il loro rapporto che però procede tra alti e bassi. Vive tre grandi amori: uno sfortunato con Eleonora e uno idilliaco con Carmen, che termina a seguito della morte del figlio Valerio, infine si sposa con Serena da cui ha una figlia, Irene. Si separa da Serena nel 2020 a seguito di un tradimento da parte di lui, ma poi i due si riuniscono. Nel giugno 2021, gli viene diagnosticata una patologia che può portarlo addirittura alla morte e, in seguito ad un intervento, si ritrova vittima di un'amnesia che lo porterà a dimenticare i suoi ultimi dieci anni di vita. A novembre dello stesso anno ritorna a ricordare la sua vita e nasce la sua seconda figlia, Elisabetta. Ha avuto una breve relazione anche con la sua migliore amica Viola, poi finita per la consapevolezza da parte di entrambi di essere solo grandi amici. Ha gestito i Cantieri Flegrei-Palladini che poi ha lasciato, ha lavorato anche a Radio Golfo99 da cui però è stato licenziato da suo padre che nel frattempo ne è diventato proprietario e attualmente gestisce le imprese Petrone.

### Marina Giordano (Addenzio)
Marina Giordano (Addezio) (Nina Soldano), ex coniugata Giordano, è una donna arrivista e spietata. I suoi genitori sono l'operaio sindacalista Arturo Addezio (ormai deceduto) e Gina Esposito, donna delle pulizie. È stata sposata con Rocco Giordano (cugino di Raffaele) dal quale ha avuto la figlia Elena. Anni dopo si scoprirà che ha un altro figlio, Lorenzo, che ha avuto in giovane età e che è stato venduto dalla madre Gina, a causa di gravi problemi economici. S'innamora di Roberto Ferri, con il quale ha da anni una travagliata relazione. Viene ingaggiata da Roberto dopo la scoperta della tresca tra Eleonora Palladini (con cui Ferri aveva una relazione) e Filippo e insieme pianificano di far impazzire Eleonora e sottrarle il figlio Sandro. Anni dopo sposa il ricco imprenditore Riccardo Ranieri e lo lascia morire di infarto per impossessarsi della sua cospicua eredità. Ha molte relazioni sentimentali, ma rimane sempre innamorata di Roberto Ferri con il quale nel corso degli anni si lasciano e si riprendono più volte. S'impossessa dei cantieri Flegrei-Palladini e negli ultimi anni è sempre rimasta ai cantieri, ma ha più volte perso e riconquistato la maggioranza. Attualmente è la titolare dei cantieri Flegrei-Palladini. Ha un rapporto altalenante e difficile con la figlia Elena: nel 2004 scopre che Elena ha una relazione clandestina con Roberto e minaccia di sfregiarla con delle forbici. Col tempo i rapporti con Elena si rasserenano, ma poi finiscono nuovamente per incrinarsi quando nel 2015 Marina viene drogata e derubata da Elena, che attraversa un periodo da cocainomane; scopertala, denuncia la figlia e rientra ai cantieri dopo un periodo di pausa. Nel 2019, ritrova suo padre Arturo, che credeva morto ed era fuggito quando era piccola, ma lui muore dopo poco tempo. Nello stesso periodo inizia una relazione con l'imprenditore Fabrizio Rosato, responsabile dell'ingiusta carcerazione del padre. Dopo molte peripezie, i due si trasferiscono temporaneamente a Londra, dove si sposano nel 2021, salvo poi tornare a Napoli e occuparsi nuovamente dei propri affari. La gelosia del marito e il mai sopito sentimento per Roberto la spingono di nuovo fra le sue braccia, esponendosi alla reazione impazzita di Fabrizio, che arriva a rapirla e a stuprarla. In seguito sposa ancora una volta Roberto Ferri, il quale si rende protagonista, con l'aiuto di Franco Boschi, del suo salvataggio da Fabrizio. Attraversa una dura crisi con Roberto poiché è gelosa di Lara Martinelli, con la quale Roberto ha avuto una relazione per breve tempo. Lara per tenere Roberto legato a sé, decide di comprare il figlio di una donna polacca, che chiama Tommaso, e fa credere a Roberto che il bambino sia suo. Marina scopre che Tommy non è figlio né di Lara, né di Roberto e quando lo rivela a quest'ultimo, lui inizialmente non le crede e alza un muro tra lui e sua moglie. Tempo dopo Roberto capisce che Marina aveva ragione e prova a riavvicinarsi a lei, che però lo respinge, troppo ferita dalle ultime vicissitudini. L'amore però è più forte e i due finiscono per riconciliarsi. Nonostante ciò, Roberto non intende rinunciare a Tommy e decide di allontanare immediatamente il bambino da Lara. Quest'ultima si vendica cercando di investire Marina, che viene salvata da Ida. Lara viene arrestata, ma continua a ricattare Marina e Roberto anche dal carcere. Marina, stufa dei suoi ricatti, incarica la detenuta Gabriella Sebillo di uccidere Lara, ma il suo tentativo fallisce. Tempo dopo Lara esce dal carcere e si converte, pentendosi dei suoi peccati. Roberto, ostinato a tenere Tommy con sé, finisce per scontrarsi più volte con Marina, che lo supplica di restituire il piccolo alla sua madre biologica, Ida, che nel frattempo chiede aiuto a Lara per riprendersi Tommy e insieme si recano alla polizia. Roberto cerca in tutti i modi di ottenere la custodia del bambino, ma fallisce miseramente e Tommaso viene affidato a Ida. Dopo questa parentesi, torna il sereno tra Marina e Roberto e insieme decidono di comprare Radio Golfo 99, messa in vendita da Chiara Petrone.

### Roberto Ferri
Roberto Ferri (Riccardo Polizzy Carbonelli) è un uomo cinico, malvagio e assetato di potere. Sposa Sofia Corsani, sua prima moglie, per interesse e grazie a lei si arricchisce. Tempo dopo scopre che Sofia ha una relazione con Alessandro Paladini e decide di vendicarsi dei due, così grazie ad un'abile mossa manageriale riesce ad impadronirsi delle imprese Palladini. Ha un figlio, Filippo, avuto da Irene Sartori, che lascia morire di infarto, poiché quest'ultima ha le prove che Roberto ha ucciso involontariamente il suocero Attilio Corsani e, per evitare che parli, si rifiuta di darle le pillole che l'avrebbero salvata. Inizialmente si rifiuta di riconoscere Filippo come suo figlio, poi in seguito i due rinsalderanno il loro rapporto che, però, negli anni è sempre stato altalenante. Ha una tormentata relazione con Eleonora Palladini. Roberto la stupra, ingravidandola di Sandro, e, dopo aver scoperto della sua tresca con il figlio Filippo, pianifica, in combutta con Marina, di farla impazzire, somministrandole sostanze allucinogene. Nonostante i continui alti e bassi nella loro relazione, alla fine Roberto ed Eleonora riscoprono il loro amore. Tuttavia Eleonora viene assassinata da un nemico di Roberto, Tony Santoro, e la sua morte lascia Ferri disperato. Con Marina ha una relazione travagliata da anni, contrassegnata anch'essa da violenze e sopraffazioni: ha istigato Marina a suicidarsi, l'ha fatta rinchiudere in manicomio e ha provato ad ucciderla più volte. Nonostante ciò, i due si lasciano e si riprendono più volte nel corso degli anni. Ha anche una figlia femmina, Cristina, che ha avuto da Greta Fournier, con cui per un periodo è stato sposato. Scopre di avere un altro figlio, l'inquieto Tommaso, avuto da Valeria Somma, moglie di Giorgio Sartori, fratello di Irene e zio di Filippo. Tommaso cerca in tutti i modi di essere accettato da Roberto, ma lui lo rifiuta più volte. Così il ragazzo, devastato dal rifiuto del suo padre biologico che non ha mai voluto riconoscerlo, inizia a fare uso di droghe. Anni dopo si scoprirà che Tommaso si è infilato in un brutto giro con alcuni narcos messicani e che è stato ucciso in Messico da una banda di criminali. Scopre poi che suo figlio Sandro, con cui ha un rapporto burrascoso, è gay e cerca in tutti i modi di separarlo dal fidanzato Claudio, ma senza alcun risultato. Alla fine Sandro finisce per disprezzarlo ulteriormente.   
Attualmente è amministratore delegato, nonché socio di minoranza, dei Cantieri Flegrei-Palladini. Insieme al figlio Filippo possiede l'azienda Sailing Sea che si occupa di noleggio di imbarcazioni e yacht di lusso. Ha avuto una relazione con Lara Martinelli. La donna, figura ambigua, prova a rimanere legata a lui comprando il figlio di una donna polacca, che chiama Tommaso, e gli fa credere che il bambino è suo figlio. In seguito si riaccende la passione, mai sopita, per Marina e a causa di ciò rimane vittima dell'avvelenamento per vendetta da parte di Fabrizio, marito della donna in quel momento, da cui si riprende a fatica. Dopo aver tratto in salvo Marina, rapita da Fabrizio, la sposa ancora una volta. Tuttavia, il giorno delle nozze, Lara (prima sparita nel nulla) si ripresenta con in braccio Tommy. Inizia così un tira e molla tra la presunta madre di suo figlio e Marina (che non ha mai superato il fatto di non essere riuscita a dare un figlio a Roberto). Marina capisce però che Tommy non è figlio né di Roberto né di Lara. Quando Marina cerca di farlo capire a Roberto, lui all'inizio alza un muro e allontana la moglie. Si è affezionato a Tommy e per lui rappresenta l'ultima possibilità di essere un buon padre. Nonostante ciò, il tarlo si insinua nella sua testa e finalmente decide di fare il test del DNA, Lara reagisce rabbiosamente e questa è per Roberto la conferma che Tommy non è suo. Corre disperatamente da Marina che, però, lo respinge, troppo ferita dalle ultime vicissitudini. L'amore però è più forte, già sulla via dell'aeroporto per andare a Londra decide di correre a Palazzo Palladini. Ad aprirle la porta un Roberto rassegnato ad averla persa per sempre. Un bacio appassionato sancisce la fine di una separazione dolorosa per entrambi. Nonostante ciò, Roberto non intende rinunciare a Tommaso e fa allontanare immediatamente Lara dal bambino, proponendo un accordo alla mamma biologica di Tommaso, Ida: lei potrà rimanere con il bambino e in cambio dovrà apparire a tutti come la babysitter di Tommaso. Lara cerca di investire Marina e Ida per vendicarsi, ma viene presa dalle autorità, e continua a ricattare Roberto e Marina anche dal carcere (perfino presentandosi al battesimo del bambino in segno di sfida). In seguito, Roberto complotta con Marina per uccidere Lara, stringendo un accordo con la detenuta Gabriella Sebillo. Quest'ultima nel tentativo di ucciderla la fa cadere in coma. Dopo essersi svegliata dal coma Lara capisce il male che ha fatto e dice a Roberto in un colloquio che lui merita di avere Tommaso. Ida, dopo un periodo in cui cede al ricatto di Ferri, decide di riprendersi Tommaso e insieme a Diego si reca da Niko per procedere contro Ferri, ma Roberto intuisce le sue mosse e minaccia Diego di denunciare Raffaele, per uno scontro fisico avvenuto tra i due in cui Roberto ha avuto la peggio, se intraprenderà una battaglia legale contro di lui. Nel frattempo affronta nuovamente Lara Martinelli, che era precedentemente andata in convento per farsi perdonare dei propri peccati e si é messa d'accordo con Ida e Diego per aiutarli a riavere Tommaso. Dopo averla quasi uccisa le intima di sparire dalla sua vita e da quella della sua famiglia. Alla fine decide, su richiesta di sua moglie, di non denunciare Raffaele per avergli fratturato il polso. Dopo la denuncia di Lara e Ida, Roberto si sottopone al test del DNA insieme al piccolo Tommaso, ma si allea con Magdalena, la zia di Ida, per ottenere la custodia del bambino, arrivando anche a sedurre Lara per convincerla a ritrattare la sua deposizione al processo. Ma alla fine fallisce e perde il bambino che viene affidato alla sua madre biologica. Decide poi di comprare Radio Golfo 99, messa in vendita da Chiara Petrone, per cui la proprietà passa a lui e a Marina.

## Cast passato
Sono elencati i personaggi principali del passato, accreditati nella sigla iniziale, con volto, nome del personaggio e nome e cognome dell'attore che lo interpreta. In ordine di uscita dalla sigla:
| Personaggio               | Interprete                                                | Stagioni | Puntate |
| ------------------------- | --------------------------------------------------------- | --- | --- |
| Tiziana Torrisi           | Cristina Moglia                                           | 1996-1997 | 1-78 (accreditata 1-150) |
| Claudia Costa             | Giada Desideri                                            | 1996-1998 (guest star 1999, 2001-2002, 2024-2025)                                                                          | 4-278, 613-689, 1138-1188, 6437-6708 (accreditata 1-315) |
| Federica Casale Palladini | Ida Di Benedetto                                          | 1996-1998 (guest star 2000)                                                                                                | 1-242, 250, 295-334, 770-794 (accreditata 1-455) |
| Maria Savona Boschi       | Maria Basile                                              | 1996-1998 (guest star 1999, 2002, 2003, 2004, 2013)                                                                        | 1-457, 610-615, 1286-1329, 1454-1455, 1725-1730, 3674-3688 (accreditata 1-455) |
| Tancredi Palladini †      | Roberto Bisacco                                           | 1996-1999 (guest 2000; guest star 2001, 2003)                                                                              | 1-457, 540-544, 610-615, 767-778, 924-976, 1151-1158, 1447-1461 (accreditato 1-630) |
| Sara De Vito              | Serena Autieri                                            | 1998-1999 (guest 1999-2000)                                                                                                | 356-537, 699-735 (accreditata 456-630) |
| Rita Giordano †           | Adele Pandolfi                                            | 1996-2000 (guest 2007, 2018)                                                                                               | 1-103, 141-921, 923, 924, 956, 2183, 4999-5000 (accreditata 1-935) |
| Luca De Santis            | Luigi Di Fiore                                            | 1996-2001 (guest star 2001, 2023-in corso)                                                                                 | 2-984, 1085-1097, 6140- (accreditato 1-990) |
| Sonia Campo               | Paola Rinaldi Vanna Rei (1996-1997; puntate 1-57)         | 1998-2001 (guest 1996-1998, 2001)                                                                                          | 25-26, 28, 33-34, 56-57, 83, 105-120, 261-262, 270, 277-278, 344-345, 408-805, 850-984, 1038-1055, 1082-1097 (accreditata 456-990)                                                                                             |
| Costantino Poggi          | Ivo Garrani                                               | 2001 | 962-1148 (accreditato 1041-1150) |
| Anna Boschi               | Samuela Sardo Carlotta Miti (2000)                        | 1996-1998, 2002-2003 (guest star 2000)                                                                                     | 1-457, 725-760, 1275-1455 (accreditata 1-630, 1276-1455) |
| Giò Palumbo               | Gioia Spaziani                                            | 2000-2005 | 814-1713, 1723, 1825-2003 (accreditata 936-2006) |
| Eleonora Palladini †      | Giorgia Bongianni (1997-1998), Helene Nardini (2002-2005) | 1997-1998, 2002-2005 | 139-450, 472-473, 1199-2011, 2087-2091, 3500, 4320, 4942 (accreditata 151-455, 1199-2015; super guest star 2087-2088, 2091) |
| Alessandro Palladini      | Gianguido Baldi                                           | 1996-2003, 2007-2008 | 1-230, 249, 315-1455, 2405-2518 (accreditato 1-1455, 2446-2520) |
| Emma Contini              | Valeria Morosini                                          | 2006-2007 (guest 2004-2006; guest star 2008)                                                                               | 1793-2328, 2624-2625 (accreditata 2086-2360) |
| Carmen Catalano           | Serena Rossi                                              | 2004-2009 (super guest star 2003-2004; guest star 2010)                                                                    | 1414-2548, 2670-2760, 2958-3022 (accreditata 1751-2775; super guest star 1566-1750) |
| Assunta Salvetti          | Daria D'Antonio                                           | 1999-2003, 2007-2009 (guest 1997-1999; guest star 2003, 2016-2017, 2019, 2020)                                             | 234, 369-1407, 1424-1455, 1474-1492, 1525-1562, 2421-2878, 4431-4434, 4546-4556, 4607-4622, 4703-4725, 5166-5306, 5479-5490 (accreditata 631-1455, 2446-2885)                                                                  |
| Giovanna Landolfi         | Clotilde Sabatino                                         | 2008-2009 (guest 2004-2008; guest star 2014-2020)                                                                          | 1753-1760, 2016-2792, 3910-3975, 4055-4070, 4128-4295, 4475-4729, 4916-5458 (accreditata 2521-2885) |
| Alfredo Benvenuto         | Mario Porfito                                             | 2009-2010 (guest star 2008, 2009)                                                                                          | 2598-2625, 2731-2995 (accreditato 2886-2995) |
| Elena Giordano            | Valentina Pace                                            | 2003-2004, 2005-2010 (guest 2002; super guest star 2003; guest star 2014-2015, 2016, 2017, 2018-2019, 2023, 2025-in corso) | 1266-1820, 2023-3010, 3977-4000, 4058-4063, 4117-4235, 4524-4527, 4595-4603, 4690-4708, 4816-4900, 4956-5199, 5326-5360, 6107-6124, 6134-6137, 6624-6642, 6683- (accreditata 1536-1820, 2026-3010; super guest star 1456-1535) |
| Lorenzo Sabelli           | Luca Ferrante Alessandro Adriano (2004-2005)              | 2009-2010 (guest 2004-2005, 2008-2009)                                                                                     | 1794, 1820-2002, 2667-3102 (accreditato 2671-3105) |
| Katia Cammarota           | Stefania De Francesco                                     | 2009-2011 (guest 2007-2009; guest star 2012, 2016, 2017, 2022-2023)                                                        | 2446-3519, 4467-4475, 4657-4673, 5862-? (accreditata 2886-3320) |
| Greta Fournier            | Cristina D'Alberto                                        | 2009-2014 (guest 2009) | 2765-3585, 3645-4100 (accreditata 2886-4250) |
| Teresa Diacono †          | Carmen Scivittaro                                         | 1999-2018 (guest 1998-1999)                                                                                                | 420-5007 (accreditata 631-5260) |
| Andrea Pergolesi          | Davide Devenuto                                           | 2005-2019 (guest 2004-2005; guest star 2020)                                                                               | 1622-1691, 1750-2653, 2844-4351, 4406-5355, 5430-5436, 5441-5443 (accreditato 1891-5360) |
| Otello Testa              | Lucio Allocca                                             | 2005-2020 (guest 2002-2005; super guest star 2021-2022, 2023-2024, 2025)                                                   | 1287-5422, 5489-5491, 5842-5845, 6034-6037, 6142-6419, 6654-6661 (accreditato 2041-5755; super guest star 5842-5845, 6034-6037, 6142-6419, 6654-6661)                                                                          |
| Arianna Landi             | Samanta Piccinetti                                        | 2012-2020 (guest 2009-2010; guest star 2011-2012)                                                                          | 2880-4351, 4484-5461, 5515 (accreditata 3606-5755) |
| Vittorio Del Bue          | Amato D'Auria                                             | 2019-2022 (guest 2002-2019, 2024)                                                                                          | 1275-1562, 4325-5854, 6405, 6415 (accreditato 5261-5870) |
| Patrizio Giordano         | Lorenzo Sarcinelli Giordano Rispo Stefano Marotta         | 2016-2022 (guest 2003-2016)                                                                                                | 4262-5913 (accreditato 4516-5915) |
| Fabrizio Rosato           | Giorgio Borghetti                                         | 2021-2022 (guest star 2019-2021)                                                                                           | 5317-5948, 5999-6078 (accreditato 5756-6120) |
| Angela Poggi              | Claudia Ruffo                                             | 1996-2005, 2010-2023 (guest star 2006-2007)                                                                                | 1-1923, 1996-2040, 2255-2275, 2986-3836, 3906-4475, 4566-5852, 5914-6212 (accreditata 1-2040, 2986-6350) |
| Franco Boschi             | Peppe Zarbo Leonardo Di Carmine (1997-1998)               | 1998-2023 (guest 1997-1998)                                                                                                | 215-286, 290-3836, 3906-4475, 4566-6212 (accreditato 316-6350) |
| Bianca Boschi             | Sofia Piccirillo Sveva Anna Carleo (2011-2019)            | 2021-2023 (guest 2019-2020, 2024, 2025)                                                                                    | ?-6212, 6413-6417, 6714 (accreditata 5756–6350) |

### Tiziana Torrisi
Tiziana (Cristina Moglia) è una ragazza arrivista, viziata ed egoista. Figlia di Giovanni e Piera, fidanzata di Alessandro, è gelosa dell'interesse di lui per Anna. Investita, perde l'uso delle gambe, e Alessandro, sentendosi in colpa, decide di sposarla, ma la tata Rosa gli rivela di un tradimento passato di Tiziana con Alberto. Tiziana finge il suicidio, rischiando di morire per uno scambio di pillole, e nasconde di aver riacquistato l'uso delle gambe. Scopertola, Helga lo rivela il giorno delle nozze a Alessandro, che la lascia all'altare. Disperata, colpisce il ragazzo con delle forbici e subisce un esaurimento. Tiziana viene rinchiusa in un ospedale psichiatrico, uscendo di scena. È il primo personaggio del cast fisso a lasciare la soap. Tempo dopo, la contessa Federica invita Alessandro a far visita a Tiziana, ristabilita, ma il ragazzo stizzito rifiuta.

### Claudia Costa
Claudia (Giada Desideri) è una ragazza apparentemente superficiale, con ambizioni artistiche. Dal carattere buono, sogna di lavorare nel mondo dello spettacolo come attrice e fotomodella. Si trasferisce alla Terrazza come coinquilina di Anna, Silvia, Michele e Guido. Si finge figlia di ricchi industriali, per non sfigurare con gli altri coinquilini, ma presto la verità viene a galla e si scopre che proviene da una famiglia di umili panettieri. Nei primi mesi, per interessi economici, inizia una storia extraconiugale con Renato. Tuttavia, è fortemente attratta da Alberto Palladini, che sostiene dopo un incidente stradale ma dal quale, per lo meno inizialmente, non riceve lo stesso interesse. Conosce Lorenzo Macchia, uomo enigmatico con animo oscuro, che, dopo averla fatta innamorare, la fa entrare in un giro di squillo d'alto bordo. Durante una lite con un suo cliente, interviene suo cugino Gabriele che viene però ucciso da Lorenzo durante una colluttazione. Profondamente traumatizzata dalla morte del cugino e dalla piega che ha preso la sua vita, decide di lasciare Napoli per unirsi ad un gruppo di volontari religiosi per una missione umanitaria in India nel gennaio 1998. Nel 1999 torna a sorpresa a Napoli, e si scoprirà che non solo non ha mai partecipato alla missione umanitaria, ma che ha conosciuto il nobile e anziano Otto, del quale è diventata sua moglie. Ma alla morte improvvisa dell'uomo, Claudia scopre di avere ereditato solo debiti. Nel frattempo inizia il processo contro Lorenzo Macchia, e Claudia scopre che Alberto è l'avvocato di Lorenzo, il quale tornato libero viene ucciso da Amanda. Si teme che pure Claudia sia stata uccisa ed Alberto è disperato, ma la Costa è viva e fra i due si riaccende la passione, nonostante Alberto sia fidanzato con Sonia. La coppia viene tormentata da Sonia, e i due assoldano un killer per ucciderla, ma lei lo scopre e si vendica costringendo Claudia a lasciare nuovamente Napoli. Alberto ne soffre e, dopo mesi di ricerca, scopre che Claudia si è sposata con un altro uomo. Nel 2001, Claudia torna a Napoli divorziata, ritrova il suo amato Alberto e gli è vicino nel periodo in cui Roberto s'impadronisce delle imprese Palladini: scoperte delle irregolarità, Roberto offre ad Alberto la libertà in cambiò di Claudia; Alberto rifiuta ma, quando Roberto lo minaccia, disperato cede ma in realtà Roberto lo aveva già denunciato. Sospeso dall'Ordine degli avvocati, Alberto chiede a Claudia di sposarlo, ma Roberto rivela alla ragazza che Alberto aveva ceduto a venderla. Claudia lascia Alberto che, dopo essere stato salvato da Niko da un tentato suicidio, corre a dichiararle il suo amore. Nel gennaio 2002 i due si trasferiscono in Argentina, con la promessa di tornare a Napoli. Nel 2011, Alberto torna a Napoli e rivela che tra lui e Claudia è finita. Nel 2024 Claudia torna a Napoli, e racconterà ai suoi amici che nel frattempo ha coronato il suo sogno di diventare attrice. Successivamente però si scoprirà che la sua carriera non va a gonfie vele, come aveva fatto credere, e che si trova anche in serie ristrettezze economiche. Silvia decide quindi di ospitarla, per un periodo, a casa sua. Intreccia una relazione sentimentale con Guido (nonostante le perplessità iniziali di Silvia e di Michele) e riuscirà anche ad ottenere degli ingaggi teatrali, più o meno importanti, che la porteranno spesso fuori Napoli. Proprio a causa di ciò, Claudia si renderà conto che Guido non riesce ad essere realmente felice con lei e deciderà quindi di allontanarsi dall'uomo, fingendo di accettare un lungo lavoro cinematografico in Trentino.  

### Federica Casale Palladini
Federica Casale (Ida Di Benedetto), ex coniugata Palladini, è la perfida contessa che sogna di riprendere il controllo sull'intero palazzo Palladini. Acerrima nemica di Anna, è la madre di Alberto, Alessandro ed Eleonora. Non ha mai amato veramente l'ex marito Tancredi, che tradisce con Michele e Damiano. Dopo il divorzio si trasferisce con Damiano in Argentina nel 1998. Torna a Napoli per un breve periodo nel 2000 per aiutare Alberto a liberarsi di Sonia, per poi lasciare la scena. In occasione della morte della figlia Eleonora, si viene a sapere da una telefonata tra Alessandro e Filippo che la contessa ha avuto un esaurimento nervoso ed è stata ricoverata in una clinica psichiatrica. 

### Maria Savona Boschi
Maria Savona (Maria Basile), vedova Boschi, è la madre di Franco e Anna, avuti da due uomini diversi: dal violento marito Pietro e dal suo amante, il conte Giacomo. Ha un forte senso della famiglia. Ha una storia con Tancredi e nel 1998 parte per la Nuova Zelanda con lui e la figlia Anna. Anni dopo, torna a Napoli e nel 2003, quando Anna e Alessandro si sposano, si trasferisce insieme a loro in Nuova Zelanda. L’anno seguente torna a Napoli con il suo nuovo compagno per il matrimonio di Franco e Angela, che però non viene celebrato. Ritorna quindi in Nuova Zelanda. Nel febbraio 2013, torna a Napoli per conoscere sua nipote Bianca e annuncia a Franco che Anna ha deciso di vendere l'appartamento della Terrazza, per poi ritornare in Nuova Zelanda dalla figlia.

### Tancredi Palladini
Tancredi (Roberto Bisacco) è il conte, padre di Alberto, Alessandro ed Eleonora. È stato sposato con Federica, dopo di che si è legato a Maria e Isabella. Ha un carattere mite, buono e gentile ed è molto somigliante al figlio Alessandro. Dopo la morte della figlia Eleonora Tancredi ha un infarto e incarica Filippo di vendere tutte le proprietà dei Palladini, poiché non intende più tornare a Napoli. Nel 2007, dopo il ritorno del figlio Alessandro, si viene a sapere della sua morte. 

### Sara De Vito
Sara (Serena Autieri) è una ragazza dotata di un gran talento musicale, apparentemente molto sicura di sé, ma in realtà fragile e piena di paure dovute a una brutta storia riguardante la sua infanzia. Entra in scena nel 1998, quando viene scoperta da Eleonora mentre cantava per strada. Attratta dalla sua voce, Eleonora la ingaggia per cantare una canzone, le offre di andare a vivere alla Terrazza e fa di lei una cantante famosa. Dopo la partenza di Eleonora, Sara viene presa sotto l'ala di un altro discografico, Ferruccio Buffardi, che la porta al successo. Ha avuto una contrastata storia con Michele. Nel 1999 si trasferisce con il suo manager, Ferruccio, in un'altra città. Torna qualche mese dopo e viene accusata della morte di Buffardi. Viene rapita da Ilaria, sua fan e vera assassina di Buffardi, poi viene lasciata da Michele e va via da Napoli nei primi mesi del 2000.

### Rita Giordano
Rita Cozzolino (Adele Pandolfi), coniugata Giordano, era la prima moglie di Raffaele, madre di Diego e sorella di Giulia. Di carattere solare e un po' superstizioso, era casalinga, adorava cucinare e aveva l'hobby dei tarocchi. Dopo un aborto spontaneo, lasciò per breve periodo Napoli. Lavorava al Caffè Vulcano. Testimone dell'omicidio di Mario Lodi, ha identificato l'assassino, Ciro Gambardella, che per vendetta l'ha assassinata nel 2000 a 41 anni.

### Luca De Santis
Luca (Luigi Di Fiore) è il primo medico di Palazzo Palladini. Vedovo di Giovanna, ha avuto relazioni sentimentali con Giulia, Jasmine (uccisa il giorno del matrimonio) e Sonia (che ha sposato, trasferendosi con lei e Gianluca in Uganda e poi a Siena nel 2001). Ha avuto problemi di alcolismo dovuto alla perdita delle sue due prime mogli. Ha un carattere buono, deciso, gentile ed onesto. Aveva un cane, Frigo, che, alla sua partenza, ha lasciato in "eredità" a Raffaele. Col ritorno a Napoli di Gianluca, si è venuto a sapere che ha divorziato da Sonia. Nel 2023 torna a Napoli, si riavvicina a Giulia e va ad abitare con lei alla Terrazza. Si scopre che è malato di Alzheimer, ma lo confida inizialmente solo a Michele tant'è che assume il ruolo di primario dell'ospedale. Rendendosi conto di non essere più in grado di lavorare, a causa del progredire della sua malattia, decide di lasciare il suo lavoro collaborando, tuttavia, col centro d'ascolto di Giulia. 

### Sonia Campo
Sonia (Vanna Rei e in seguito Paola Rinaldi) è una donna cattiva, calcolatrice e senza scrupoli. Dopo una relazione con Alberto, ha avuto un figlio, Gianluca, che ha prima venduto, smarrito e poi usato in tutti i modi pur di sposare il Palladini. Rende la vita dell'avvocato un inferno, drogandolo di morfina, immobilizzandolo a letto; finge addirittura di morire in un incidente stradale, per far ricadere la colpa su Alberto, che viene arrestato. È mal sopportata dagli abitanti di Palazzo Palladini, eccetto Guido che inizialmente si innamora di lei. Riscopre l'amore grazie a Luca, che sposa, riuscendo ad ottenere l'affidamento di Gianluca; insieme si trasferiscono a Siena nel 2001. Anni dopo, si scopre che hanno divorziato dopo un anno, da un dialogo di Silvia e Teresa.

### Costantino Poggi
Costantino (Ivo Garrani) è un colonnello dei carabinieri, padre di Renato, dal carattere deciso e spigoloso. I due si disprezzano a vicenda, per via di vicende del passato, e solo a seguito di un incidente che li colpisce e grazie all'affetto che nutrono per Niko, riescono a riappacificarsi. Dopo essere stato per un periodo in una casa di riposo, decide di partire con un suo amico per Trieste, dove ha trovato lavoro. È stato fra i personaggi principali meno presenti nella soap.

### Anna Boschi
Anna (Samuela Sardo) è la protagonista delle prime due stagioni. Figlia di Maria e sorella di Franco, scopre di essere la figlia illegittima del conte Giacomo, alla cui morte eredita l'appartamento della Terrazza, andandoci ad abitare con la sua amica Silvia ed entrando in contrasto con la contessa Federica. Dolce e apparentemente ingenua, vive il suo travagliato amore per Alessandro, osteggiato da Federica, nei cui scontri fuoriesce la sua determinazione. Quando Alessandro viene dato per morto nel naufragio del "Dreamer", si avvicina al fratello Alberto e, a seguito di un incendio, resta per qualche mese sfigurata. Sposa Alberto, ma il ritorno di Alessandro la mette in crisi e tradisce il marito, restando incinta. A seguito di una caduta da una scalinata, la gravidanza è a rischio e lei, stanca della guerra amorosa fra i fratelli Palladini, lascia Napoli e si trasferisce in Nuova Zelanda negli ultimi mesi del 1998. Dopo un aborto spontaneo, torna a Napoli per qualche mese nel 2000 amando ancora Alessandro, che però sposa un'altra donna, Cristina Morraca. Nel maggio 2002 ritorna a Palazzo Palladini e riesce a sposare Alessandro nel 2003, poi i due si trasferiscono in Nuova Zelanda.

### Gioconda 'Giò' Palumbo
Giò (Gioia Spaziani), diminutivo di Gioconda, è una ragazza con un bruttissimo passato alle spalle (subiva violenza dal padre) e una dolcezza da donare. Molto amica di Sonia, Carmen e Guido. Ha avuto storie importanti con Tommi, Franco e Paolo, che sposa e con cui ha una figlia, Stella. Violentata di nuovo da un ragazzo sulla spiaggia, lascia Napoli con Paolo e Stella nel 2005.

### Eleonora Palladini
Eleonora (Giorgia Bongianni nel 1997-1998 e Helene Nardini dal 2002 al 2005) era la più giovane dei tre fratelli Palladini. Spirito libero e ribelle della famiglia, appassionata di musica, torna da Londra nei primi mesi del 1997. Inizia una storia d'amore con Michele. Dopo aver scoperto della relazione passata di Michele con sua madre Federica e dell'imminente separazione dei genitori, Eleonora si droga. Successivamente decide di smettere e ritorna con Michele. Conosce Sara De Vito, una ragazza dotata di un gran talento musicale, diventa sua manager e fa di lei una cantante famosa. Eleonora riceve una proposta di lavoro come talent scout a Londra: chiede a Michele di seguirla ma lui, troppo spaventato dal cambiamento, rifiuta. La loro storia finisce e lei torna a Londra nel 1998. Torna a Napoli nel febbraio 2002. È una donna molto cambiata: più matura, forte e determinata a riprendersi le imprese di famiglia, finite nelle mani di Roberto Ferri. Eleonora, tuttavia, si innamora di Roberto, con cui inizia una tormentata storia d'amore e da cui ha un figlio, Sandro, concepito a seguito di una violenza sessuale. La loro relazione è stata molto complessa, segnata da amore e atti molto violenti. Eleonora apre la sua casa discografica, la StarBox. Un giorno, mentre torna da un concerto, lei e Filippo vengono rapiti. Vengono liberati da Alessandro e Roberto. Roberto, per dimostrare il suo amore ad Eleonora, le restituisce la casa e le imprese, ed Eleonora, essendo l'unica Palladini rimasta a Napoli, prende il potere. Dopo la nascita di Sandro, Eleonora e Roberto si riavvicinano. Eleonora, dopo l'abuso subìto, non riesce più a fare l'amore e Roberto inizia a tradirla con Marina Giordano. Eleonora viene a sapere che anche Filippo ha il suo stesso problema e i due superano i loro blocchi e si concedono alla passione. Eleonora però continua ad essere innamorata di Roberto e la sua relazione con Filippo finisce. Marina, amante di Ferri, scopre la relazione passata tra la donna e Filippo e, anonimamente, la ricatta. Roberto scopre tutto e decide di far impazzire Eleonora, con la complicità di Marina. Le somministrano sostanze allucinogene ed Eleonora viene ritenuta instabile mentalmente e viene rinchiusa in manicomio. Grazie all'aiuto di Filippo, che ha scoperto che era tutta opera del piano di Roberto e Marina per vendicarsi di lei, riesce ad uscire dalla clinica psichiatrica. Eleonora medita vendetta: tenta di uccidere Ferri, poi lo denuncia e l'uomo finisce in carcere. Tony Santoro, l'uomo che aveva rapito lei e Filippo, torna per vendicarsi di Roberto, ordinando al fratello di mettere fine alla vita di Sandro. Ferri, uscito di prigione, assume una guardia del corpo, Fulvio, con cui Eleonora inizia una breve relazione. Roberto ordina a Fulvio il rapimento di Sandro. Successivamente, però, Fulvio riporta il bambino ad Eleonora, ma lei lo lascia dopo aver scoperto che era complice di Ferri nel rapimento del bambino. Roberto subisce un attentato da parte del fratello di Santoro, che viene ucciso da Fulvio, e perde la memoria. Eleonora e Roberto si riavvicinano. Santoro evade di prigione per vendicarsi del fratello. Eleonora vive nella paura che Santoro possa tornare nella sua vita. Durante una passeggiata alla donna sembra di vedere Santoro e convince Fulvio a partire per una località sconosciuta e non avverte Roberto che, venuto a sapere da Teresa della fuga di Eleonora, va su tutte le furie. Roberto convince Eleonora a tornare a Napoli. Nel novembre 2005 Eleonora torna in gran segreto alla villa dei Palladini a Capri. Roberto la raggiunge e tra i due torna la passione, e ricostruiscono la loro storia d'amore. Sul punto di andarsene la coppia viene raggiunta da Tony Santoro, che riesce a sparare ad Eleonora alle spalle. La donna muore dopo alcune ore di agonia, lasciando Roberto disperato e il piccolo Sandro orfano di madre. Per il dolore per la morte della figlia Tancredi ha un infarto mentre Federica un esaurimento nervoso. Tancredi incarica Filippo di vendere tutte le proprietà dei Palladini, poiché non intende più tornare a Napoli. Eleonora era una donna forte e fragile allo stesso tempo. 

### Alessandro Palladini
Alessandro (Gianguido Baldi) è il secondogenito dei tre Palladini, dall'animo buono, sensibile e romantico, amante del mare e dei cantieri di famiglia. Arrivato all'altare con Tiziana, la molla scoprendo che lei fingeva di essere paraplegica. Da sempre innamorato di Anna, dopo varie peripezie, la perde quando lei lascia Napoli. Ritrova l'amore in Cristina, che però muore uccisa dalla camorra poco dopo il matrimonio. Ha relazioni importanti con Angela (che lo lascia all'altare), Sofia e Paola. Scoperta la tresca con sua moglie Sofia, Roberto cerca di ucciderlo, per poi rubargli i cantieri Palladini. Al ritorno di Anna, finalmente la sposa e insieme si trasferiscono in Nuova Zelanda. Successivamente torna a Napoli nel 2007, per cercare di riprendere il controllo dei cantieri Palladini, ma il suo piano fallisce e torna da Anna.

### Emma Contini
Emma (Valeria Morosini), è una ragazza sognatrice e eterna single. Da subito innamorata di Michele, riesce a conquistarlo e ad instaurare una relazione importante con lui dopo la sua separazione con Elena. Amica di Carmen e Andrea. Ha una relazione con Leone, il padre di Andrea. Lascia Michele per inseguire il suo sogno di scrittrice, assieme a Sergio. Di passaggio a Napoli nel 2008, rivede Michele e lo sprona per la sua relazione con Giorgia. È presente nella terza stagione di Un posto al sole d'estate: a Massa Lubrense, dopo una sfortunata storia d'amore, ritrova la stabilità con Dado.

### Carmen Catalano
Carmen (Serena Rossi) è una intraprendente ragazza, migliore amica di Giò e Emma. Cameriera a Caffè Vulcano, grazie alla sua splendida voce, incide un cd, prodotto dalla StarBox dei Palladini, curata da Filippo. Di carattere aperto e solare, con un sorriso conquistava tutti. Ha avuto storie d'amore con Giuseppe, Marco, Diego e Federico. Rischia la vita a causa di un colpo d'arma da fuoco. Sposa Filippo e ha da lui un figlio, Valerio. A seguito della sua scomparsa, il matrimonio con Filippo termina e si trasferisce a Bologna.

### Assunta Salvetti
Assunta (Daria D'Antonio) è la figlia di Gaetano e Immacolata e sorella di Dolly. Apparentemente dolce, si rivela piuttosto acida ed impulsiva. Da sempre innamorata di Guido, lo sposa e, dopo vari problemi, riesce ad avere un figlio, Vittorio. Il matrimonio naufraga per via del suo tradimento con Pasquale. Successivamente tornano insieme, ma poi lei lo lascia, perché innamoratasi di un altro uomo.

### Giovanna Landolfi
Giovanna (Clotilde Sabatino) è un commissario di polizia dal carattere forte e tenace. Ha avuto una turbolenta e passionale relazione con Franco. Viene ferita durante un attentato e, dopo mesi di riabilitazione, riesce a tornare a camminare.

### Alfredo Benvenuto
Alfredo (Mario Porfito) è l'amico di gioventù di Renato e Raffaele, comandante di navi e capovillaggio. Ha un carattere scherzoso, ma è molto severo nel lavoro. Ha una figlia, Penni, avuta dalla moglie Margherita, alla quale si rilega dopo una separazione di diversi anni. È stato fra i personaggi principali meno presenti nella soap.

### Lorenzo Sabelli
Lorenzo (Alessandro Adriano e in seguito Luca Ferrante) è il figlio naturale di Marina e un giovane di nome Massimo Ventura, venduto da piccolo dalla nonna Gina. Ha una relazione con Elisa Marotta. Fragile, anche psicologicamente, riesce a diventare avvocato di successo e si trasferisce a Londra.

### Elena Giordano
Elena (Valentina Pace) è la conturbante figlia di Marina e Rocco Giordano, cugino di Raffaele. È da sempre la migliore amica di Viola ed Angela con cui condivide gioie e dolori. Di carattere libero e indipendente, ha avuto diverse storie d'amore, ma tutte senza lieto fine. Amante prima di Michele (sposato con Silvia), Andrea (fidanzato con Viola) e Roberto (sposato con Marina). Con Andrea, ha una figlia, Alice. Ricevuta una proposta di lavoro a Londra, parte con la figlia Alice. Incarcerata con l'accusa di aver ucciso Luca, ha una relazione con Caterina. Torna a Napoli, cocainomane, e droga la madre per rubarle i soldi. Dopo altre vicende, torna a Londra con la figlia Alice, per lavorare nel ristorante del fratello, tornando saltuariamente a Napoli per far visita a sua madre Marina con la quale, dopo molti anni di incomprensioni, riesce a trovare un equilibrio.

### Katia Cammarota
Katia (Stefania De Francesco) è la madre di Nunzio. Donna forte, tosta, ama il figlio più di qualunque altra cosa, anche se per disperazione e povertà ha dovuto fargli condurre una vita molto dura. Per dare un padre al figlio, si è sposata con Franco. Lotta in tutti i modi per allontanare il figlio dal nonno Nunzio Vintariello, boss di camorra.

### Greta Fournier
Greta (Cristina D'Alberto) è una ragazza dal carattere complicato e sfaccettato. Ambigua, da adolescente ha subito abusi da parte del figlio del suo patrigno che l'hanno portata a sviluppare una freddezza di fondo che nasconde la paura di essere maltrattata. Con Roberto, instaura inizialmente una relazione di sesso ma, dopo un incidente che le provoca una provvisoria cecità, i due si legano in maniera più profonda. Si sposano ed hanno una figlia, Cristina. Roberto, però, la tradisce con Marina. Il matrimonio termina e Greta inizia una relazione con Eduardo, con il quale va a vivere assieme a Cristina. Ha avuto relazioni anche con Alberto Marotta e con Ferdinando Rizzo.

### Teresa Diacono
Teresa (Carmen Scivittaro) è la madre naturale di Silvia. Ha lavorato per anni come governante a casa Palladini. Era una donna un po' bigotta e piuttosto démodé, con gli anni e l'esperienza è diventata molto più elastica e divertente. Da giovane ha avuto una relazione con don Salvatore, dalla quale è nata la figlia, che però ha dovuto dare in adozione. Molti anni dopo si è ricongiunta con Silvia e le due hanno instaurato un ottimo rapporto. Grazie alla figlia, Teresa ha riallacciato i rapporti con il padre Dino. Anni dopo, trova il vero amore in Otello e lo sposa. Si trasferisce ad Indica per accudire il padre Dino e pochi anni dopo la sua morte, subisce un fatale infarto dopo un'accesa discussione con suo marito.

### Andrea Pergolesi
Andrea (Davide Devenuto) è un fotografo, poi diventato investigatore privato, cameriere e cuoco. Gran latin lover, s'innamora di Viola, ma la tradisce con Elena, da cui ha una figlia, Alice. Anni dopo, si innamora di Arianna, la sposa e i due adottano un bambino. Adesso vive a Londra con la moglie e il loro figlio.

### Otello Testa
Otello (Lucio Allocca) è un vigile urbano in pensione, con un carattere decisamente pignolo e apparentemente burbero ed egoista. È l'amministratore di Palazzo Palladini e amico di Guido, Raffaele e Renato. Single per molti anni, in gioventù ha avuto flirt con un'attrice alle prime armi e una hostess. Ha una sorella più giovane, Aida, ed è sposato con Teresa. Dopo una crisi coniugale, fa pace con Teresa e la raggiunge a Indica, dove continua a vivere anche dopo l'avvenuta morte improvvisa della moglie.

### Arianna Landi
Arianna (Samanta Piccinetti) è un'abile ex pattinatrice, poi diventata investigatore privato. Ha sconfitto due volte il cancro. Si innamora di Andrea e lo sposa, ma soffre per la sua sterilità. Riesce ad adottare un bambino e nel 2020 parte con il marito per l'Africa per andarlo a prendere, poi la coppia si trasferisce a Londra.

### Vittorio Del Bue
Vittorio (Amato D'Auria) nasce il 31 maggio 2002 da Assunta e Guido. Per via della crescita del suo personaggio, la sua data di nascita viene anticipata al 20 ottobre 1998. Dopo la separazione dei genitori, va a vivere con la madre a Chieti. Anni dopo, si trasferisce a Napoli dal padre e crea un blog, in cui racconta le sue avventure usando il nickname "Vicky Beef". Inizia poi a lavorare come speaker a Radio Golfo 99, dove ha abbandonato sempre di più lo stampo unicamente comico e leggero della sua trasmissione per un'impostazione basata sia sull'intrattenimento che sull'informazione. Viene bocciato alla maturità, ma poi la passa e inizia a frequentare l'università. Dall'animo leggero e divertente, amante delle feste e donnaiolo, è da sempre il migliore amico di Patrizio e Rossella, tanto che inizialmente si ingelosisce quando loro si fidanzano. Ha avuto una travagliata relazione con la figlia del poliziotto Luca Grimaldi, Anita, e poi una storia più importante con Alex, che però lo lascia quando parte per lavoro per Madrid. Poiché vivere con Guido, Mariella e suo fratello Lorenzo a Palazzo Palladini inizia a stargli stretto, fa ristrutturare la cantina assieme a Patrizio, trasformandola in un monolocale, e i due vi vanno ad abitare insieme. Dopo un flirt con la nipote di Mariella, Speranza, a gennaio 2022 parte per girare l'Europa per lavoro, per poi trasferirsi stabilmente a Barcellona, dove si è riunito con l’amico Patrizio, trasferitosi lì a sua volta.

### Patrizio Giordano
Patrizio (Lorenzo Sarcinelli) è il figlio di Raffaele e Ornella, fratello di Diego e Viola. Da piccolo era amante della danza, ma scopre che la sua più grande passione è la cucina e diventa cuoco. È da sempre il migliore amico di Rossella e Vittorio e per un periodo lega molto anche con Sandro e Nunzio. Dopo aver partecipato e vinto un mediocre talent di cucina, la sua carriera di chef stenta a prendere il volo. Consegue un periodo di praticantato in Piemonte, presso un ristorante stellato. Ha lavorato per lungo tempo come chef anche nella cucina del Caffè Vulcano. Ha avuto seri problemi di droga e ne è uscito grazie all'aiuto di Vittorio, col quale ha anche convissuto per diverso tempo nel seminterrato di Palazzo Palladini dopo averlo riconvertito in un monolocale. Fidanzato per lungo tempo con Rossella, i due hanno avuto una storia importante quanto tormentata, caratterizzata da molti alti e bassi e terminata definitivamente quando lui si è preso una seria sbandata per Clara Curcio, ex compagna di Alberto Palladini di 9 anni più grande con cui poi per un breve periodo è anche stato insieme: questa storia è finita a sua volta quando Clara ha ammesso di non averlo mai amato davvero. A seguito delle delusioni amorose ma riuscendo almeno a rinsaldare l’amicizia con Rossella, decide di lasciare Napoli a marzo 2022 per trasferirsi a Barcellona, dove gli era stata fatta un’importante proposta di lavoro come chef. Lì si è anche riunito con l’amico Vittorio, partito poco tempo prima di lui per girare l’Europa per lavoro e in seguito trasferitosi stabilmente a Barcellona a sua volta.

### Fabrizio Rosato
Fabrizio (Giorgio Borghetti) è un imprenditore, proprietario del pastificio "Rosato", di cui ha assunto il controllo dopo la morte dello zio Sebastiano. Marina, desiderosa di riabilitare il nome del padre Arturo Addezio, latitante ingiustamente accusato anni addietro di aver ucciso Nino Rosato, padre di Fabrizio, chiede a quest'ultimo di aiutarla a svelare la verità. Fra i due nasce un sentimento, ostacolato dall'anziano zio, intenzionato a nascondere la verità: è stato il giovane Fabrizio ad uccidere suo padre e Sebastiano ha accusato Arturo per liberarsi di lui e mantenere il controllo sul nipote. Alla fine Marina perdona Fabrizio; i due riprendono la loro relazione e Rosato diventa azionista dei cantieri Palladini-Flegrei. Desideroso di allontanare Ferri dalla compagna, ottiene da Marina la rimozione del rivale dall'incarico di amministratore delegato e ne acquista le quote della società, ma in seguito Ferri riesce ad estrometterlo tornando al comando. Dopo un grave incidente, Fabrizio si trasferisce per qualche mese a Londra con Marina, dove la coppia si sposa. Tornato a Napoli, cerca di salvare il pastificio dal fallimento e finisce nel tunnel dell'alcol, per poi separarsi da Marina, geloso del suo rapporto con Roberto. Non potendo accettare il ricongiungimento della moglie con Roberto, e ormai fuori di testa, architetta l'avvelenamento della coppia, per poi rapire e tenere segregata Marina e, infine, tentare il suicidio iniettandosi il veleno che gli crea danni irreversibili, per il quale viene trasferito in una clinica.

### Angela Poggi
Angela (Claudia Ruffo) è la figlia di Giulia e Renato, e sorella di Niko. Decisa e indipendente, soffre per la separazione dei genitori e inizia a drogarsi con Zeus, per poi essere molestata dal maniaco Marcello. Da adolescente è amante dell'equitazione, che abbandona dopo la morte del suo cavallo Fulmine. S'infatua di Cristiano che però è gay. Nel 1998 s'innamora di Franco, con cui ha un piccolo flirt. Instaura amicizie importanti come quella adolescenziale con Stefi, ex fidanzata di Diego, e con Viola ed Elena. Diplomata, s'iscrive a veterinaria e conosce Maurizio, che però inizia una relazione con Giulia. Nonostante l'opposizione di Renato, torna con Franco e va a vivere con lui che, scoperto di avere un tumore, la lascia senza darle spiegazioni. Si lega sentimentalmente ai fratelli Palladini, Alberto e Alessandro, lasciando quest'ultimo all'altare per fuggire in moto con Franco, nel frattempo guarito dalla malattia. Entra nella lotta animalistica con Riccardo, lasciando Franco che inizia una storia con Giò mentre Angela s'innamora di Bruno, per poi tornare con Franco. Scoperta a falsificare gli esami assieme a Nina, lascia gli studi, sposa Franco e inizia a lavorare con la madre alla fondazione Zanetti. Tradisce il marito con Stefano e parte per l'Etiopia nel 2005, tornando a Napoli nel 2010 stando vicino a Stefano, paraplegico dopo un attentato in Somalia. Ritrova l'amore di Franco, con cui ha una figlia, Bianca. Violentata da Alfonso e sepolta viva da Leonardo, viene salvata da Franco, che risposa e con il quale vive alla Terrazza insieme alla loro figlia Bianca e a sua madre, Giulia Poggi. Si trasferisce ad Agrigento con la famiglia durante l'estate 2023, lasciando definitivamente Napoli.

### Franco Boschi
Franco (Leonardo Di Carmine e Peppe Zarbo) è un uomo all'apparenza duro e insensibile, ma dotato di grande profondità e senso pratico. Fratello di Anna, figlio di Pietro e Maria, esce di carcere e, in uno scontro, uccide il padre che aveva ridotto la madre in fin di vita. Seppur in modo non ben specificato, il padre aveva evidenti contatti con l'ambiente della camorra.
Meccanico, investigatore e istruttore di palestra, ha una passione per le moto e il pugilato. Dopo anni di vita sregolata (corse clandestine, incontri di boxe, rapine a mano armata), scopre di avere il cancro, da cui guarisce miracolosamente, e cambia vita. Nonostante l'opposizione di Renato, inizia una relazione con Angela e la sposa. Ha avuto relazioni con Silvia, Sonia, Giò, Katia e Giovanna. Si affeziona al piccolo Nunzio e sposa sua madre Katia, per diventarne legalmente padre; successivamente risposa Angela, con la quale ha una figlia, Bianca. Non ama lavorare e grazie all'elevato stile di vita garantitogli dalla suocera sfrutta il passato da investigatore privato e la conoscenza dei bassifondi criminali partenopei, per indagare e a risolvere diversi casi, sovente dietro suggerimento dei diretti interessati. Si trasferisce ad Agrigento con la famiglia durante l'estate 2023, lasciando completamente la scena.

### Bianca Boschi
Bianca (Sofia Piccirillo, in precedenza Sveva Anna Carleo) è la figlia di Angela e Franco. Vive alla Terrazza con i genitori e la nonna ed è appassionata di ecologia, ponendo particolare attenzione alla gestione dei rifiuti. È affezionata al fratello Nunzio e a suo cugino Jimmy. In seguito fa amicizia con Antonello, un suo compagno di classe che cambierà scuola essendo disturbato dai bulli dopo aver creato un forum di strane challenge, dove ci sono cadute anche Bianca e una sua amica. Si trasferisce ad Agrigento con la famiglia durante l'estate 2023, facendo ritorno in solitaria alla Terrazza per le vacanze di Pasqua del 2024.

## Super guest star
Le super guest star sono le guest star inserite in sigla, al termine dei personaggi principali. L'accreditamento avviene solo nelle puntate in cui compaiono e non prevede la presenza dell'immagine, ma solo della dicitura testuale "e con... nel ruolo di...". In alcuni casi, le super guest star sono poi diventate personaggi principali come Roberto Ferri, Filippo Sartori, Elena Giordano e Carmen Catalano, o erano precedentemente personaggi principali come Otello Testa.
| Personaggio              | Interprete                                                         | Stagioni              | Puntate                       | Descrizione                                                            |
| ------------------------ | ------------------------------------------------------------------ | --------------------- | ----------------------------- | ---------------------------------------------------------------------- |
| Jacopo Sabelli           | Stefano Quatrosi                                                   | 2004-2006             | 1806-                         | Fratello legale di Lorenzo Sabelli.                                    |
| Beatrice Denza           | Antonella Interlenghi                                              | 2007-2008             | 2359-                         | Madre di Andrea Pergolesi e Marcello Basile.                           |
| Ginevra D'Ambrosio       | Valeria Fabrizi (nel 2018, in un flashback, da Lavinia Guglielman) | 2007-2008, 2009, 2018 | - , 2778-                     | Madre di Ornella Prati.                                                |
| Giacomo Nicolodi         | Massimo Olcese                                                     | 2009-2010             |                               | Cliente del Caffè Vulcano, ha avuto una relazione con Silvia Graziani. |
| Armando "Dino" Diacono † | Giacomo Rizzo (nel 1999 Aurelio Bertolotti)                        | 1999, 2016            | 685-686, 4435-4445, 4565-4568 | Padre di Teresa Diacono.                                               |
| Matteo Serra             | Luca Ward                                                          | 2012, 2016-2017       | 3553-3556, 4601-4886          | Dopo aver salvato Marina per strada, inizia una relazione con lei.     |
| Mia Parisi               | Ludovica Nasti                                                     | 2019-2020             | 5269-5464                     | Sorella di Alex Parisi.                                                |

## Guest star
Le guest star sono gli attori che vengono citati nella sigla finale con la dicitura "con la partecipazione di... nel ruolo di...", prima delle guest. Si tratta di attori che hanno un contratto di rilievo nella soap (in certi casi, prima erano guest), pur non facendo parte del cast fisso.
| Personaggio                 | Interprete | Stagioni                                          | Puntate | Descrizione |
| --------------------------- | --- | ------------------------------------------------- | --- | --- |
| Dario Campese               | Antonio Acampora | 1996-2001, 2002, 2003, 2004, 2005, 2007           | 35-, -1158, 1359, 1385-1386, 1513, 1559-1561, 1650-1651, 1719-1725, 1794-1795, 1853-1865, 1945, 2006                                                                            | Amico di Diego, con quale si mette spesso nei casini. |
| Vito Russo                  | Carlo Damasco | 1996-2001, 2016                                   | 38-, 400-412, -956, 1116-1333, 4545-4585 | Ispettore e commissario di polizia. |
| Gianluca Palladini          | Flavio Gismondi (in precedenza Alessandro e Simone Sorrentino, Agostino e Claudio Di Febbraro, nel 2000-2001 Fabrizio Savino) | 1997-2001, 2011-2012, 2025-in corso (guest)       | 105-902, 906-1097, 1111, 1166-1169, 3239-3259, 3310-3592, 6701- | Figlio di Sonia e Alberto, viene rapito da Giulia che lo cresce per due anni come Valentino, per poi essere affidato prima al padre e poi alla madre, trasferendosi a Siena. Tornato a Napoli, ha una relazione con Rossella e aiuta il padre ad eliminare tracce dei suoi affari illeciti. In seguito torna a Siena e rompe i rapporti col padre. |
| Agnese Cozzolino            | Valeria Valeri | 1997                                              | 170-237 | Madre di Giulia e Rita, ricongiuntasi col marito, si trasferisce con lui alle Hawaii. |
| Gregorio Cozzolino          | Carlo Croccolo | 1997, 1998                                        | 193-209, 448-449 | Padre di Giulia e Rita, ricongiuntasi con la moglie, si trasferisce con lei alle Hawaii. |
| Lucia Caccia †              | Regina Senatore | 1997-2015                                         | 234-235, 301-302, 337-338, 351, 386, 520, 610-611, 1120, 1275, 1352-1353, 1398, 1483, 1771-1772, 1802, 3416-3456, 3601, 3605, 3647-3648, 3897-3899, 3911, 3915, 4096-4124, 4400 | Madre di Vincenzo, Guido, Tommaso, Gennaro e Pasquale. Nonna di Vittorio e Lorenzo. |
| Marisa Saviani              | Mita Medici | 1997-2002, 2003, 2013, 2024 (guest), 2025 (guest) | 258-, 1152-1190, 1456-1483, 3843-3852, 6405, 6407-6408, 6653-6658, 6686-6690 | Madre di Michele, ex moglie di Aldo. |
| Addolorata "Dolly" Salvetti | Lucianna De Falco | 1998-2003, 2004, 2005-2006, 2020                  | 477-, 1275, 1353, 1398-1407, 1436-1450, 1474, 1525-1556, 1611-1629, 1700-1703, 5483-5508                                                                                        | Sorella eccentrica di Assunta, figlia di 'don' Gaetano e Immacolata. Viene abbandonata dal fidanzato Pompeo qualche ora prima dal matrimonio. |
| Lino Viscovo                | Vittorio Ciorcalo (precedentemente un altro attore)                                                                           | 1999-2005                                         | 301, 341-1754, 1783-1919 | Cameriere del Caffè Vulcano. |
| Giuseppe Arletti †          | Ivan Castiglione | 2001-2007                                         | 1034-, 1116-, 1457-1484, 1543-1544, 1726-1777 | Ispettore di polizia, entra in traffici illeciti e si suicida. |
| Giorgio Bruni †             | Carlo Cartier | 2001-2002, 2003, 2005                             | 1103-1263, 1436-1487, 1797-1823, 1864-1870 | Marito di Ornella e padre di Viola. Ha una doppia vita con Paula, con cui ha una figlia, Sarah. Si suicida. |
| Beatrice Leone              | Carolina Felline | 2002                                              | 1269-1320 | Tossicodipendente, scippa Giulia. |
| Bruno Rocchi                | Alessio Di Clemente | 2002-2003                                         | 1323-1452, 1470-1471, 1493-1494 | Calciatore, amico di Franco, ha una relazione con Angela. |
| Sveva Kassler †             | Lara Lamberti - Elena Menkova                                                                                                 | 2002-2003                                         | 1343-1426, 1480-1483 | Socia mafiosa di Ferri, legata al traffico di rifiuti tossici. Rapisce Sandro e Sofia. |
| Margherita Leonardi         | Barbara Pieruccetti | 2002                                              | 1352-1354 | Dà un passaggio a Giò, che l'aiuta a far pace con la figlia. |
| Giuseppe Catalano           | Sergio Cetrangolo - Gigi Savoia                                                                                               | 2003, 2004-2005                                   | 1419, 1648- , 1777-1779 | Padre di Carmen. |
| Sergio Massaro              | Francesco Procopio | 2003, 2007, 2017, 2020                            | 1457-1465, 1727-1755, 4774-4980, 5490-5583, 5850, 6178-6305 | Poliziotto, marito di Bice Cerruti. |
| Alessandro "Sandro" Ferri   | Alessio Chiodini (in precedenza Giulio Pirozzi, Emanuele Morra, Giulio Maria Furente e Federico Rossi)                        | 2003-2007, 2007-2012, 2013-2014, 2014-2018        | , 3656-3956, 4107-4499, 4732-4795, 4927-5002 | Concepito dallo stupro di Eleonora da parte di Roberto, nasce con problemi all'udito, che recupera dopo intervento. Dopo la morte della madre, vive col padre, con cui ha un rapporto conflittuale. Studia teatro e ha una storia d'amore con Claudio Parenti, contrastata dal padre. Si trasferisce a Roma con il compagno.                       |
| Paolo Solari                | Vito di Bella | 2003-2005                                         | 1461-1713, 1825-2003 | Marito di Giò. |
| Rocco Giordano              | Gianfranco Gallo | 2003                                              | 1470-1593 | Padre di Elena, ex marito di Marina e cugino di Raffaele. |
| Arturo Zanetti †            | Gianni Franco | 2003-2004                                         | 1506-1747, 1773 | Ha una relazione extraconiugale con Giulia. |
| Barbara Cifariello          | Denny Méndez | 2004-2005, 2009                                   | 1664, 1701-1964, | Ladra, ha una relazione con Guido. |
| Cinzia Maiori               | Veronica Mazza | 2005-2008, 2013, 2014, 2016, 2017-2018, 2019-2020 | ?-?, 3698-3792, 4008-4055, 4448-4507, 4873-5148, 5245-5247, 5348-5373, 5486-5579, 6096                                                                                          | Infermiera, ha una storia d'amore con Guido. |
| Aida Testa                  | Rosaria De Cicco | 2005-2007                                         | 1935- | Sorella di Otello. |
| Stefano Naldi               | Massimo Bulla | 2005/2010                                         | 1999- | Collega di lavoro di Angela con cui lei ha una relazione e si trasferirà in Africa |
| Achille Napolitani          | Gianni Garofano | 2006-2007                                         | | Compagno violento di Silvia. |
| Massimo Renna               | Duccio Giordano | 2007                                              | | |
| Federico Reali              | Daniele Favilli | 2006-2007                                         | | uomo d'affari, fratello di Chiara Reali e amante di Marina |
| Corrado Morgante            | Salvatore Lazzaro | 2007                                              | | Amante di Marina, alleato di Alessandro, fa esplodere lo yacht con a bordo Filippo e Alessandro. |
| Antonio Pane                | Leandro Amato | 2007                                              | | Compagno di Silvia. |
| Oliviero Guarini            | Antonio Fattorini | 2007-2008                                         | | Padre di Sabrina. |
| Attilio Palmieri            | Lorenzo Gioielli | 2007-2010                                         | | Primario di Ornella. |
| Cesare d'Onofri             | Blas Roca Rey | 2007                                              | | Professore di Viola, con cui ha una relazione. |
| Nicola Lanza                | Antonio Mancino | 2007-2010                                         | | Ispettore ed ex compagno di Katia. |
| Claudio Masi                | Luciano Nozzolillo | 2007                                              | | |
| Alice Pergolesi             | Fabiola Balestriere | 2008, 2014-2019, 2021, 2022-2023, 2024-in corso   | ?-?, 3981-4245, 4426-4549, 4685-5356, 5756-5763, 6069-6124, 6354-6355, 6434- | Figlia di Andrea ed Elena. Dopo averi vissuto a Londra con i genitori per diversi anni, si è trasferita a Napoli da Marina e Roberto in cerca della sua strada e di una sua indipendenza. |
| Giulio Petrini              | Ottavio Amato | 2009-2010                                         | | |
| Marcello Basile             | Filippo Sandon | 2009-2010                                         | | Fratello minore di Andrea. |
| Luisa Bianchi               | Manuela Gatti | 2009-2010                                         | | Ha una relazione con Raffaele quando lui si separa con Ornella |
| Margherita Giorgi           | Stefania Barca | 2009-2010, 2013                                   | | avvocato, ex moglie di Alfredo Benvenuto |
| Peppe Femiano               | Corrado Ardone | 2010                                              | | |
| Flavio Durante †            | Vanni Bramati | 2010                                              | | Fratellastro violento di Greta (che abusava di lei sin da ragazzina) e fidanzato di Marina. |
| Anna Rossini                | Mirella Mazzeranghi | 2010                                              | | |
| Carla D'Anna                | Elisabetta Cavallotti | 2011                                              | | Avvocato. |
| Gennaro Pisano              | Francesco Acquaroli | 2011                                              | | |
| Tony Cozzolino              | Michele Lastella | 2011                                              | | |
| Simone Torino               | Luca Seta | 2011-2012                                         | ?-?, 3551-3564, 3840-3845 | Medico, fidanzato violento di Viola. |
| Nunzio Vintariello          | Antonio Pennarella | 2011-2013, 2016                                   | ?-3544, 4435-4464, 4591-4646,4735-4738 | Boss camorrista, nonno di Nunzio. Pentito e sotto protezione dopo aver collaborato con Eugenio Nicotera. |
| Max Peluso                  | Francesco Paolantoni | 2011-2014, 2017, 2020                             | ?-3679, 3789-4003, 4794-4864, 5528-5533 | Cuoco ed imprenditore, conduttore del programma "Chef Parade". |
| Aurora Iodice               | Sara Bertelà | 2011                                              | | Madre di Ilaria Pisano, ha una relazione con Marina. |
| Vera Morandi                | Vanessa Villafane | 2011                                              | | Poliziotta ed ex compagna argentina di Filippo. |
| Ivana Flocco                | Guja Jelo | 2011                                              | | Vigilessa di Sorrento, s'infatua di Otello. |
| Virgilio Sgambati           | Gino Rivieccio | 2011, 2012                                        | ?-3549 | Televenditore; rivale in amore di Guido. |
| Eugenio Nicotera            | Paolo Romano | 2011-in corso                                     | -5600, 5845- | Pubblico ministero, magistrato anticamorra. Marito di Viola e padre di Antonio. |
| Ferdinando Rizzo            | Marco Bonini | 2011-2012, 2014                                   | ?-3544, 4000-4030 | Ex fidanzato di Marina. |
| Tommaso "Tommy" Sartori †   | Michele Giovanni Cesari | 2012-2015                                         | 3451-4202 | Cresciuto da Giorgio Sartori, è figlio naturale non riconosciuto di Roberto. Skipper tossicodipendente, ha relazioni con Manuela, Micaela e Serena Cirillo, che stupra sotto l'effetto d'alcool e droga. Nel 2019 si scopre che è stato ucciso in Messico.                                                                                         |
| Isabella Forte              | Annalisa Favetti | 2012, 2013                                        | ?-3549, 3800-3809 | Pretendente psicopatica di Guido |
| Ramona Romano               | Monica Riva | 2012-2014                                         | 3545-3679, 3789-3975 | Compagna di Max Peluso, aspirante showgirl. |
| Monica Cirillo              | Mariangela D'Abbraccio | 2012-2016                                         | 3588-3651, 3799-3802, 3923-4192, 4266-4269, 4530-4653 | Madre di Serena e delle gemelle Manuela e Micaela. |
| Giorgio Sartori †           | Stefano Davanzati | 2012-2014                                         | 3604-3945 | Padre legale di Tommaso e fratello di Irene (madre di Filippo), è proprietario di cantieri navali. Muore per infarto causato involontariamente da Tommaso. |
| Oscar Rossetti              | Giancarlo Ratti | 2012, 2014                                        | 3625-3787, 4049-4055, 4503-4506 | Capo dei vigili urbani, ha una relazione con Cinzia Maiori. |
| Vanni Caruso †              | Paolo Gasparini | 2013                                              | 3635-3805 | Dirige una palestra rivale a quella di Franco |
| Gloria Fournier             | Valeria Cavalli | 2012-2013                                         | 3646-3791 | Mamma di Greta, ha una relazione col genero Roberto che ricatta. A seguito di un incidente in auto, entra in coma. Sebbene Gloria sia rimasta in ospedale in coma per alcuni giorni, non si è mai svegliata. |
| Stefano Maffei              | Paolo Antonio Simioni | 2013-2014                                         | 3798-3799, 3909-3931 | Avvocato divorzista di Greta |
| Denis Lamberti              | Corrado Tedeschi | 2013, 2017-2019                                   | 3896, 4749-4798, 5056-5303 | Albergatore, è stato il fidanzato di Giulia. In passato insieme a De Carolis, è stato invischiato con la Camorra. |
| Tullio De Rossi             | Simone Colombari | 2014                                              | 4035-4062 | Collega di Ornella implicato in un giro di baby-squillo |
| Salvatore Cerruti           | Cosimo Alberti | 2015-in corso                                     | 4156-4487, 4607-5692, 5847- | Vigile urbano. Collega e amico di Guido e Mariella. Ha una relazione con Castrese Altieri. |
| Claudio Parenti             | Gabriele Anagni | 2015-2018                                         | 4167-4355, 4732-4795, 4970-4989 | Attore teatrale, è il fidanzato di Sandro, con cui si trasferisce a Roma. |
| Umberto Alvini De Carolis † | Luigi Petrucci | 2016                                              | 4389-4466, 4765-4778 | Padre di Ugo. Viene ucciso dalla Camorra. |
| Giancarlo Petrone †         | Roberto Alpi | 2015-2016, 2021 (in fotografia per la sua morte)  | 4396-4672 | Padre di Chiara, ha una relazione con Marina. Muore nel 2022 in un incidente d'auto. |
| Davide Gerace               | Raniero Monaco di Lapio | 2016                                              | 4484-4586 | Poliziotto del team anti-camorra, ha una relazione con Giovanna Landolfi. |
| Lorenza                     | Elisabetta Mirra | 2016, 2017                                        | 4437-4438, 4516-4548, 4904-4905 | Amica di Vittorio. Ha un flirt con Patrizio Giordano. |
| Gualtiero Valle             | Ninni Bruschetta | 2016                                              | 4532-4641 | Attore e amico di Monica Cirillo. |
| Gigi Del Colle †            | Pier Maria Cecchini | 2016-2017                                         | 4589-4795 | Attore famoso di soap e padre di Serena. |
| Massimo Enriquez            | Rodolfo Corsato | 2017-2018                                         | 4661-5102 | Avvocato potente e spregevole. Presso il suo studio hanno svolto praticantato Susanna Picardi e Beatrice Lucenti. È stato arrestato dopo aver molestato Elena Giordano e Susanna. |
| Luca Grimaldi               | Marco Basile | 2017-2018                                         | 4686-4728, 4845-5072 | Padre di Anita Falco. Poliziotto esentato dal servizio, è in carcere per episodi di violenza. |
| Peppino Canfora             | Gigio Morra | 2016-2018                                         | 4789-5063 | Proprietario di un garage pubblico, dà lavoro a Franco. |
| Bice Cerruti                | Lara Sansone | 2017-in corso                                     | 4801-4996, 5132-5692, 5847-5954, 6081- | Sorella di Salvatore, parrucchiera, amica di Mariella. |
| Emanuele Roversi            | Pino Insegno | 2018                                              | 4950-4970 | Editor per il secondo romanzo di Silvia e Michele |
| Veronica Viscardi †         | Caterina Vertova | 2018                                              | 4915-5105 | Imprenditrice senza scrupoli, viene uccisa dalla nipote Vera. |
| Tiziano De Vita             | Lucio Caizzi | 2018, 2019, 2020                                  | 5002-5111, 5234-5343, 5448-5483 | Collega radio di Michele, si occupa di programmi culturali. |
| Valerio Viscardi            | Fabio Fulco | 2018-2019                                         | 5010-5229 | Imprenditore, fratello di Veronica e padre di Vera. Acquisisce una quota dei cantieri Palladini-Flegrei. |
| Adele Picardi               | Sara Ricci | 2018-2021, 2022                                   | 5030-5349, 5514-5517, 5762-5825, 6012-6019 | Madre di Susanna, è moglie del violento Manlio, da cui si separa. |
| Manlio Picardi              | Paolo Scalondro | 2018-2019, 2021, 2022                             | 5030-5321, 5773-5782, 6070-6084 | Padre di Susanna, è il violento marito di Adele, arrestato. |
| Aldo Leone                  | Luca Capuano | 2019-2020                                         | 5206-5574 | Avvocato, ha una relazione extraconiugale con Beatrice Lucenti. |
| Massimo Cangiani            | Renato Raimo | 2019                                              | 5210 | Professore di Alice |
| Mario Esposito              | Eduardo Tartaglia | 2019                                              | 5246-5247, 5347-5380 | Portiere nel palazzo dove si trova l'appartamento che Guido eredita dalla mamma. |
| Samuel Piccirillo           | Samuele Cavallo | 2019-in corso                                     | 5386- | Cantautore e aiuto-chef al Vulcano, fidanzato di Speranza e poi di Micaela. |
| Lara Martinelli             | Chiara Conti | 2020-2024                                         | 5510-5722, 5812-6005, 6129, 6135-6338, 6460-6544 | Ex alleata e amante di Roberto. |
| Gennaro Torre               | Claudio Botosso | 2020-2021                                         | 5526-5637, 5762-5798, 5991-5992 | Commissario di polizia. |
| Barbara Filangieri          | Mariella Valentini | 2020-2021                                         | 5557-5692 | Vecchia amica dei Palladini, offre lavoro ad Alberto in cambio di sesso. |
| Giancarlo Todisco           | Alessandro D'Ambrosi | 2021-2024                                         | 5683-6163, 6290-6443 | Cliente del Caffè Vulcano, ha avuto una relazione con Silvia durata un paio di anni. |
| Riccardo Crovi              | Mauro Racanati | 2021-in corso                                     | 5767- | Medico del San Filippo. Collega di Rossella e suo ex-fidanzato. |
| Carlo Scarpati              | Gabriele Rossi | 2022-2023                                         | 6099-6108 | Responsabile antifrode per la Campania dell'Agenzia delle Accise, Dogane e Monopoli. |
| Attilio Grillo              | Pietro Bontempo | 2025-in corso                                     | 6637- | Poliziotto, collega di Damiano e suo superiore. |

## Guest
Le guest sono gli attori del cast secondario, menzionati nella sigla finale, dopo le guest star. In taluni casi, i personaggi principali, prima di essere tali, sono stati guest.
| Personaggio                                | Interprete                                                                                 | Stagioni                                      | Puntate | Descrizione |
| ------------------------------------------ | ------------------------------------------------------------------------------------------ | --------------------------------------------- | --- | --- |
| Giacomo Palladini †                        | Tonino Cuomo (nel 2022, in un flashback, da Giovanni Petrone)                              | 1996, 2022                                    | 1, 16, 5869                                                                                                 | Conte, zio di Tancredi e padre di Anna Boschi. Muore di infarto nella prima puntata per poi comparire in un flashback del 2022. |
| Cameriera Lucina                           | Gloria Jimenez                                                                             | 1996-1998                                     | 1-420 | Ex cameriera di Casa Palladini. |
| Don Antonio                                | Nello Mascia                                                                               | 1996-2001, 2002                               | 1-190, 231-259, -971, 1033, 1058-1060, 1197-1206                                                            | Parroco di Sant'Antonio a Posillipo. |
| Avv. Perroni                               | Francesco Ruotolo                                                                          | 1996, 1997                                    | 1-2, 11, 80                                                                                                 | Avvocato del conte Giacomo. |
| Cameriere Ciro                             | Salvatore Piacentino                                                                       | 1997-1999                                     | 1-621 | Ex cameriere del Caffè Vulcano. |
| Stefania "Stefi" Rovere                    | Luana Pantaleo                                                                             | 1996-2001, 2002, 2005                         | 3-772, 854-857, 921-969, 1023-1049, 1199-1200, 1272-1273, 1835-1836, 1892-1897                              | Migliore amica di Angela ed ex fidanzata di Diego. |
| Rocco                                      | Adriano Mottola                                                                            | 1996                                          | 3-16 | |
| Adriana Maglio                             | Sabina Cangiano - Maria Cristina Heller                                                    | 1996-1997                                     | 4, 144-172                                                                                                  | Segretaria dei cantieri Palladini. |
| Aldo De Filippo                            | Enzo Salomone                                                                              | 1996-2005                                     | 4-, 1066-1078, 1113-1114, 1153-1190, 1310-1311, 1404-1421, 1456-1460, 1566-1581, 1732, 1793-1795, 1835-1836 | Caporedattore de "La Notizia" e patrigno di Michele. |
| Brigadiere Bevilacqua                      | Sasà Trapanese                                                                             | 1996-2000                                     | 4, 164-165, 674                                                                                             | |
| Vincenzo Del Bue                           | Giuseppe Mastrocinque                                                                      | 1996-1998, 1999                               | 8, 20, 104, 124, 128, 195, 234, 245, 294, 345-346, 610-611                                                  | Fratello di Guido. |
| Gennaro Del Bue                            | Paolo D'Isanto                                                                             | 1996-1997                                     | 8, 20, 104, 234, 302                                                                                        | Fratello di Guido. |
| Tommaso Del Bue                            | Massimo Napolitano                                                                         | 1996-1997, 1999                               | 8, 20, 104, 234, 610-611                                                                                    | Fratello di Guido. |
| Giovanni Torrisi                           | Gianni Parisi                                                                              | 1996-1997                                     | 11, 75-78                                                                                                   | Padre di Tiziana. |
| Piera Torrisi                              | Carola Stagnaro                                                                            | 1996-1997                                     | 11, 23, 75-78                                                                                               | Madre di Tiziana. |
| Antonio Graziani                           | Ottavio Costa                                                                              | 1996-2000                                     | 14-15, 93, 254-255, 278, 282, 428-429, 433-434, 464-465, 825-826                                            | Padre adottivo di Silvia. |
| Laura Graziani                             | Rosa Di Brigida                                                                            | 1996-2001                                     | 14-15, 93, 254-255, 278, 428-429, 433-434, 464-465, 468, 484, 503-504, 825-826, 1120                        | Madre adottiva di Silvia. |
| Pietro Boschi †                            | Vincenzo Merolla                                                                           | 1996, 1997                                    | 16-33, 216-230                                                                                              | Violento marito di Maria, padre di Franco e patrigno di Anna. Viene ucciso dal figlio. |
| Giuseppe Costa                             | Giulio Adinolfi                                                                            | 1996-1997                                     | 19, 40-41, 48                                                                                               | Padre di Claudia. |
| Adele Costa                                | Jole Marinelli                                                                             | 1996-1997                                     | 19, 40-41, 48                                                                                               | Madre di Claudia. |
| Monica                                     | Sara Ricci                                                                                 | 1996                                          | 21-23 | Ex fidanzata milanese di Michele. |
| Sergio Masullo †                           | Riccardo Parisio Perrotti                                                                  | 1997                                          | 27-185 | Proprietario dei cantieri Masullo, fusi poi con i cantieri Palladini, muore di leucemia. |
| Luisa                                      | Susanna Forgione                                                                           | 1996, 1997                                    | 30, | |
| Saverio Campo †                            | Gianantonio Cesi                                                                           | 1996-1997. 1999                               | 33-34, 108-123, 506-507                                                                                     | Padre di Sonia. |
| Teresa Campo †                             | Mariella Capotorto                                                                         | 1996, 1999                                    | 33-34, 506-507, 510, 621, 628                                                                               | Madre di Sonia. |
| Helga Muller                               | Birte Berg                                                                                 | 1996-1997                                     | 34-77 | Infermiera di Tiziana, ha una relazione con Luca. |
| Francesca Rosi †                           | Paola Migneco                                                                              | 1996-1997, 1999, 2002                         | 37, 58-59, 99-170, 498-554, 1363-1386                                                                       | Giornalista amica di Michele, sposata con Ambra, viene uccisa dalla mafia. |
| Marco Spada                                | Filippo Nigro                                                                              | 1996-1997                                     | 40-52, 74                                                                                                   | Fidanzato adolescenziale di Anna. |
| Tata Rosa - Nunzia Cuomo                   | - Raffaella Panichi                                                                        | 1996-1997, 2002                               | 45-46, 90, 1241-1242                                                                                        | Tata dei Palladini. |
| Pasquale Caccia †                          | Corrado Ardone                                                                             | 1997                                          | 53-54 | Fratello di Guido da parte di madre. Coinvolto nell'omicidio di Ettore Martini, il padre di Michele Saviani. Viene ucciso in carcere dalla camorra. |
| Isabella Foschi                            | Flavia Astolfi                                                                             | 1997, 1998                                    | 57-70, 294, 301                                                                                             | |
| Noah Bangura                               | Mamaddu Inapogli                                                                           | 1997                                          | 62-97 | Operaio ai cantieri, ha un flirt con Silvia, espratriato. |
| Gianmarco Germano                          | Gianni Cannavacciuolo                                                                      | 1997-1999, 2001                               | 73-91, 207, 278, 282, 346, 350, 501, 700-701, 1029                                                          | Stilista, amico di Guido. |
| Zeus                                       | Vincenzo Monti                                                                             | 1997                                          | 80-113 | Fidanzato tossico di Angela. |
| Cameriera Margherita                       | Stefania Di Nardo - Diletta Parente                                                        | 1997-1999                                     | 99- , 580                                                                                                   | Ex cameriera del Caffè Vulcano. |
| Patrizia Sciarra                           | Beatrice Palme                                                                             | 1997, 1998, 2000                              | 109-211, 290-371, 868-934                                                                                   | Giornalista televisiva, amica della contessa Federica, ha una storia con Franco. |
| Rossella Cozzolino                         | Caterina Deregibus                                                                         | 1997                                          | 109-125 | Nipote di Rita e Giulia. |
| Attilio Cirillo                            | Cesare Bocci                                                                               | 1997                                          | 116, 119, 121, 134, 261-262                                                                                 | |
| Angelo Tremonti                            | Andrea Bruschi                                                                             | 1997, 2000                                    | 119-120, 850-852                                                                                            | |
| Beppe                                      |                                                                                            | 1997                                          | 120-138 | |
| Adelaide †                                 | Anna De Magistris                                                                          | 1997                                          | 120, 125, 187                                                                                               | Anziana che trova Gianluca nel parco e lo consegna a Giulia. |
| Commissario-ispettore Bersani              | Luigi Monteleone                                                                           | 1997, 2000                                    | 137-143, | |
| Pina Casale                                | Dely De Majo                                                                               | 1997                                          | 138-249, 323-324, 382                                                                                       | Sorella di Federica. |
| Nicky Baldini                              | Roberta Lena                                                                               | 1997                                          | 138-178 | Ex fidanzata transessuale di Guido. |
| Vanni                                      | Alessio Di Clemente                                                                        | 1997                                          | 141-178 | Fidanzato di Nicky. |
| Ornella Ricci                              | Michetta Farinelli                                                                         | 1997                                          | 143-189 | |
| Virginia Ricci                             | Sabrina Russo                                                                              | 1997                                          | 143-181 | |
| Marcello Bennato                           | Alberto Donatelli                                                                          | 1997                                          | 147-189 | |
| Don Matteo                                 | Maurizio Rapotec                                                                           | 1997                                          | 172-189 | |
| Eva Masullo                                | Stella Vordemann                                                                           | 1997                                          | 180-205 | Figlia di Sergio Masullo. |
| Fulvio Spataro                             | Raffaele Buranelli - Massimiliano Croce                                                    | 1997, 1998, 1999, 2000, 2001                  | 186-225, 243, 285-290, 494-498, 643-648, 713-792, 1031                                                      | Socio di Alberto, diventa il suo acerrimo nemico. |
| Ciccio                                     | Francesco Paolantoni                                                                       | 1997-1998                                     | 191-192, 317-318                                                                                            | |
| Chiara Donati                              | Cinzia Monreale - Luana Ravegnini                                                          | 1997-1998, 1999                               | 191-227, 254, 643-648                                                                                       | Avvocato, moglie di Fulvio Spataro, ha avuto una relazione con Alberto. |
| Adrian Mc Ginnis †                         | Adrian Philip Mc Court                                                                     | 1997-1998                                     | 198-215, 300-314                                                                                            | Musicista tossico, ex fidanzato di Eleonora. |
| Elisa Secoli                               | Carlotta Lo Greco                                                                          | 1997-1998, 2001-2002                          | 210-254, 273-274, 344-365, 1133-1177                                                                        | Figlia di Raffaele Giordano e di Manuela Secoli, sorellastra di Diego. |
| Manuela Secoli                             | Marina Suma                                                                                | 1997-1998, 2001-2002                          | 210-254, 363-365, 1133-1177                                                                                 | Madre di Elisa, ha avuto una storia con Raffaele. |
| Gabriele Perna †                           | Ettore Bassi                                                                               | 1997-1998                                     | 238-276, 277                                                                                                | Cugino di Claudia, viene ucciso da Lorenzo Macchia. |
| Lorenzo Macchia Tessitore †                | Lorenzo Flaherty - Edoardo Costa                                                           | 1997-1998, 1999                               | 238-276, 640-655                                                                                            | Pappone, ha una storia con Claudia e la fa entrare nel giro delle squillo d'alto bordo, uccide Gabriele e muore ucciso da Amanda. |
| Andrea Schipa                              | Pietro Genuardi                                                                            | 1997-1998                                     | 246-304 | Ex tossicodipendente, gestisce un centro di recupero dove aiuta Eleonora. |
| Jasmine Abucar †                           | Soraya Castillo                                                                            | 1997-1998                                     | 255-347, 370-402                                                                                            | Prostituta, salvata dal racket da Luca, con il quale ha avuto una relazione. Viene uccisa il giorno del suo matrimonio. |
| Amanda Grillo †                            | Maria Cristina Grimaldi                                                                    | 1997-1998, 1999                               | 257-264, 647-651                                                                                            | Amante di Lorenzo. |
| Carmine                                    |                                                                                            | 1997-1998                                     | 254-267, 335-337                                                                                            | |
| Bernardo De Santis                         | Gianni Garko                                                                               | 1998                                          | 279-288, 425-435                                                                                            | Chirurgo, padre di Luca De Santis. |
| Cristiano Laino                            |                                                                                            | 1998                                          | 284-312 | Amico di Angela, amante dei cavalli, rifiuta le avances della ragazza in quanto omosessuale. |
| Armando Laino                              | Girolamo Marzano                                                                           | 1998, 1999, 2001                              | 284-312, 525, 949                                                                                           | Padre di Cristiano, non accetta l'orientamento sessuale del figlio. |
| Annita Laino                               | Marina Viro                                                                                | 1998, 1999                                    | 284-312, 525                                                                                                | Madre di Cristiano. |
| Roberta Cantone                            | Lola Pagnani                                                                               | 1998, 1999                                    | 307-350, 566-590                                                                                            | Ex fidanzata di Guido. |
| Khalida                                    | Yamina Bent Amor Zidi                                                                      | 1998                                          | 315-322, 452-454                                                                                            | Algerina, aiutò Alessandro a recuperare la memoria quando era stato ritrovato in mare dopo il naufragio del "Dreamer". |
| Damiano "Lattanzi" Reggiani                | Lucio Santoianni                                                                           | 1998                                          | 320-334 | Amante e poi marito di Federica. |
| Giuseppe Pasquariello                      | Massimo Baratta                                                                            | 1998, 1999                                    | 327, 339-340, 464-472                                                                                       | Professore di Diego |
| Giusi Faiello                              | Carmela Pecoraro                                                                           | 1998                                          | 328-397, 444                                                                                                | Ragazza madre, si rivolge a Giulia. |
| Alfio Pozzi                                | Edoardo Siravo                                                                             | 1998                                          | 332-337 | |
| Livia Rovere                               | Milly Falsini                                                                              | 1998, 1999                                    | 332-340, 614, 622-628                                                                                       | Madre di Stefi. |
| Commissario Caravello                      | Luciano Nozzolillo                                                                         | 1998                                          | 336-, -412                                                                                                  | Assassino di Jasmine. |
| Rosa Faiello Ascione                       | Cristina Longobardi                                                                        | 1998                                          | 338-397 | Sorella di Giusi. |
| Nicola Ascione                             |                                                                                            | 1998                                          | 339-355 | fidanzato di Giusi. |
| Benedetta Peruzzi                          | Daniela Marazita                                                                           | 1998-2000                                     | 343-344, 348, 396, 468, 889-890,                                                                            | Assistente sociale |
| Graziano Faiello                           | Antonio Covatta                                                                            | 1998                                          | 344-382 | Padre di Giusi, Rosa e Nicola, stupra Giulia. |
| Adolfo Ciotti                              | ... - Maurizio Amigoni                                                                     | 1998, 2001                                    | 363-365, 1142-                                                                                              | Compagno di Manuela Secoli, patrigno di Elisa. |
| Enrica Polti                               | Bedy Moratti                                                                               | 1998                                          | 382-395 | Madre di Sara |
| Leonardo De Vito                           | Gianni Nazzaro                                                                             | 1998                                          | 387-395 | Padre di Sara. |
| Gualco                                     | Roberto Gessa                                                                              | 1998                                          | 383-416 | Organizzatore e motociclista delle corse clandestine a cui partecipa Franco. |
| Camal Abucar                               |                                                                                            | 1998                                          | 392-393 | Fratello di Jasmine. |
| Donna Winter                               | Sydne Rome                                                                                 | 1998                                          | 395-408 | |
| Filippo Artusi                             | Prospero Richelmy                                                                          | 1998                                          | 395-408 | |
| Antonio o' schizzato                       | Lello Giulivo                                                                              | 1998                                          | 410-418 | Motociclista, campione nelle corse clandestina, sfida Franco. |
| Fosca Tarchetti                            | Caterina Sylos Labini                                                                      | 1998                                          | 413-438 | Vedova di un collega di Renato, con il quale ha una breve relazione extraconiugale. |
| Santo                                      | Vincenzo Borrelli                                                                          | 1998                                          | 414-417 | Motociclista, manomette la moto di Franco causando un incidente a Antonio o' schizzato. |
| Petra                                      | Pietra Montecorvino                                                                        | 1998                                          | 414-418 | Moglie di Antonio o' schizzato. |
| Rudi                                       | Paolo Giommarelli                                                                          | 1998                                          | 430-445 | Ex fidanzato di Sara, che ricatta per un filmino porno. |
| Luigi Porcaro                              | Alessandro Capotorto - Fulvio Cauteruccio                                                  | 1998, 2000-2001                               | 431-445, 933-978, 1068-1082                                                                                 | Amico delinquente di Franco. |
| Salvo Pizzi                                | Federico Torre                                                                             | 1998, 1999                                    | 432-433, 479-481                                                                                            | Delinquente e stupratore di Franco in carcere. |
| Lucio Seppia                               | Peppe Barile                                                                               | 1998                                          | 434 | Ricatta Fosca. |
| Nicoletta Graziani                         | Mena Steffen                                                                               | 1998                                          | 434 | Zia di Silvia. |
| Ferruccio Buffardi †                       | Fabio Galli                                                                                | 1998-1999                                     | 454-535, 705-710                                                                                            | Discografico di Sara, viene ucciso da una fan della cantante. |
| Vera Brioschi                              | Rosaria De Cicco                                                                           | 1998, 1999                                    | 454-, 504, 571-594                                                                                          | Amica alcolista di Luca |
| Delfina Bianchi                            | Camilla Filippi                                                                            | 1998                                          | 464-487 | Compagna di scuola di Diego |
| Gaetano Salvetti                           | Antonello Liegi                                                                            | 1998-2003, 2004, 2006, 2008                   | 477-, 1120, 1275, 1353, 1407, 1651-1652,                                                                    | Padre di Assunta. |
| Goffredo Frangipane                        | Luca Dresda - Cesare Dapiaggi                                                              | 1999, 2001                                    | 486-609, 1080-1110                                                                                          | Investigatore, ha una relazione con Silvia. |
| Ambra Landolfi                             | Francesca Cutolo                                                                           | 1999, 2003                                    | 498-554, 1414-                                                                                              | Moglie di Francesca. |
| Don Salvatore Fossatari                    | Andrea Tidona                                                                              | 1999                                          | 503-529 | Prete. Padre naturale di Silvia. |
| Alice Kramer                               | Alexandra Campanile                                                                        | 1999                                          | 504-594 | Bambina ospitata da Luca. Figlia di Vera Brioschi. |
| Cristina Morraca †                         | Tiziana Sensi                                                                              | 1999, 2000                                    | 510-606, 716-755                                                                                            | Si presenta ad Alessandro come Cristina Gardoni, per poi rivelare di essere la figlia del boss della camorra Tommaso Morraca. Si ribella alla sua famiglia per amore di Alessandro, ma viene uccisa per vendetta contro il clan dei Morraca.                                      |
| Immacolata Salvetti                        | Rosaria Ritonnaro                                                                          | 1999, 2002                                    | 511, 609-611, 619, 622-623, 740, 1275, 1353, 1369-1370                                                      | Madre di Assunta e Addolorata. |
| Elias Gabrielli                            | Andy Luotto                                                                                | 1999                                          | 515, 530-533, 592                                                                                           | Santone, imbroglia Rita. |
| Robbi Romero †                             | Frank Messina                                                                              | 1999                                          | 533-601 | Mafioso ed ex fidanzato di Cristina. |
| Grazia Frangipane                          | Martina Onorato                                                                            | 1999                                          | 540-580 | Figlia di Goffredo e Valeria. |
| Libero Batese                              | Corrado Taranto                                                                            | 1999, 2000                                    | 553-609, 742-835                                                                                            | È stato il portiere di Palazzo Palladini per un breve periodo in sostituzione di Raffaele. Ha avuto una storia con Teresa. |
| Teo Silvestri                              | Matteo Lolli                                                                               | 1999                                          | 559-576 | Falsifica CD, complice di Diego. |
| Tommaso Morraca †                          | Mario Merola                                                                               | 1999                                          | 571-604 | Boss della camorra, padre di Cristina. |
| Valeria Frangipane                         | Gaia Aprea                                                                                 | 1999                                          | 579-581 | Moglie di Goffredo. |
| Maurizio Monetto                           | Antonello Scarano                                                                          | 1999                                          | 599-669 | Amico di Angela, ha una relazione extraconiugale con Giulia. |
| Arrigo Di Paolo                            | Renato Campese                                                                             | 2000                                          | -606, 733-753                                                                                               | Giudice, si occupa del programma di protezione di Cristina. |
| Ottone "Otto" Von Blucker †                | Luigi De Filippo                                                                           | 1999                                          | 615-626 | Ex marito di Claudia. Muore improvvisamente lasciandola piena di debiti. |
| Fabio Rota                                 | Fabio Poggiali                                                                             | 1999                                          | 618-661 | Fratello di Bianca, ricatta Luca. |
| Bianca Rota                                | Michela Rocco di Torrepadula                                                               | 1999                                          | 619-662 | Ragazza paraplegica, ha avuto una storia con Luca. |
| Duccio Gentile †                           | Carlo Caprioli                                                                             | 1999                                          | 634-673 | Ragazzo cresciuto da Teresa, muore per overdose. |
| Amedeo Salvi                               | Roberto Attias                                                                             | 1999                                          | 635-673 | Fratello di Sergio. |
| Sergio Salvi                               | Marco Prosperini                                                                           | 1999-2000                                     | 635-673, 715-720                                                                                            | Complice di Alberto, truffa Renato al poker. |
| Diana Scala                                | Alessia Innocenti                                                                          | 1999                                          | 642-648 | |
| Giorgia Balestra                           | Laura Chiatti                                                                              | 1999-2000                                     | 665-761 | Compagna di scuola di Diego con cui ha un flirt. |
| Walter Sepe                                | Giuseppe Calcagno, Giovanni Visentin                                                       | 1999, 2000                                    | 683-689, 787-805                                                                                            | Killer ingaggiato da Alberto per uccidere Sonia. |
| Ennio Martusciello                         | Rosario Giglio                                                                             | 1999-2000                                     | 688-694, 799-805                                                                                            | Amico delinquente di Franco. |
| Cino Cerrone                               | Antonio Ferrante                                                                           | 1999-2000                                     | 693-713 | Socio in affari di Raffaele, si infatua di Rita. |
| Marta Chianese                             | Anna Lelio                                                                                 | 1999, 2000                                    | 696-698, 809-810, 917-918                                                                                   | Anziana amica non vedente dei ragazzi della terrazza. |
| Ugo Cimarosa                               | Marcello Romolo                                                                            | 1999                                          | 687-732 | Assistente sociale, si occupa dell'adozione di Niko. |
| Emilio Bequiri                             | Andrea Greco                                                                               | 1999, 2000                                    | 708, 785-794                                                                                                | Amico albanese di Niko. |
| Ilaria Anselmi                             | Alberta Viti                                                                               | 2000                                          | 712-727 | Psicopatica fan di Sara. |
| Ivan Orefice                               | Andrea Scataglini                                                                          | 2000                                          | 716-745 | Guardia del corpo di Cristina. |
| Omero †                                    | Massimo Sarchielli                                                                         | 2000                                          | 725-770 | Barbone, salva la vita a Michele. |
| Luciano Simioli                            | Edoardo Sylos Labini - Fabio Balasso                                                       | 2000, 2001, 2011, 2024                        | 734-855, 861-865, 989-1032, 6403-6415                                                                       | Amico di Silvia e padre naturale di Rossella, concepita durante una notte d'amore avvenuta a seguito di qualche bicchiere di troppo. É omosessuale. |
| Vittorio Prisco †                          | Sergio Di Giulio                                                                           | 2000                                          | 735-778 | Medico, fa sperimenti sui barboni. |
| Beatrice Biondi                            | Roberta Marcucci                                                                           | 2000                                          | 737-782, 911-918                                                                                            | Collega di Luca. |
| Eddi Auriemma                              | Ciro Capano                                                                                | 2000                                          | 746-753 | Esponente del clan Morraca, uccide Cristina. |
| Bruno Marinelli                            | Pierluigi Coppola                                                                          | 2000                                          | 756-844 | Compagno di scuola di Diego. |
| Lello Maresca                              | Giulio Galia                                                                               | 2000                                          | ..., 759, 866-867                                                                                           | Operaio dei cantieri Palladini. |
| Azzurra Vallone                            | Roberta Calabrese - Martina Carletti (nella seconda stagione di Un posto al sole d'estate) | 2000-2001                                     | 764, 806-, 1033                                                                                             | Fidanzata alle elementari di Niko. |
| Fabiano Campese                            | Diego Guerra                                                                               | 2000                                          | 765-771 | Fratello di Dario. |
| Pompeo Necchi                              | Renato Marchetti                                                                           | 2000-2003                                     | 772-785, 848-849                                                                                            | Fidanzato di Addolorata, che lascia poco prima del matrimonio quando accetta la propria omosessualità. |
| Rosario Sommelli                           | Julio Solinas                                                                              | 2000                                          | 784-808 | Organizza incontri di pugilato clandestini. |
| Barbara Breschi                            | Mia Benedetta                                                                              | 2000                                          | 804-848 | Professoressa di inglese di Diego, con cui ha una relazione. |
| Rino Vallone                               | Tiberio Timperi                                                                            | 2000                                          | 806, | |
| Ottavio Breschi                            | Claudio Mazzenga                                                                           | 2000                                          | 806-848 | Marito di Barbara. |
| Katia Tedesco                              | Silvia Cohen                                                                               | 2000                                          | 807-822 | Psicopatica, si infatua di Luca. |
| Oscar Valdese                              | Francesco Falabella                                                                        | 2000                                          | 811-826, 995-1119                                                                                           | Fidanzato di Luciano. |
| Pasquale Barrese il Turco †                | Francesco Benigno                                                                          | 2000, 2001                                    | 818-840, 983-984, 986-987                                                                                   | Compagno di cella di Alberto. |
| Lucio Garrone Faccia d'Angelo              | Paolo Giovannucci                                                                          | 2000, 2001                                    | 826-827, 1029-1030                                                                                          | |
| Lavinia Carlucci                           | Tatiana Winteler                                                                           | 2000                                          | 827-835 | |
| Gerardo Palumbo †                          | Americo Saltutti                                                                           | 2000, 2001                                    | 841-875, 1059-1060                                                                                          | Padre violento e stupratore di Giò. |
| Sebastiano Caruso                          | Fabio Vitta                                                                                | 2000                                          | -884 | |
| Melania Belli                              | Violetta Barberis                                                                          | 2000                                          | 858-900 | |
| Petrit Reka                                | Edmond Budina                                                                              | 2000, 2001, 2002, 2008                        | 860-891, 1093-1094, 1228-1243                                                                               | Padre naturale di Niko, ha avuto una relazione con Giulia. |
| Eugenio Lucci                              | Giovanni De Martiis                                                                        | 2000                                          | , 894-895                                                                                                   | |
| Leonardo Ricci                             | Stefano Benassi                                                                            | 2000                                          | 876-887 | |
| Mario Lodi †                               | Gianni Verdesca                                                                            | 2000                                          | 892, 910 | Ragazzo ucciso da Ciro Gambardella. |
| Ciro Gambardella †                         | Carmine Recano - Antonio De Matteo                                                         | 2000-2001, 2011                               | 892-957, | Assassino di Mario Lodi e di Rita Giordano, viene segregato da Raffaele. Dopo anni di carcere, torna in libertà, pentito, muore a seguito di un agguato. |
| Irene Presta                               | Duska Bisconti                                                                             | 2000-2001, 2019                               | 899-900, 979, 1004, 5394-5395, 5404                                                                         | Madre di Mario Lodi. |
| Pasquale Lodi †                            | Giuliano Giacomelli                                                                        | 2000                                          | 899-900, 1004                                                                                               | Padre di Mario Lodi. |
| Valentina Noti                             | Manuela Ruggiero                                                                           | 2000-2001, 2002, 2004                         | 904-1147, 1204-1219, 1741-1779                                                                              | Giornalista spregiudicata, collega e ex fidanzata di Michele. |
| Ursula Martelli                            | Valentina Carnelutti                                                                       | 2000-2001                                     | 920-996 | |
| Iolanda Baroni                             | Patrizia Pozzi                                                                             | 2000-2018, 2023-2024                          | 921, 1006, ?, 1467-1485, 1596-1638, 3543-3660, ?, 4212-4300, 4451-4547, 4692-4729, 4845-5062, 6333-6381     | Infermiera, amica di Ornella. Madre del defunto Antonio Baroni. |
| Isabella Vasquez                           | Marjo Berasategui                                                                          | 2000-2001, 2001                               | 925-976, 1156-1158                                                                                          | Nuova compagna di Tancredi. |
| Domenico Persico                           | Raffaele Esposito                                                                          | 2000-2001                                     | 926-1029 | |
| Marco Altieri                              | Maximilian Nisi                                                                            | 2000-2001                                     | 928-997 | Fratello di Michele e figlio illegittimo di Ettore Martini. |
| Gennaro Gambardella                        | Filippo Cangiani                                                                           | 2000-2001                                     | 931-932, 935, 950                                                                                           | Boss della camorra e padre di Ciro. |
| Riccardo Lanzetti                          | Stefano Ambrogi                                                                            | 2001, 2002                                    | 941-948, 1039-1045, 1174                                                                                    | |
| Tommaso "Tommy" Ricciardi                  | Massimo Poggio - Luciano Scarpa                                                            | 2001-2002                                     | 947-1138, 1163-1260, 1300-1304                                                                              | Fidanzato di Giò. |
| Giampiero Bellitti                         | Ottavio Amato                                                                              | 2001                                          | 953-969, 1031-1035                                                                                          | |
| Davide Condotti                            | Marco Stefanelli - Antonio Tallura                                                         | 2001                                          | 960-961, 967, 1151-1167                                                                                     | |
| Chiara Lombardo                            | Sara Bertelà                                                                               | 2001                                          | 961-988, 1006-1008, 1073                                                                                    | |
| Mira Jovanovich                            | Julka Bedeschy                                                                             | 2001                                          | 986-1104 | Ex fidanzata di Alberto. |
| Ramiza Jovanovich                          | Merita Xhani                                                                               | 2001                                          | 999-1000, 1079-1080                                                                                         | |
| Carlotta Ricciardi                         | Rossana Mortara                                                                            | 2001                                          | 1003-1005, 1028-1030, 1138                                                                                  | Sorella di Tommy. |
| Paola Masi                                 | Stefania Pelella                                                                           | 2001                                          | 1003, 1007, 1087-1091, 1124-                                                                                | |
| Johnny Di Maio                             | Venantino Venantini                                                                        | 2001                                          | 1019-1023                                                                                                   | |
| Antonio Imparato                           | Vincenzo Borrelli                                                                          | 2001                                          | 1021-1035                                                                                                   | |
| Linda Damiani                              | Barbara Bonanni                                                                            | 2001, 2002                                    | 1027, 1032, 1173-1174, 1241, 1244-1245                                                                      | |
| Sofia Corsani                              | Barbara Blanc                                                                              | 2001-2002, 2002, 2003, 2004                   | 1059-1173, 1368-1387, 1454-1490, 1652                                                                       | Prima moglie di Roberto Ferri, riesce a riprendere possesso delle imprese Corsani che il marito le aveva rubato. |
| Umberto Menditto                           | Aldo Bufi Landi                                                                            | 2001                                          | 1071-1085, 1145-1148                                                                                        | |
| Consolata Salvetti                         | Gea Martire                                                                                | 2001                                          | 1081-1082, 1088                                                                                             | Zia di Assunta e Addolorata. |
| Gloria Monetti †                           | Simona Mariani                                                                             | 2001                                          | 1084-1116                                                                                                   | |
| Loredana Irace                             | Gianna Paola Scaffidi                                                                      | 2001                                          | 1091-1100                                                                                                   | |
| Vanessa Rosi                               | Federica Marradi                                                                           | 2001                                          | 1092-1094, 1114, 1126-                                                                                      | |
| Elvira Irace                               | Selene Gandini                                                                             | 2001                                          | 1093-1100                                                                                                   | |
| Adriana Verri                              | Leda Palma                                                                                 | 2001                                          | 1093 | |
| Sebastiani Vinci                           | Lorenzo Piani                                                                              | 2001                                          | 1119-1124                                                                                                   | |
| Andrea Sorrentino                          | Massimo De Matteo                                                                          | 2001                                          | 1126-1131                                                                                                   | |
| Drusilla Noti                              | Annamaria Moruzzi                                                                          | 2001                                          | 1130 | |
| Stefano Consalvi                           | Angelo Zito                                                                                | 2001                                          | 1131-1255                                                                                                   | |
| Paula Ferreira                             | Iris Peynado                                                                               | 2001, 2002                                    | 1144, 1162-1168, 1219-1222, 1262-1263,                                                                      | Amante di Giorgio Bruni, madre di Sarah. |
| Tommaso Caroli Di Santojanni †             | Guido Zaccagnini                                                                           | 2001-2002                                     | 1149-1150, 1298-1299, 1342-1343, 1348-1349, 1354                                                            | Socio delle imprese Palladini. |
| Carlo Condotti                             | Lorenzo Gleijeses                                                                          | 2001                                          | 1152-1166                                                                                                   | |
| Orietta Fiori                              | Renata Di Martino                                                                          | 2001                                          | 1154-1156                                                                                                   | |
| Sarah Ferreira                             | Maria Fatima Terracciano - Elena Sotgiu                                                    | 2001, 2002, 2010                              | 1167-1168, 1208,                                                                                            | Figlia di Giorgio e Paula, sorella di Viola. |
| Gianni Cesarotti                           | Antonio Zequila                                                                            | 2002                                          | 1179-1181                                                                                                   | |
| Riccardo Consalvi                          | Riccardo Salerno                                                                           | 2002                                          | 1191-1255                                                                                                   | Animalista estremista, ha avuto una relazione con Angela. |
| Natasha Koslovska                          | Dorelia Vasilescu                                                                          | 2002                                          | 1191-1206                                                                                                   | |
| Ferdinando De Angelis                      | Guglielmo Guidi                                                                            | 2002                                          | 1203-1208                                                                                                   | |
| Sabina De Angelis                          | Maria Bolignano                                                                            | 2002                                          | 1203-1250                                                                                                   | |
| Hamid Djaud                                | Adbelaziz Azouz                                                                            | 2002                                          | 1204-1210                                                                                                   | |
| Letizia Zanin                              | Erika Urban                                                                                | 2002, 2004                                    | 1205-1252, 1647-1664                                                                                        | Collega veronese di Guido. |
| Irene Sartori †                            | Francesca Muzio                                                                            | 2002                                          | 1211-1280, 1313-1315                                                                                        | Madre di Filippo, ricatta Roberto per la sua responsabilità nella morte di Attilio Corsani. Cardiopatica, ha un malore durante una discussione con Roberto che, anziché soccorrerla, la osserva in attesa del suo ultimo respiro.                                                 |
| Arben Korabi                               | Marius Gheorghe Verdesi                                                                    | 2002                                          | 1220-1242                                                                                                   | |
| Grazia Pais                                | Stefania Spugnini                                                                          | 2002                                          | 1226, 1256, 1262,                                                                                           | Postina, fidanzata di Lino. |
| Tony Santoro †                             | Peppe Barile                                                                               | 2002, 2005                                    | 1263-1264, 1303-1327, 1965-                                                                                 | Criminale, scagnozzo di Roberto, assassino di Eleonora. |
| Band "Estranea"                            | Lorenzo Montanari, Sandro Nasuli                                                           | 2002                                          | 1266, | Prima band della Star Box, casa discografica di Eleonora. |
| Enza Federici                              | Maria Rosaria Calabrese                                                                    | 2002                                          | 1277-1297                                                                                                   | |
| Davide De Luca                             | Federico Rossi                                                                             | 2002-2003                                     | 1277-1454                                                                                                   | Bambino rapito da Anna, per proteggerlo dalla violenza del padre Gabriele. |
| Sasà De Vivo                               | Gianni Lanni                                                                               | 2002-2004, 2005                               | 1277-1702, 1776, 2003                                                                                       | Cantante neomelodico, innamorato di Giò. Ottiene un contratto con la Starbox. |
| Carla Veneziani                            | Marina Balducci                                                                            | 2002                                          | 1284, 1287-1293                                                                                             | |
| Gabriele De Luca                           | Riccardo Serventi Longhi                                                                   | 2002                                          | 1287-1323                                                                                                   | Padre violento di Davide. |
| Amerigo Battaglia                          | Gennaro Piccirillo                                                                         | 2002                                          | 1291-1292                                                                                                   | |
| Fabrizio Alberti                           | Alberto Gimignani                                                                          | 2002-2004                                     | 1292, 1325-1612                                                                                             | Compagno di Ornella, con cui ha una relazione che mette in dubbio la paternità di Patrizio. |
| Andrea Leone                               | Lorenzo Moncelsi                                                                           | 2002                                          | 1309-1310, 1320                                                                                             | |
| Olga De Luca                               | Dorotea Aslanidis                                                                          | 2002                                          | 1316-1388                                                                                                   | Nonna di Davide. |
| Matteo Consoli                             | Raffaello Balzo                                                                            | 2002-2004                                     | 1319-1566, 1590-1600, 1614-1635, 1665-1688, 1706-1737                                                       | Ballerino e fisioterapista, ex fidanzato di Viola. |
| Rosanna Del Monaco                         | Anna Maria Iacopini                                                                        | 2002                                          | 1349-1359                                                                                                   | Collega di Ornella, ha un flirt con Fabrizio Alberti. |
| Valerio Moreno                             | Dario De Rosa                                                                              | 2002-2003, 2003                               | 1352-1398, 1573-1609                                                                                        | Compagno di scuola di Viola, delinquente, mette nei guai Guido e mesi dopo torna ossessionato da Viola. |
| Pietro Bianchi                             | Alessandro Cossu                                                                           | 2002-2003, 2004                               | 1374-1453, 1477-1484, 1696                                                                                  | Gigolò, viene pagato da Silvia. |
| Rodolfo Moreno                             | Gianni Parisi                                                                              | 2002-2003                                     | 1376-1398                                                                                                   | Padre di Valerio, avvocato. |
| Max Schioppa                               | Alessandro Loi                                                                             | 2003                                          | 1412-1433                                                                                                   | Presentatore del programma televisivo "Tutto in una notte", sceglie Elena come "prezzemolina" per via delle proposte indecenti ricevute da parte di Marina. |
| Loredana De Rosa                           | Virginia Barrett                                                                           | 2003                                          | 1426-1433, 1484-1487                                                                                        | Direttrice del programma televisivo "Tutto in una notte". |
| Monica Rocchi †                            | Alessandra Vanzi                                                                           | 2003                                          | 1439-1446                                                                                                   | Madre di Bruno Rocchi, ebbe una relazione con Franco. |
| Luciano De Roberto                         | Paolo Buglioni                                                                             | 2003                                          | 1470-1513                                                                                                   | Avvocato di Rocco Giordano. |
| Fabio Correale                             | Ivan Venini                                                                                | 2003                                          | 1473-1533                                                                                                   | Cameramen, lavora con Elena. |
| Mara Consoli                               | Evelina Nazzari                                                                            | 2003                                          | 1485, 1557                                                                                                  | Madre di Matteo Consoli. |
| Adriana Rossi Valente                      | Roberta Spagnuolo                                                                          | 2003                                          | 1485-1486, 1519-1520, 1549-1551, 1572-1573, 1582-1583, 1603-1604                                            | Ex Fidanzata di Paolo Solari. |
| Nina Zanetti                               | Francesca Di Salvo                                                                         | 2003-2004                                     | 1507-1598, 1647-1776, 1782, 1789                                                                            | Figlia di Arturo, s'invaghisce di Franco. |
| Pasquale Silvestro                         | Walter Nudo                                                                                | 2003                                          | 1525-1560, 1570                                                                                             | Bagnino di cui si innamora Assunta. |
| Mirko Gaudiano                             | Roberto Ingenito                                                                           | 2003                                          | 1528-1568                                                                                                   | Tecnico universitario che falsifica i voti di Angela e Nina. |
| Giuseppe Di Salvo †                        | Gennaro Silvestro                                                                          | 2003-2004                                     | 1568-1672, 1678, 1750                                                                                       | Operaio ai cantieri Palladini, ha avuto una storia con Carmen. |
| Carlo Fiorentino                           | Giorgio Gobbi                                                                              | 2003-2004                                     | 1571-1707                                                                                                   | Poliziotto, ex compagno di Silvia. |
| Caterina Aloise                            | Almerica Schiavo                                                                           | 2004                                          | 1621-1789                                                                                                   | Zia di Carmen, ha avuto una storia con Raffaele. |
| Giada Olivieri                             | Alina                                                                                      | 2004-2006                                     | 1634- | Giovane cantante. |
| Gianni Principe                            | Francesco Stella                                                                           | 2004                                          | 1642-1769                                                                                                   | Amante di Nina Zanetti. |
| Tiziana Rolandi                            |                                                                                            | 2004                                          | 1656-1657, 1723-1739                                                                                        | Prostituta, passa delle notti con Renato. |
| Sebastiano Parisi                          | Massimo Ferroni D'Andrea                                                                   | 2004                                          | 1661-1777                                                                                                   | Segretario della Fondazione di Arturo Zanetti. |
| Lidia Santagata                            | Claudia G. Moretti                                                                         | 2004-2010                                     | 1664-1758, 1783                                                                                             | Vigilessa, s'innamora di Guido. |
| Claudio Morelli                            |                                                                                            | 2004                                          | 1672-1674                                                                                                   | Calciatore, si finge fidanzato di Elena. |
| Matilde Valli                              |                                                                                            | 2004-2005                                     | 1676, 1714, 1802-1863                                                                                       | Avvocato di Renato e di Roberto. |
| Maria Benedetti                            |                                                                                            | 2004                                          | 1677-1753                                                                                                   | Si finge Maria Esposito Di Salvo, la defunta mamma di Giuseppe, per spaventare Eleonora. |
| Rosa Di Salvo                              | Serena Improta                                                                             | 2004                                          | 1690-1752                                                                                                   | Sorella di Giuseppe Di Salvo. |
| Ciro Pinaso                                | Max Schioppa                                                                               | 2004-?, 2014-2018, 2022                       | 1693-1694, 1736-1737, 1752, 1786, 1800, 1803, 4011, 4338-4616, 4824-4981, 6088-6089                         | Venditore ambulante. |
| Simone Gaeta                               | Lorenzo Acquaviva                                                                          | 2004                                          | 1701-1737, 1759                                                                                             | Medico in combutta con Roberto Ferri per fare internare Eleonora. |
| Gennaro Cifariello                         | Antonio Allocca                                                                            | 2004                                          | 1702-1738                                                                                                   | Nonno di Barbara Cifariello. |
| Delia De La Roche                          | Barbara Bouchet                                                                            | 2004                                          | 1756-1779                                                                                                   | Attrice famosa e ex fiamma di Otello. |
| Flavia Fattori                             | Marina La Rosa                                                                             | 2004                                          | 1760-1815                                                                                                   | Ha un flirt con Filippo. |
| Saverio                                    |                                                                                            | 2004                                          | 1768-1788                                                                                                   | Ex compagno violento di Caterina Aloise. |
| Stefania Liguori                           |                                                                                            | 2004                                          | 1790- | Professoressa di matematica di Niko. |
| Davide Rosini                              | Luca Levi                                                                                  | 2004-2005, 2007, 2010                         | 1791- | Sacerdote amico di Andrea. |
| Rosario D'Orsi                             | Gianluca Di Gennaro                                                                        | 2004-2005                                     | 1801- | |
| Vincenzo Santoro †                         | Marco Giuliani                                                                             | 2005                                          | 1815-1836                                                                                                   | Fratello di Toni Santoro. |
| Fulvio Greco                               | Federigo Ceci                                                                              | 2004-2005                                     | 1817- | Guardia del corpo di Eleonora, con cui ha avuto una relazione. |
| Matilde Sabelli                            | Catherine Spaak                                                                            | 2005                                          | 1841-1993                                                                                                   | Madre naturale di Jacopo e madre adottiva di Lorenzo. |
| Armando Fusco                              | Giuseppe Zeno                                                                              | 2005                                          | 1849-1909                                                                                                   | Cliente della palestra di Franco, si innamora di lui. |
| Federico Vinci                             |                                                                                            | 2005                                          | 1853-1907                                                                                                   | Giornalista, collega di Emma. |
| Manuel Perez                               | Jonis Bascir                                                                               | 2005                                          | 1903-1931, 1947                                                                                             | Padre di Barbara Cifariello, ha un flirt con Silvia. |
| Sergio Funaro                              |                                                                                            | 2005                                          | 1925-1950                                                                                                   | Archeologo, ha un flirt con Ornella. |
| Rosa                                       |                                                                                            | 2005                                          | 1944-1952                                                                                                   | Commessa con la quale Raffaele tradisce Ornella. |
| Claudio Riviera                            |                                                                                            | 2005                                          | 1972-1992                                                                                                   | Frequenta il corso di difesa, stupra Giò e accoltella Lorenzo. |
| Marco Valle                                | Ciro Di Maio                                                                               | 2005-2006                                     | 1990- | Dj, ha una relazione con Carmen. |
| Ivan Canali                                | Patrizio Pelizzi                                                                           | 2005                                          | | 1945-1946-1947-1950-1953 |
| Dana Ionescu                               | Eva Deidda                                                                                 | 2006                                          | | |
| Leone Pergolesi                            | Vanni Corbellini                                                                           | 2006                                          | | Padre di Andrea. |
| Valeria Paciello                           | Benedetta Valanzano                                                                        | 2006, 2008-2010, 2024-2025                    | ?-?, 6395-6681                                                                                              | Ex-fidanzata di Niko. |
| Gina Esposito                              | Rosa Pianeta                                                                               | 2006                                          | | Madre di Marina e moglie di Arturo. |
| Laura Raimondi/Chiara Reali                | Barbara Di Bartolo                                                                         | 2006-2007                                     | | Ex compagna di Roberto Ferri. |
| Riccardo Ranieri †                         | Marco Morellini                                                                            | 2006-2007                                     | | Imprenditore,ex marito di Marina, che gli causa la morte per impadronirsi dell'eredità. |
| Paola Nuzzi                                | Martina Melani                                                                             | 2006-2007                                     | | Figlia naturale di Riccardo Ranieri, esclusa dall'eredità per colpa di Marina. |
| Ludovica Mancini                           | Silvia Giordano                                                                            | 2007-2009                                     | | |
| Clara D'Onofri                             | Mariella Di Lauro                                                                          | 2007                                          | | |
| Fiorella Parodi                            | Valentina D'Agostino                                                                       | 2007                                          | | |
| Carmine Renna †                            | Simone Spirito                                                                             | 2007                                          | | |
| Sergio Keller                              | Luca Calvani (nella terza stagione di Un posto al sole d'estate Renato Raimo)              | 2007                                          | | |
| Pietro Maio                                | Luca Riemma                                                                                | 2007-2008                                     | | Fidanzato di Penni. |
| Sabrina Guarini                            | Greta Scarano                                                                              | 2007-2008                                     | | Ex fidanzata di Diego, si trasferisce con lui negli Stati Uniti. |
| Annalisa Guarini                           | Silvia Bilotti                                                                             | 2007-2008                                     | | Sorella di Sabrina. |
| Stefano Caracciolo                         | Diego Florio                                                                               | 2008                                          | | |
| Caterina Gregori                           | Thaililja Gagliardo                                                                        | 2008-2009                                     | | Compagna di cella di Elena, di cui s'innamora. |
| Niccolò Sassi                              | Paolo Giommarelli                                                                          | 2008-2009                                     | | Magistrato, amante di Elena |
| Nicoletta Maltesi                          | Antonella Ippoliti                                                                         | 2008                                          | | Segretaria della Star Box. |
| Ombretta Maltesi                           | Emanuela Tittocchia                                                                        | 2008                                          | | Sorella di Nicoletta. |
| Adriana Trevi                              | Fiorenza Tessari                                                                           | 2008-2015                                     | ?-4288 | Professoressa di Niko, per anni è la compagna di Renato. |
| Benedetta Petrini                          | Elisa Della Valentina                                                                      | 2008-2009                                     | | Figlia di Adriana, ha una relazione con Niko. |
| Olga Tesser                                | Laura Troschel                                                                             | 2008                                          | | |
| Francesco Maria "Ciccio" Tesser            | Stefano Fregni                                                                             | 2008-2009                                     | | |
| Luca Damiani †                             | Edoardo Velo                                                                               | 2008                                          | | Uomo d'affari, estromette Raffaele dal ristorante. |
| Daria Simeoni                              | Giorgia Würth                                                                              | 2008-2009                                     | | |
| Silvana De Blasio                          | Manuela Ungaro                                                                             | 2009                                          | | Moglie di Niccolò Sassi. |
| Emanuele Sassi                             | Giuseppe Cristiano                                                                         | 2009                                          | | Figlio di Niccolò Sassi. |
| Elisa Marotta                              | Ester Botta                                                                                | 2009-2010                                     | | Ha avuto una relazione con Lorenzo, con cui si trasferisce a Londra. |
| Alberto Marotta                            | Riccardo Festa                                                                             | 2009-2010, 2012                               | | Fratello di Elisa, ha avuto una storia con Greta. |
| Mauro Verani                               | Paolo Pederzini                                                                            | 2009                                          | | |
| Gianni Vitale                              | Giovanni Buselli                                                                           | 2009                                          | | |
| Penelope "Penni" Benvenuto                 | Ada Febbraio                                                                               | 2009-2010                                     | | Figlia di Alfredo, ha avuto una relazione con Pietro Maio. |
| Manuel Costa                               | Livio Beshir                                                                               | 2010                                          | | |
| Loredana Ruta                              | Veronique Vergari                                                                          | 2010-2014                                     | ?-4030 | Ex fidanzata di Guido. |
| Ilaria Pisano                              | Francesca Perini                                                                           | 2011                                          | | Compagna di stanza di Marina nell'ospedale psichiatrico. Ha avuto una relazione con Filippo. |
| Francesca Savarese                         | Annalisa De Simone, Valeria Flore                                                          | 2011-2012, 2017                               | ?-3555, 4764-4777                                                                                           | Segretaria della StarBox, ricatta e rapina Marina. |
| Cameriera Cristina                         | Alessandra Scognamillo                                                                     | 2011-2020                                     | ?-5592 | Cameriera del caffè Vulcano, ex fidanzata di Ugo. |
| Cameriere Fausto                           | Fausto Acernese                                                                            | 2011-in corso                                 | | Cameriere del Caffè Vulcano. Ha avuto un flirt con Alex. |
| Fabio Savona                               | Graziano Piazza                                                                            | 2011                                          | | Avvocato coinvolto in giri loschi, su cui indaga la poliziotta Vera Morandi. |
| Mimmo Calore                               | Gianni Pernici                                                                             | 2011-2012, 2014                               | 3356-3608, 4077-4078                                                                                        | Cantante neomelodico. |
| Alfonso Vitale †                           | Emiliano De Martino                                                                        | 2012-2013                                     | 3464-3519, 3814-3827                                                                                        | Spacciatore e camorrista. |
| Marika Viscione                            | Bianca Gallo                                                                               | 2012                                          | 3473-3602                                                                                                   | Ex compagna di Alfonso Vitale che testimonia contro di lui. |
| Alessio Monesi                             | Matteo Taranto                                                                             | 2012                                          | 3551-3563                                                                                                   | Alter ego di Simone Torino. |
| Cristina Ferri                             | Camilla Cossu (in precedenza Elena Coppola)                                                | 2012-in corso                                 | 3565-4096, 4309-                                                                                            | Figlia di Roberto Ferri e Greta Fournier. |
| Elio Schipa                                | Marco Zangardi                                                                             | 2012, 2014-2015, 2024                         | 3582-3583, 4080-4190, 4316-4390, 6363-                                                                      | Commissario di polizia. |
| Arturo De Maio                             | Gianni Parisi                                                                              | 2012-2013                                     | 3583-3757                                                                                                   | Commissario colluso con la camorra. |
| Gabriele Petrini                           | Mattia De Vito                                                                             |                                               | | Figlio di Adriana Trevi. |
| Stella Zampetti                            | Alice Torriani                                                                             | 2012                                          | 3603-3608                                                                                                   | Fidanzata di Mimmo Calore. |
| Marco Salvati                              | Mario Di Fonzo                                                                             | 2012                                          | | Insegnante di matematica. |
| Laura Violante                             | Rossella Caiani                                                                            | 2012, 2014                                    | 3608-3612, 3917-3919                                                                                        | Fidanzata di Filippo a New York. |
| Daniela Barletta                           | Alessia Quaratino                                                                          | 2012-2014                                     | 3609-3668, 3922-4129                                                                                        | Compagna di scuola di Rossella. |
| Gennaro "Genny" Auriemma                   | Gennaro Mirto                                                                              | 2012-2014                                     | 3610-3997                                                                                                   | Ragazzo difficile che frequenta la palestra di Franco. Ha avuto una relazione con Rossella. |
| Carmine Sannitaro                          | Peppe Bosone                                                                               | 2013                                          | | Boss della camorra. |
| Cantante Barbara                           | Alessandra Di Cesare                                                                       | 2013                                          | | |
| Eduardo Nappi                              | Vincenzo Ferrera                                                                           | 2013-2014                                     | 3812-4100                                                                                                   | Operatore dei servizi sociali; nuovo compagno di Greta. |
| Ugo Alvini De Carolis                      | Raffaele Imparato                                                                          | 2012-2020                                     | 3628-4068, 4171-4563, 4747-5150, 5272-5401, 5504-5593                                                       | Pugile della palestra di Franco, diventa avvocato e fondatore e titolare insieme a Niko dello studio Navarra. Attualmente vive e lavora a Milano. |
| Maddalena De Luca                          | Pina Turco                                                                                 | 2013, 2015                                    | 3666-3758, 4355,4399                                                                                        | Ha avuto una relazione con Michele. |
| Lello Troncone                             | Lucio Pierri                                                                               | 2013, 2018, 2025                              | 3691-3698, 3869-3889, 5055-5118, 6602-6603                                                                  | Guappo di quartiere; proprietario di una casa da gioco. |
| Asia Peluso                                | Diletta Bergamo                                                                            | 2013-2015, 2017, 2018                         | ?-3795, 4262-4267, 4383-4395, 4818-4868, 5049-5050                                                          | Figlia di Max Peluso, ha avuto una relazione con Patrizio. |
| Fulvio Auriemma                            | Roberto Calabrese                                                                          | 2013                                          | 3838-3887                                                                                                   | Fratello di Genny. |
| Stefania Passalacqua                       | Martina Liberti                                                                            | 2013, 2014, 2015                              | 3872-3875, 3979, 4037-4039, 4276-4277, 4337-4425                                                            | Ex fiamma di Andrea. |
| Ivan Pisapia †                             | Arturo Muselli                                                                             | 2014                                          | 3931-3967                                                                                                   | Figliastro di Giovanna, diventa serial killer. |
| Romeo Bevilacqua                           | Paolo De Vita                                                                              | 2014                                          | 3944-3999                                                                                                   | Rivale di Otello, si infatua di Teresa. |
| Fiorella Piccolo                           | Lorena Cacciatore                                                                          | 2014-2015                                     | 3951-3964 4084-4110 4286-4290                                                                               | Cronista d'assalto, collega di Michele. |
| Alfredo Conti                              | Alessandro Intini                                                                          | 2014                                          | 4065-4123                                                                                                   | Collabora con i cantieri flegrei e ha avuto una breve storia con Marina. |
| Carlo De Falco †                           | Francesco Testa                                                                            | 2014                                          | 4073-4096                                                                                                   | Rapisce Cristina Ferri e viene ucciso da Roberto. |
| Maurizio Torre                             | Gennaro Monti                                                                              | 2014                                          | 4150-4259, 4488-4501                                                                                        | Ispettore di polizia. |
| Leonardo Balestrieri †                     | Marco Mazzanti                                                                             | 2015, 2016                                    | 4214-4295, 4499-4515                                                                                        | Fidanzato psicopatico di Angela, la sotterra viva. Segrega Giovanna e verrà sotterrato vivo da Angela e Giovanna. |
| Giacomo "Scheggia" Schenardi               | Stefano Moretti                                                                            | 2014-2017, 2019                               | 4006-4240, 4346-4409, 4529-4672, 5166-5178                                                                  | Ex dirigente di Radio Golfo 99. |
| Ersilia Molinari                           | Beatrice Orlandini                                                                         | 2014, 2015, 2016                              | 4087-4093, 4191-4193, 4467-4604                                                                             | Amica di Arianna e Andrea. |
| Rosa Ascione                               | Rossella Celati                                                                            | 2014-2015                                     | 4121-4205                                                                                                   | Sorella di Giada; finisce in carcere per salvare la sorella. |
| Giada Ascione                              | Elena Starace                                                                              | 2014-2015, 2016                               | 4127-4205, 4608-4633                                                                                        | Compagna di un boss; si redime grazie a Giulia; ha avuto un flirt con Nunzio. |
| Luigi Cotugno                              | Walter Melchionda                                                                          | 2015, 2017-in corso                           | 4156-4333, 4660-5662, 5847-6096, 6360-                                                                      | Vigile urbano. Collega di Guido, Mariella e Sasà, è di famiglia nobile e benestante. |
| Silvana Brandi                             | Anna D'Agostino                                                                            | 2015-2022, 2023-in corso                      | 4186-4583, 4791-6041, 6129-                                                                                 | Domestica di Roberto Ferri. |
| Miriam Imparato †                          | Angela Tuccia                                                                              | 2015-2016                                     | 4301-4430, 4535-4549                                                                                        | Amica di Serena, amante di Roberto; complice di Marina per incastrare Roberto. Muore uccisa da Marina. |
| Clotilde Nicotera                          | Michetta Farinelli                                                                         | 2015, 2016                                    | 4306-4308, 4525-4527                                                                                        | Madre di Eugenio e suocera di Viola. |
| Lucilla Raimo                              | Roberta Anna                                                                               | 2015-2016                                     | 4313, 4341-4342, 4438, 4505-4519                                                                            | Collega di Viola, viene rapita da un serial killer. |
| Angelo Striano                             | Mauro Di Rosa                                                                              | 2015-2017                                     | 4384-4390 4547-4585 4741-4821                                                                               | Vice ispettore. |
| Simona Borrelli                            | Monica Ward                                                                                | 2015-2016                                     | 4386-4430                                                                                                   | Avvocato di Roberto del caso Imparato. |
| Lucio Pisapia                              | Alessandro Vantini                                                                         | 2015-2016                                     | 4392-4455, 4598                                                                                             | Compagno di cella di Roberto. |
| Martina Landi                              | Giorgia Ferrero                                                                            | 2015                                          | 4328-4335                                                                                                   | Cugina di Arianna. |
| Amal Sukur                                 | Naya Manson                                                                                | 2015-2016                                     | 4342-4590                                                                                                   | Figlia di Omar. Ha avuto una relazione con Niko. |
| Omar Sukur                                 | Hamarz Vasfi                                                                               | 2015-2016, 2017                               | 4342-4498, 4889, 4927                                                                                       | Padre di Amal, primo datore di lavoro di Patrizio. |
| Ivan Scuotto                               | Vito Mancini                                                                               | 2015-2016                                     | 4359-4420                                                                                                   | Amico di Miriam Imparato. |
| Segretaria Luciana                         | Barbara Mercurio                                                                           | 2015-in corso                                 | 4386- | Segretaria dei Cantieri Flegrei-Palladini. |
| Chiara Petrone                             | Alessandra Masi                                                                            | 2015-2017, 2021-2023, 2024, 2025-in corso     | 4402-4673, 5611-5639, 5818-6124, 6493-6503, 6723-                                                           | Figlia dell'imprenditore Petrone. Alla morte del padre dirige le aziende di famiglia. È stata fidanzata con Nunzio. |
| Luca Maiorano                              | Stefano Aprea                                                                              | 2016                                          | 4409-4474, 4575-4583                                                                                        | Camorrista, ricatta Umberto De Carolis. |
| Nadia Makarenko                            | Magdalena Grochowska                                                                       | 2016-2019                                     | 4423-4445, 4563-5349                                                                                        | Ucraina, ex compagna di Renato. |
| Angelo Rulli                               | Giuseppe De Rosa                                                                           | 2016, 2020, 2022                              | 4455-4519, 5466-5506, 6032                                                                                  | Procuratore Capo. |
| Ciro Esposito                              | Vincenzo Alfieri                                                                           | 2016, 2017-2018, 2019                         | 4475-4519, 4819-4850, 4952-4953, 5163-5292                                                                  | Pugile della palestra di Franco. |
| Dario De Martino                           | Francesco Wolf                                                                             | 2016                                          | 4483-4514                                                                                                   | Serial killer emulo e complice di Balestrieri. |
| Bruno Sarti                                | Giovanni Caso                                                                              | 2016, 2019-2022                               | 4546-4548, 4645-4802, 4907-4945, 5171-5173, 5314-5408, 5608-5692, 5883-5965                                 | Cardiologo, ex compagno di Sasà. |
| Beatrice Lucenti                           | Marina Crialesi                                                                            | 2016-2021                                     | 4596-5574, 5775-5785                                                                                        | Avvocato. Collega e poi ragazza di Niko, Diego ed infine dell'avvocato Leone. |
| Susanna Picardi †                          | Agnese Lorenzini                                                                           | 2016-2022                                     | 4597-6015                                                                                                   | Avvocato, tirocinante magistrato. Moglie di Niko. Viene uccisa dal camorrista Lello Valsano. |
| Sergio Castellano                          | Nelson                                                                                     | 2016-2019, 2021-2023                          | 4698-5388, 5550-5715, 5818-5826, 6074-                                                                      | Tecnico di Radio Golfo 99. |
| Pasquale Arcate (nel 2017 Pasquale Abbate) | Lorenzo Mangano (in precedenza Davide Campennì)                                            | 2017, 2021                                    | 4724-4827, 5780-5787                                                                                        | Ex fidanzato di Susanna. |
| Barbara Mancuso                            | Beatrice Luzzi                                                                             | 2017                                          | 4741-4746                                                                                                   | Architetto, ha avuto un breve flirt con Roberto. |
| Salvo Prisco †                             | Enrico Maria Pacini                                                                        | 2017-2018                                     | 4800-4938                                                                                                   | Camorrista e tossico. Rapitore di Bianca Boschi. |
| Luisa Canfora                              | Sonia Aquino                                                                               | 2017-2018                                     | 4802-4953                                                                                                   | Figlia di Peppino Canfora; ha avuto una relazione con Franco. |
| Gaetano Prisco                             | Fabio De Caro                                                                              | 2017-2018, 2019                               | 4803-4953, 5180-5257                                                                                        | Boss della camorra. |
| Anita Falco                                | Ludovica Bizzaglia                                                                         | 2017-2019                                     | 4854-5355                                                                                                   | Figlia del poliziotto Luca Grimaldi. Disegnatrice ed ex tossica. Ha avuto una relazione con Vittorio. |
| Valentina Brandi                           | Maria Chiara Augenti                                                                       | 2017-2018                                     | 4868-4954                                                                                                   | Ex compagna di Prisco. |
| Clara Curcio                               | Imma Pirone                                                                                | 2018-2024, 2025                               | 4951-6572, 6671-6677                                                                                        | Cameriera dei Viscardi, poi compagna di Alberto, con cui ha un figlio, Federico. Si separa da Alberto e sposa il boss di camorra Eduardo Sabbiese. Rimane incinta di una bambina che chiama Nunzia.                                                                               |
| Nicola Iodice                              | Giuseppe Pisacane                                                                          | 2018, 2020-2021                               | 4988-5020, 5568-5723                                                                                        | Operaio e sindacalista presso i Cantieri Flegrei-Palladini. |
| Vincenzo Pagano                            | Michele Annunziata                                                                         | 2018                                          | 4988-5020                                                                                                   | Operaio dei cantieri Flegrei-Palladini. |
| Vera Viscardi                              | Giulia Schiavo                                                                             | 2018                                          | 5017-5228                                                                                                   | Figlia di Valerio Viscardi. Giovane ereditiera e amante di Roberto Ferri, assassina della zia Veronica Viscardi. |
| Luigi Morace                               | Valerio Da Silva                                                                           | 2018                                          | 5065-5090                                                                                                   | Ricatta Vera Viscardi. |
| Clara Fiorito                              | Giulia Di Quilio                                                                           | 2018                                          | 5041-5150                                                                                                   | Pubblico ministero nel caso Viscardi. |
| Leonid Makarenko                           | Aleksander Mincer                                                                          | 2018, 2019                                    | 5011-5014, 5283-5285                                                                                        | Padre di Nadia. |
| Agnieszka Makarenko                        | Wanda Danuta Murach                                                                        | 2018, 2019                                    | 5011-5014, 5283-5285                                                                                        | Madre di Nadia. |
| Marco Ventrelli                            | Paolo Maja                                                                                 | 2018                                          | 5009-5071                                                                                                   | Compagno di scuola di Alice con cui ha un flirt. |
| Mansur Okri                                | Samba Laobe Ndiaye                                                                         | 2018                                          | 5030-5079                                                                                                   | Immigrato che Franco aiuta a ricongiungersi con la sorella. |
| Ladi Okri                                  | Osas Imafidon                                                                              | 2018                                          | 5037-5079                                                                                                   | Sorella di Mansur. |
| Alessandra "Alex" Parisi                   | Maria Maurigi                                                                              | 2018-2021                                     | 5102-5613                                                                                                   | Ex fidanzata di Vittorio. Grafica. Lavora al Caffè Vulcano e poi si trasferisce a Madrid per lavoro. |
| Ernest Mantovani                           | Antonio Mastellone                                                                         | 2018                                          | 5103-5134                                                                                                   | Psicologo che cura Vera Viscardi. |
| Enrico Scaglione                           | Emanuele Barresi                                                                           | 2018-2019                                     | 5119-5361                                                                                                   | Professore, segue un progetto di recupero per ragazzi con Michele. |
| Maurizio Mennella †                        | Andrea Galasso                                                                             | 2019                                          | 5122-5274                                                                                                   | Autore di un furto al Vulcano, viene ucciso dall'avvocato Aldo Leone. |
| Flora Del Colle                            | Francesca Nobili                                                                           | 2018-2019                                     | 5129-5210                                                                                                   | Cugina di Serena. |
| Infermiera Ada                             | Annalisa Pennino                                                                           | 2018, 2020-in corso                           | 5136-5149, 5408-                                                                                            | Infermiera dell'Ospedale San Filippo, amica di Rossella. |
| Kim                                        | Mia Mai Brizio                                                                             | 2018-2019                                     | 5151-5226                                                                                                   | Bimba trovata da Arianna e Andrea che affidano ai servizi sociali. |
| Gerardo Massaro                            | Antonio Aversano                                                                           | 2019-2020, 2023                               | 5157-5165, 5407-5408, 5586-5590, 6289-6300                                                                  | Figlio di Sergio Massaro e Bice Cerruti. |
| Lorenzo Del Bue                            | Vincenzo Lovriso (in precedenza Lorenzo Schioppa Dumont)                                   | 2019-in corso                                 | 5157- | Figlio di Guido e Mariella. |
| Simona Alfano                              | Cinzia Cordella                                                                            | 2019                                          | 5177-5229                                                                                                   | Ex compagna di Valerio Viscardi e madre di Vera. |
| Constantin Balan                           | Antonio Kodrinaj                                                                           | 2019                                          | 5187-5256                                                                                                   | Killer al soldo di Gaetano Prisco. |
| Mimmo Priore                               | Antonio Fattorusso                                                                         | 2019                                          | 5164-5276                                                                                                   | Studente e compare di Maurizio Mennella. |
| Daniele Improta                            | Jgor Barbazza                                                                              | 2019                                          | 5222-5245                                                                                                   | Fisioterapista. |
| Ilaria Soriano                             | Greta Berti                                                                                | 2019, 2020-2021                               | 5227-5239, 5496-5658                                                                                        | Studentessa di medicina, amica poi nemica di Rossella Graziani. |
| Miguel Garcia                              | Christian Laiontini                                                                        | 2019                                          | 5236-5245                                                                                                   | Narcotrafficante messicano; tiene in ostaggio Leonardo Arena. |
| Leonardo Arena                             | Erik Tonelli                                                                               | 2019-2021                                     | 5236-5617                                                                                                   | Spacciatore, amico di Tommaso Sartori. Ha avuto una storia con Serena. |
| Cameriera Antonietta                       | Giovanna Landolfi                                                                          | 2019, 2020, 2022                              | 5267-5410, 5588, 5868-5995                                                                                  | Domestica di Marina Giordano. |
| Arturo Addezio †                           | Massimiliano Iacolucci                                                                     | 2019-2020                                     | 5283-5348, 5457, 5472                                                                                       | Padre di Marina Giordano. Ritrova la figlia da anziano dopo aver passato una vita da latitante per essere stato accusato ingiustamente della morte di Nino Rosato, presso il quale lavorava come operaio. Muore in ospedale a seguito di un litigio acceso con Sebastiano Rosato. |
| Adriano Cipriani †                         | Gennaro Cuomo                                                                              | 2019                                          | 5291-5438                                                                                                   | Imprenditore, offre aiuto ad Alberto in cambio di prestazioni sessuali con Clara. Viene ucciso per vendetta da Mariano Tregara, boss della camorra e padre di Clara. |
| Rosaria Caputo                             | Titti Nuzzolese                                                                            | 2019-2020                                     | 5304-5464                                                                                                   | Madre di Alex e Mia. |
| Gabriella Sebillo                          | Teresa Del Vecchio                                                                         | 2019, 2020, 2023                              | 5309-5310, 5469-5472, 6315-6323                                                                             | Vecchia amica di Marina, finisce in carcere per l'omicidio di Sebastiano Rosato. |
| Carla Parisi                               | Vittoria Schisano                                                                          | 2019-2020                                     | 5312-5464                                                                                                   | Padre di Alex e Mia, transessuale. |
| Sebastiano Rosato †                        | Antonio Ferrante                                                                           | 2019-2020                                     | 5333-5448                                                                                                   | Zio di Fabrizio Rosato, guidò il pastificio dopo la morte del fratello Nino coprendo il nipote Fabrizio, assassino del padre. Viene ucciso a casa sua da Marina, che per non andare in galera fa arrestare Gabriella Sebillo.                                                     |
| Nino Rosato                                | Patrizio Pelizzi                                                                           | 2019                                          | 5338-5339-5340-5341                                                                                         | Padre di Fabrizio Rosato, viene ucciso dal figlio ancora adolescente in preda all'ira. |
| Delia Caracciolo                           | Elena Vanni                                                                                | 2019                                          | 5350-5398                                                                                                   | Moglie dell'avvocato Aldo Leone. |
| Jacopo Leone                               | Matteo Santorum                                                                            | 2019                                          | 5356-5397                                                                                                   | Figlio dell'avvocato Aldo Leone. |
| Pasquale Mennella                          | Salvatore Manzoeto                                                                         | 2019                                          | 5362-5369                                                                                                   | Padre di Maurizio Mennella. |
| Viviana Carlino                            | Angela Bertamino                                                                           | 2019-2020, 2021                               | 5366-5412, 5755-5800                                                                                        | Collega e amante di Filippo Sartori. |
| Maria Grazia Gagliardi                     | Tiziana Bagatella                                                                          | 2019-2020                                     | 5376-5434                                                                                                   | Maestra delle elementari di Bianca. |
| Nunzia Curcio †                            | Nadia Carlomagno                                                                           | 2019-2020                                     | 5382-5513                                                                                                   | Madre di Clara, uccisa da Mariano Tregara. |
| Marcello Sermonti/Marco Modica             | Fabio Cocifoglia                                                                           | 2019-2020                                     | 5423-5551                                                                                                   | Truffatore autore di phishing ai danni di Giulia. |
| Manuel Fonte                               | Renato Paioli                                                                              | 2019-2020                                     | 5423-5527                                                                                                   | Collega e complice di Marco Modica. |
| Gennaro Avella                             | Walter Lippa                                                                               | 2019-2020                                     | 5438-5549                                                                                                   | Autista di Mariano Tregara. |
| Claudio Savarese                           | Domenico Persico                                                                           | 2020                                          | 5445-5472                                                                                                   | Ispettore che collabora con Giovanna. |
| Peppe Capasso                              | Federico Torre                                                                             | 2019-2020, 2022                               | 5451-5460, 6000-6140                                                                                        | Muratore, esegue ristrutturazioni a Palazzo Palladini. |
| Mariano Tregara                            | Lello Giulivo                                                                              | 2019-2020, 2022                               | 5438-5513, 5955-5989                                                                                        | Padre di Clara, boss della camorra. |
| Stephan Dinescu                            | Rimi Beqiri                                                                                | 2020                                          | 5555-5556                                                                                                   | Zingaro che deruba Michele e Silvia. |
| Gabriel Beniuc                             | Gerhard Koloneci                                                                           | 2020                                          | 5555-5556                                                                                                   | Zingaro che deruba Michele e Silvia e tenta di stuprare la donna. |
| Thea Dimitru                               | Marine Galstyan                                                                            | 2020-2021                                     | 5562-5639                                                                                                   | Sorella di Emil, si affida a Giulia. |
| Igor Volpicelli                            | Massimiliano Buzzanca                                                                      | 2020-2021                                     | 5564-5737                                                                                                   | Neurologo e professore universitario relatore della tesi di Rossella. |
| Marika Corcione                            | Laura Pagliara                                                                             | 2020-in corso                                 | 5578- | Amica di Clara e Rosa. |
| Federico Palladini                         | Damiano Zangaro (in precedenza Andrea Iaccarino)                                           | 2020-2024, 2025                               | 5585-6572, 6671-6677                                                                                        | Figlio di Alberto e Clara. |
| operaio Giovanni                           | Ciro D'Errico                                                                              | 2021                                          | 5592-5682                                                                                                   | Operaio dei Cantieri Flegrei-Palladini. |
| Emil Stoian                                | Sargis Galstyan                                                                            | 2021                                          | 5614-5639                                                                                                   | Zingaro accusato innocentemente da Silvia di aver tentato di stuprarla. |
| Lidia Arena                                | Annamaria Malipiero                                                                        | 2021                                          | 5618 | Madre di Leonardo Arena. |
| operario Ragucci                           | Romeo Di Conza                                                                             | 2021                                          | 5645-5660                                                                                                   | Operaio dei Cantieri Flegrei-Palladini, implicato nella truffa Abbate. |
| Ernesto Gargiulo †                         | Franco Pinelli                                                                             | 2021                                          | 5660-5678                                                                                                   | Operaio dei cantieri Palladini. |
| Mattia Savelli                             | Andrea Pacelli                                                                             | 2021                                          | 5664, 5754-5817                                                                                             | Rider, tenta di uccidere Susanna. |
| Pietro Abbate                              | Simon Grechi                                                                               | 2021                                          | 5669-5718, 5746-5749                                                                                        | Imprenditore nemico di Roberto, reo di aver ucciso suo padre Attilio Corsani. |
| Speranza Altieri                           | Mariasole Di Maio                                                                          | 2021-2024                                     | 5670-6353                                                                                                   | Nipote di Mariella. Ha avuto una relazione con Vittorio e con Samuel. |
| Biagio Starace                             | Rosario D'Angelo                                                                           | 2021                                          | 5671-5714                                                                                                   | Criminale, scagnozzo di Pietro Abbate. |
| Giorgia Marelli                            | Gioia Marzocchi                                                                            | 2021                                          | 5752-5754                                                                                                   | Agente pubblicitaria, ex compagna di Fabrizio Rosato. |
| Marta Anselmi                              | Carmen Annibale                                                                            | 2021, 2022, 2024                              | 5762-5785, 6028-6037, 6423-6447                                                                             | Viceispettrice di polizia. |
| Mauro Buonocore                            | Giampiero Mancini                                                                          | 2021                                          | 5764-5825                                                                                                   | Compagno di Adele Picardi. |
| Elisabetta Sartori                         | Camilla Civitiello (in precedenza Vittoria Costanzo)                                       | 2021-in corso                                 | 5801- | Seconda figlia di Filippo Sartori e Serena Cirillo. |
| Espedito Altieri                           | Antonio Conte                                                                              | 2021-2024                                     | 5811-5813, 5931-6024, 6252, 6331-6353                                                                       | Cugino di Mariella e padre di Speranza. |
| Virginia Rinaldi                           | Desirée Noferini                                                                           | 2021-2022, 2024                               | 5843-5977, 6375-6377, 6460-6464                                                                             | Medico, ex moglie di Riccardo Crovi. |
| Giuditta Frappetti                         | Patrizia Salerno                                                                           | 2022                                          | 5875-5960                                                                                                   | Si infatua di Renato. |
| Elvira Tomei                               | Giusi Cataldo                                                                              | 2022                                          | 5877-6007                                                                                                   | Somelier, madre di Samuel, si infatua di Raffaele. |
| Gaia Naselli                               | Sofia De Prisco                                                                            | 2022                                          | 5912-6125                                                                                                   | Amica di Bianca. |
| Antonello Schisa                           | Gennaro Filippone                                                                          | 2022                                          | 5919-6091                                                                                                   | Compagno di classe di Bianca. |
| Stefano Crovi                              | Joseph Altamura                                                                            | 2022                                          | 5921-5972                                                                                                   | Fratello di Riccardo Crovi. |
| Castrese Altieri                           | Peppe Romano                                                                               | 2022-2024                                     | 5932-? | Fratello di Speranza. |
| Costabile Altieri                          | Antonio Fiore                                                                              | 2022-2024                                     | 5932-5933, 6206-?                                                                                           | Fratello di Speranza. |
| Lello Valsano                              | Gianluca Pugliese                                                                          | 2022-2023                                     | 5955-6144                                                                                                   | Cane sciolto del clan Argento, uccide Susanna in un agguato destinato ad Eugenio Nicotera. |
| Pino Lubrano                               | Roberto De Rosa                                                                            | 2022-2023 (presente non accreditato dal 2012) | 5973-6239                                                                                                   | Agente di scorta di Eugenio Nicotera. |
| Arnoux Leroy                               | Frédéric Moulin                                                                            | 2022, 2023                                    | 5985-5989, 6166-6167, 6174-6180                                                                             | |
| Lia Longhi                                 | Giuliana Vigogna (in precedenza Chiara Mastalli)                                           | 2022-2023                                     | 6009-6025, 6026-6124                                                                                        | Governante di casa Ferri. |
| Fabiana Guarnieri                          | Valentina Corti                                                                            | 2022                                          | 6017-6030                                                                                                   | Amica di Michele. |
| Gabriele Nespolino                         | Davide Dolores                                                                             | 2022                                          | 6031-6049                                                                                                   | Professore di religione, collega di Viola. |
| Emilio De Lambro                           | Francesco De Rienzo                                                                        | 2023                                          | 6123-6144                                                                                                   | Avvocato di Lello Valsano. |
| Lucia Cimmino                              | Francesca Colapietro                                                                       | 2023-2024                                     | 6123-6159, 6211-6574                                                                                        | Pubblico ministero, collega di Eugenio Nicotera. Ha un flirt con lui. |
| Tommaso Ferri                              | Luigi De Feo                                                                               | 2023-in corso                                 | 6126- | Figlio adottivo di Roberto e Marina. |
| Eduardo Sabbiese                           | Fiorenzo Madonna                                                                           | 2023-2024, 2025                               | 6129-6572, 6672-6677                                                                                        | Nuovo boss della camorra. |
| Tony Matrone                               | Giuseppe Di Gennaro                                                                        | 2023                                          | 6151-6329                                                                                                   | Camorrista del clan Sabbiese. |
| camorrista Vito                            | Ramon D'Andrea                                                                             | 2023                                          | 6151-6319                                                                                                   | Camorrista del clan Sabbiese. |
| Diana Della Valle                          | Sara Zanier                                                                                | 2023-2024                                     | 6155-6585                                                                                                   | Architetto. Amica di Nunzio con cui ha relazioni occasionali. Ha avuto una relazione con Flavio Bianchi. |
| Ida Kovalenko                              | Marta Anna Borucinska                                                                      | 2023-in corso                                 | 6198- | Vera madre di Tommaso Ferri. |
| Isabella Veneziani                         | Beatrice Fazi                                                                              | 2023, 2024                                    | 6321-6325, 6404-6408                                                                                        | Madre di Riccardo Crovi. |
| Magdalena Kovalenko                        | Natalia Giro                                                                               | 2023-2024                                     | 6342-6345, 6354-6364, 6503-6544                                                                             | Zia di Ida. |
| Jozef Kovalenko                            | Peppe Sole                                                                                 | 2023-2024                                     | 6342-6345, 6355-6363, 6408                                                                                  | Padre di Ida. |
| Flavio Bianchi                             | Leonardo Santini                                                                           | 2024                                          | 6357, 6367, 6374-6448                                                                                       | Imprenditore colluso con la camorra. |
| Don Antoine Tangara                        | Hakim Gouem                                                                                | 2024-2025                                     | 6369-6614                                                                                                   | Sacerdote. |
| Angelo Torrente                            | Loris De Luna                                                                              | 2024                                          | 6378-6552                                                                                                   | Boss della camorra. |
| Suor Maura                                 | Stefania Micheli                                                                           | 2024                                          | 6460-6544                                                                                                   | Si prende cura di Lara e ferisce Roberto. |
| Pino Chianese                              | Antimo Casertano                                                                           | 2024-in corso                                 | 6498- | Postino di Palazzo Palladini. Intraprende una relazione con Rosa. |
| Daniele Fusco                              | Marco Mario de Notaris                                                                     | 2024-2025                                     | 6515-6656, 6664                                                                                             | Nuovo primario del reparto di Medicina Interna del San Filippo e molestatore seriale che prende di mira Rossella. |
| Gennaro Gagliotti                          | Carlo Caracciolo                                                                           | 2024-in corso                                 | 6556- | Imprenditore senza scrupoli. |
| Vinicio Gagliotti                          | Gianluca Spagnoli                                                                          | 2024-in corso                                 | 6563- | Fratello minore di Gennaro che inizia una storia con Alice. |

## Altri personaggi
Attori menzionati nella sigla finale che hanno avuto dei piccoli ruoli nella soap, per poche puntate.
| Personaggio          | Interprete              | Stagioni         | Puntate                                     |
| -------------------- | ----------------------- | ---------------- | ------------------------------------------- |
| Tiziana              | Alessia Arcopinto       | 2018             | 5009                                        |
| Enrico               | Mario De Coniglio       | 2018             | 5049                                        |
| segretaria Livia     | Adele Vitale            | 2018             | 4967-5003                                   |
| Stefania Torrisi     | Monica Ciccarelli       | 2018             |                                             |
| Ludovica Falco       | Laura Dondoli           | 2018             | 4945-5012                                   |
| Giorgia Salvatore    | Valeria Pellegrini      | 2018             | 5002-5014                                   |
| banditore            | Giosue' Zurzolo         | 2019             |                                             |
| pugile Nino          | Salvatore Tammaro       | 2017, 2019       | 4836-4838 5196                              |
| Marco D'Angelo       | Alessandro Bassetti     | 2019             | 5308-5321                                   |
| avvocato Delgado     | David Barrios           | 2019             | 5244-5245                                   |
| Davide 1970          | Massimo Vincenzi        | 2019             | 5255-5265                                   |
| Antonella Soviero    | Chiara Mazza            | 2018             | 5098                                        |
| Gustavo Aveta        | Patrizio Pipola         | 2018             | 5108-5120                                   |
| Ivan Cappuccio       | Andrea Leuzzi           | 2018             | 5129                                        |
| Angelo Garrone       | Gianluca Passarelli     | 2017, 2018, 2019 | 5086, 5353-5374, 5599-5613, 5670-5672, 5717 |
| Kristel              | Kristel Kamami          | 2019             |                                             |
| Alessio Bonomo       | Francesco De Rienzo     | 2019             | 5184-5255                                   |
| scagnozzo Pietro     | Stefano Moffa           | 2020             | 5438-5478                                   |
| Chiara Volpe         | Claudia Benassi         | 2020             | 5354                                        |
| Camilla Tesone       | Giorgia Brasini         | 2019             | 5258-5262                                   |
| Amalia Tornini       | Vissia Iervolino        | 2019             | 5271                                        |
| Ernesto Pugliese     | Ciro Di Luzio           | 2019             | 5276                                        |
| Simone Loffredo      | Virgilio Brancaccio     | 2019             | 5375-5376                                   |
| Maria Pia Campanella | Irene Grasso            | 2019-2020        | 5411-5419, 5509                             |
| Mauro Cardone        | Matteo Montalto         | 2019-2020        |                                             |
| Nino Rosato          | Patrizio Pelizzi        | 2019             | 5337-5338                                   |
| Giovanni Sardelli    | Antonio Muro            | 2019-2020        |                                             |
| Renata Casale        | Valeria Vaiano          | 2020             | 5424, 5429                                  |
| Mario Scarano        | Geremia Longobardo      | 2021             | 5744-5748, 5785, 5812, 5828                 |
| Alessio Innocenti    | Paolo Mauro             | 2021             | 5828-5830                                   |
| Camillo Cuccurullo   | Lorenzo De Angelis      | 2021-2022        | 5728-5734, 5819, 5849-5855, 6054-6057       |
| Corrado Martucci †   | Alessandro Orrei        | 2022             | 5877-5888                                   |
| Giovanni Caruso      | Alessandro Gruttadauria | 2022             | 5884-5887                                   |
| Ludovico Lepore      | Roberto Caccioppoli     | 2022             | 5872-5895                                   |
| Anna Maria Rovere    | Valeria Vitti           | 2022             | 6039-6044, 6093                             |
| Rebecca              | Maria Chiara Marino     | 2022             |                                             |
| Livio Florio         | Gennaro Cassini         | 2023             | 6153-6154                                   |
| Nicola Correale      | Valerio Largo           | 2023             | 6181-6185, 6306-6308, 6310                  |
| istruttore Cristian  | Cristian Luino          | 2023             | 6246                                        |
| don Raimondo Ferraro | Giancarlo Cosentino     | 2023-2024        | 6334-6336, 6369                             |
| Marek Nowak          | Luca Kayetan            | 2023-2024        | 6342-6345, 6359-6360                        |
| Nicoletta Sirica     | Monica Doglione         | 2024             | 6427-6428, 6448                             |
| Viviana Melluso      | Margherita Di Sarno     | 2024             | 6449-6450                                   |

## Particolari guest star
Un posto al sole ha lanciato molti giovani attori (cast principale, super guest e guest), ma ha anche ospitato personaggi di particolare notorietà, non sempre attori, per una o poche puntate:
- Gabriele Muccino ha girato alcuni episodi della soap prima di affermarsi come regista in Italia e all'estero.[5]
- Milena Miconi nel ruolo di Luana, la ladra dell'auto di Alberto nel 1997 (puntate 93-94).
- Biagio Izzo nel ruolo di un signore che chiede lavoro ai cantieri Masullo nel 1997 (puntata 94).
- Sergio Assisi nel ruolo di poliziotto nel 1997 (puntate 113-114).
- Peppino di Capri nel ruolo di sé stesso nel 1997, puntata 154, cantando una serenata a Rita.[6]
- Clemente Pernarella nel ruolo di Carlo Bruni, un compagno universitario di Anna, nel 1997.
- Salvatore Mincione nel ruolo di un intervistatore nel 1997 (puntata 168).
- Marisa Merlini nel ruolo dell'amica con la quale Agnese Cozzolino va in crociera nel 1997.
- Edoardo Bennato nel ruolo di sé stesso nella puntata 245 del dicembre 1997 .
- Gabriele Greco nel ruolo di un ragazzo che ci prova con Stefi e litiga col geloso Diego, nella puntata 296 del 16 febbraio 1998.
- Tony Esposito nel ruolo di sé stesso nell'agosto 1998, nelle puntate 415-416.
- Adriana Volpe nel ruolo di una cliente di Franco in officina nel 1999.
- Paolo Conticini nel ruolo di uno spogliarellista, intervistato da Michele, in alcune puntate di gennaio 1999.
- Michele Mirabella nel ruolo di sé stesso nel 1999, presentatore del quiz al quale partecipa Teresa (puntate 495-496, 536-537, 545) e che le frutta la vincita del jackpot che le permetterà di acquistare il Caffè Vulcano.[7]
- Brigitte Nielsen nel ruolo di sé stessa nel 2000, nelle puntate 863-864.
- Hoara Borselli nel ruolo di Daniela Molinari, nella puntata 907 dell'11 novembre 2000.
- Anna Teresa Rossini nel ruolo di Ludovica Molinari, nella puntata 907 dell'11 novembre 2000.
- Barbara Chiappini nel ruolo di una paziente di Dario, fintosi sostituto di Luca, appena partito per l'Africa, nel 2001 (puntate 986-987).
- Renato De Rienzo nel ruolo di Capasso, direttore di Radio Arcobaleno, nelle puntate del 2002.
- Massimiliano Rosolino nel ruolo di sé stesso nel marzo 2001, nelle puntate 996-997.
- Paolo Cannavaro, Benito Carbone e Ferdinando Coppola, ex calciatori del Napoli, nel ruolo di sé stessi in una puntata del 2002.
- Anna Razzi, direttrice della Scuola di Ballo del Teatro di San Carlo, nel ruolo di sé stessa, nella puntata 1193 del 6 febbraio 2002, e nelle puntate 1495-1496 del 30 maggio e del 1º giugno 2003.
- Maria Teresa Ruta nel ruolo della giornalista Maura Carrera, nelle puntate 1240-1244-1245 del 12-18-19 aprile 2002.
- Angelo Sorino nel ruolo di Ettore Martini, apparendo in sogno al figlio Michele durante il suo coma,  nella puntata 1456 del 7 aprile 2003.
- Heather Parisi nel ruolo di sé stessa , nelle puntate 1557-1558 del 14-15 ottobre 2003.[8]
- Eleonora Daniele nel ruolo di Daniela Nori, starletta della TV che faceva concorrenza a Elena, nelle puntate 1586-1587 del 24-25 novembre 2003.
- Cosima Coppola nel ruolo di Cristina, una modella che ha una relazione con Andrea, nella puntata 1631 del 02 febbraio 2004.
- Max Pisu nel ruolo del manager un po' cialtrone di Elena, di nome Loris, nel 2004 (dall'episodio 1669).
- Carlo Lucarelli nel ruolo di sé stesso in un sogno di Viola in cui doveva scegliere tra l'amore di Matteo e quello di Andrea, nel 2004 (episodio 1678).
- Salvatore Marino nel ruolo di Yasù, primo marito di Giò, nel 2004 (episodi 1688, 1693-1700)
- Marco Zurzolo nel ruolo di sé stesso, nell'episodio 1884 del 24 marzo 2005.
- Patrizio Oliva nel ruolo di sé stesso, e di proprietario della palestra in cui lavora Franco Boschi, negli episodi 1908-1909 del 27-28 aprile 2005.
- Dario Vergassola nel ruolo dell'angelo custode di palazzo Palladini, nella puntata 2500. Il personaggio aveva dei chiari riferimenti a quello di Damiel, protagonista de "Il cielo sopra Berlino".
- Amanda Lear nel ruolo de la Morte in un sogno di Sabrina Guarini in una puntata del 2008.[9]
- Salvatore Bagni, ex calciatore del Napoli, ha partecipato alla puntata 3174 del 2011.[10]
- Pif nel ruolo di un cliente del Caffè Vulcano in una puntata del febbraio 2013.[11]
- Enzo Decaro nel ruolo di Walter Diamanti nella puntata speciale 3896 "un posto al sole coi fiocchi" del 2013.
- Clementino nel ruolo di sé stesso nella puntata 4024 del 2014.
- Davide Merlini nel ruolo di sé stesso nel 2015.
- Lodovica Comello nel ruolo di sé stessa nella puntata 4605 del 2016.
- Maurizio De Giovanni nel ruolo di sé stesso nella puntata 4687 del 14 febbraio 2017.
- Gennaro Esposito nel ruolo di sé stesso nelle puntate 4911 e 4912 del gennaio 2018.
- Peppe Celentano nel ruolo dell'avvocato Lelio Corti nel 2018.
- Isa Danieli nel ruolo di Filomena D'Avanzo, la defunta madre di Raffaele Giordano nella puntata 5000 dell'11 maggio 2018.
- Patrizio Pelizzi nel ruolo di Nino Rosato, nei ricordo del figlio Fabrizio nelle puntate 5337-5338 nel 2019.
- Andrea Sannino nel ruolo di sé stesso nelle puntate 5384-5386 del 2019 e nelle puntate 5756, 5757 e 5762 del 2021.
- Mauro Covacich nel ruolo di sé stesso nella puntata 5448 del 2020.
- Corrado De Rosa nel ruolo di sé stesso nella puntata 6075 del 2022.
- Davide Civitiello nel ruolo di sé stesso nelle puntate 6363-6364 del 2024.
- Rosario Esposito La Rossa nel ruolo di sé stesso nella puntata 6418 del 2024.
- Vittorio Del Tufo nel ruolo di sé stesso nella puntata 6454 del 2024.
- Giorgia nel ruolo di sé stessa nella puntata 6584 del 2024